# Liste der Kaiser-Wilhelm-I.-Denkmäler
Kaiser  Wilhelm I. wurde unter der Regierung Kaiser Wilhelms II. in zahlreichen Denkmälern abgebildet. Sehr häufig sind Standbilder und Büsten. Oft wird Wilhelm I. auch als Teil von Kriegerdenkmälern (Deutsch-Französischer Krieg 1870/71) dargestellt.

## Liste

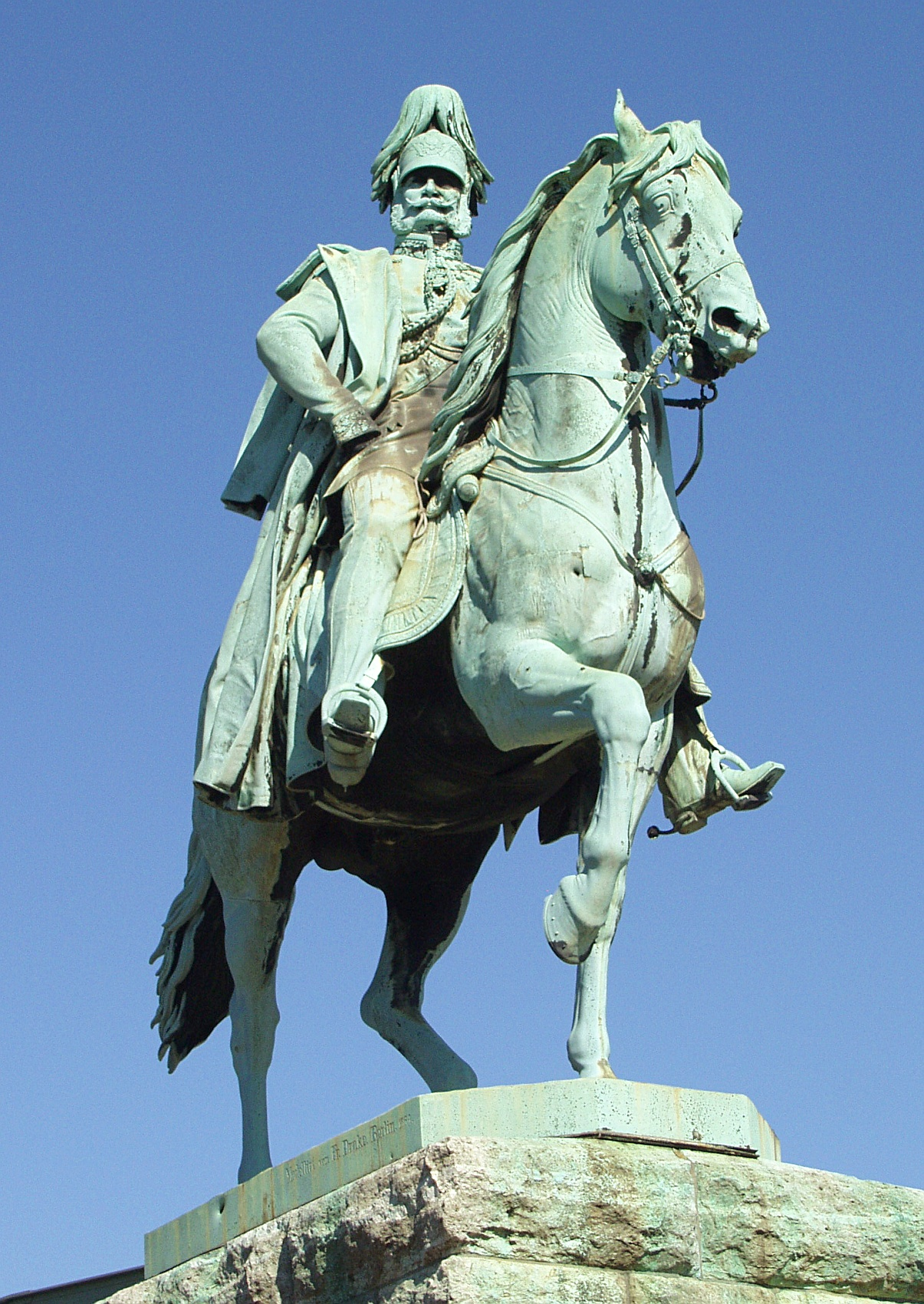
Statue an der Hohenzollernbrücke in Köln
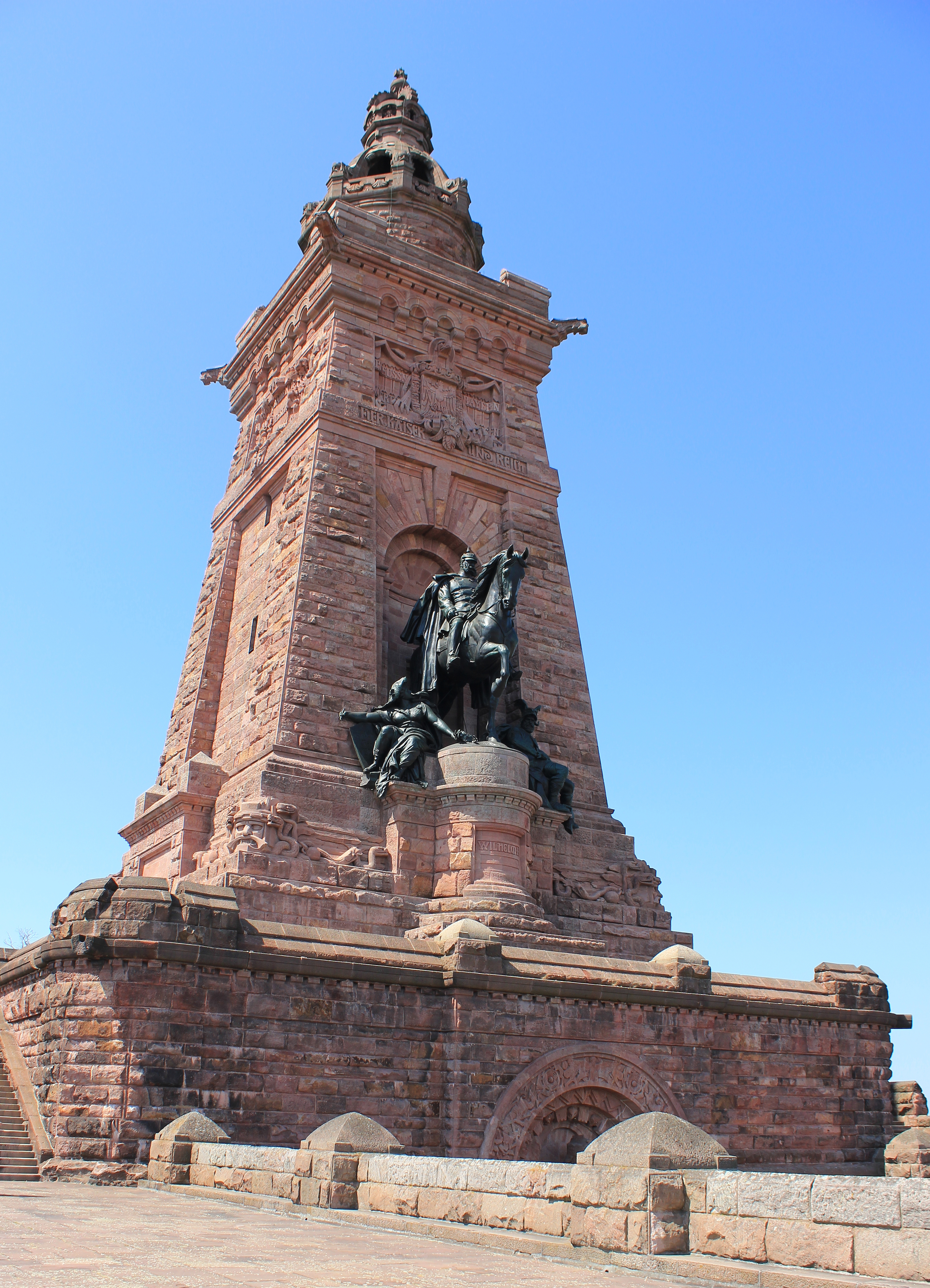
Kyffhäuserdenkmal
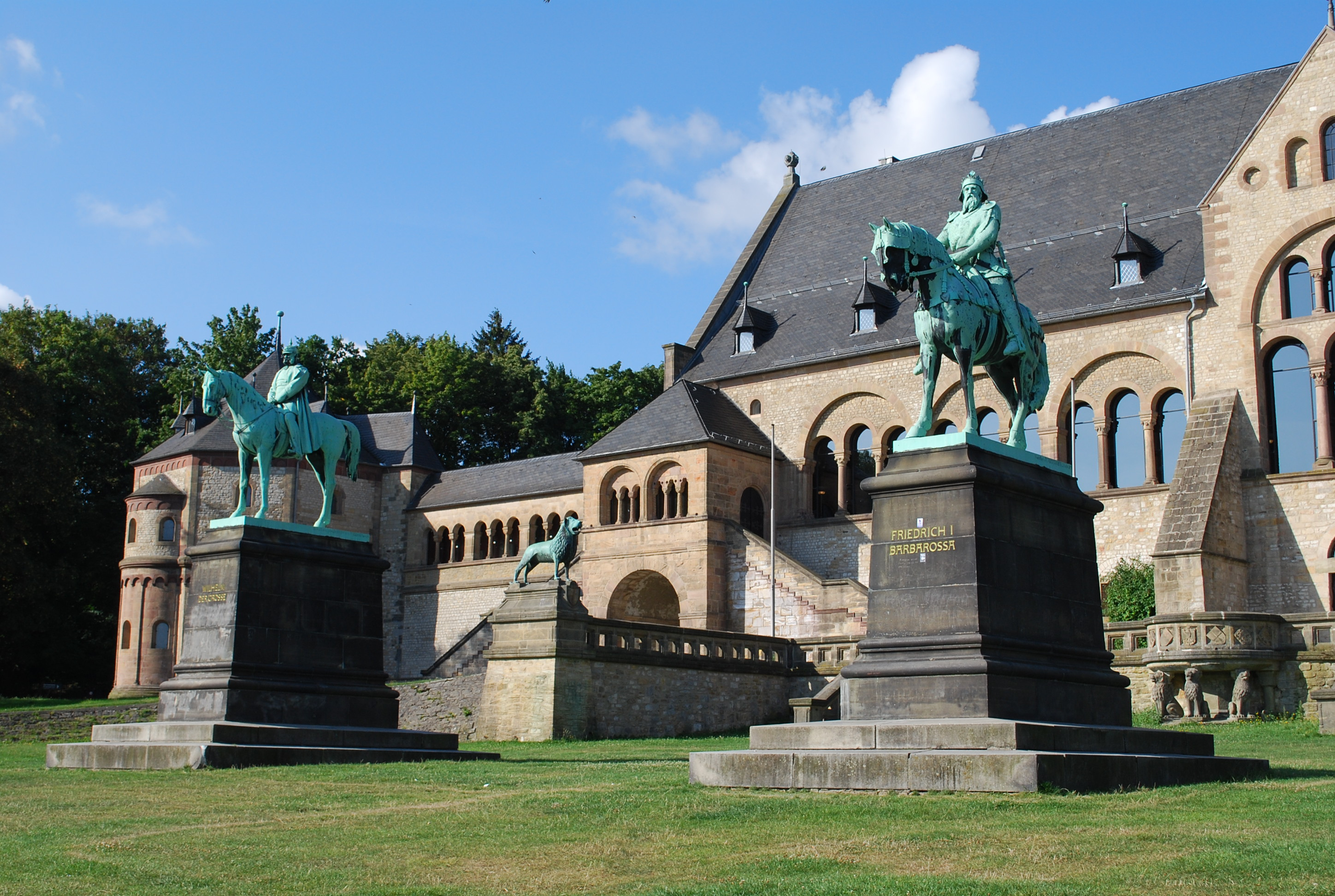
Reiterstandbilder von Wilhelm I. (links) und Friedrich I. (rechts) auf dem Vorplatz der Kaiserpfalz Goslar
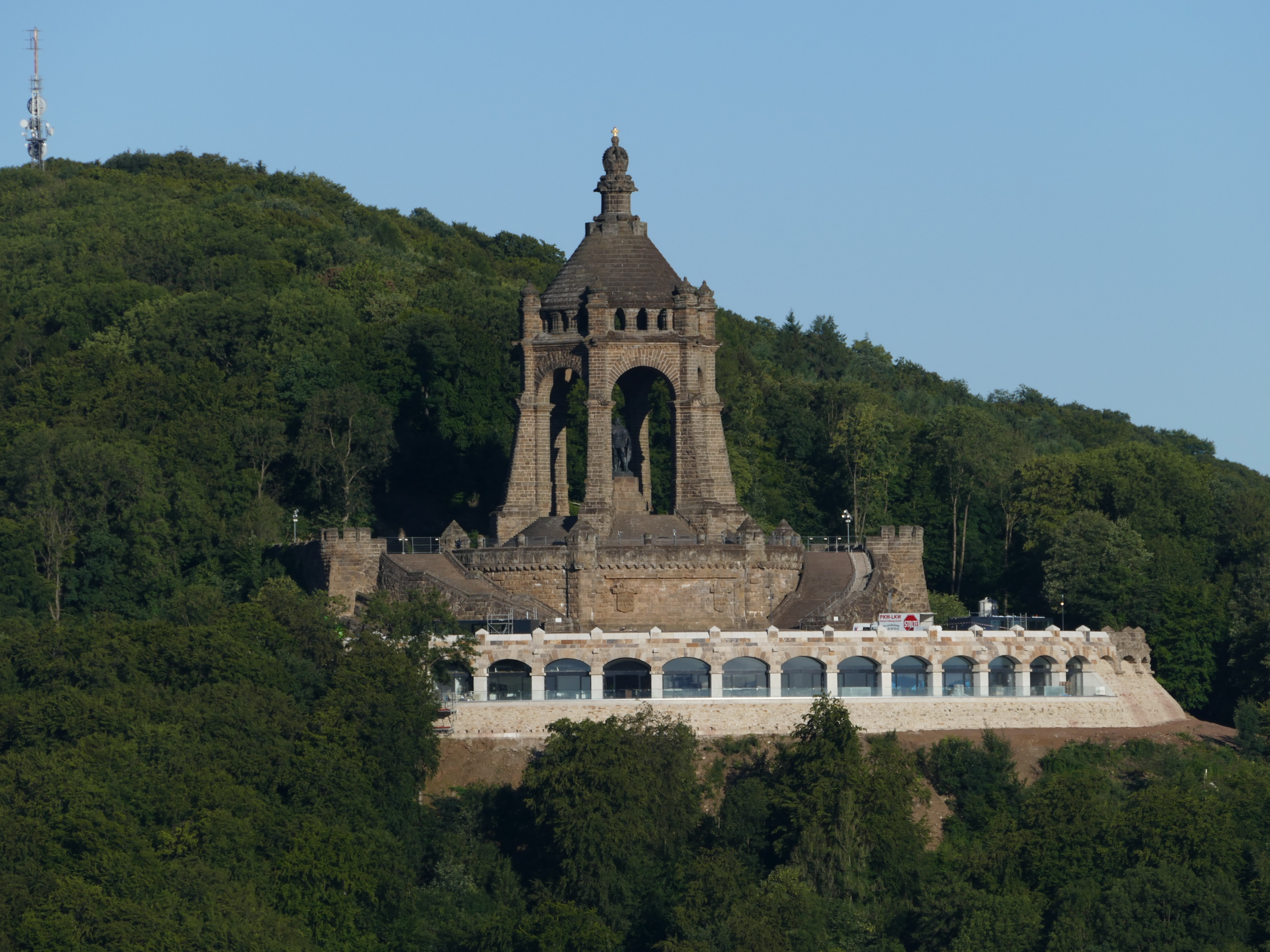
Kaiser-Wilhelm-Denkmal an der Porta Westfalica
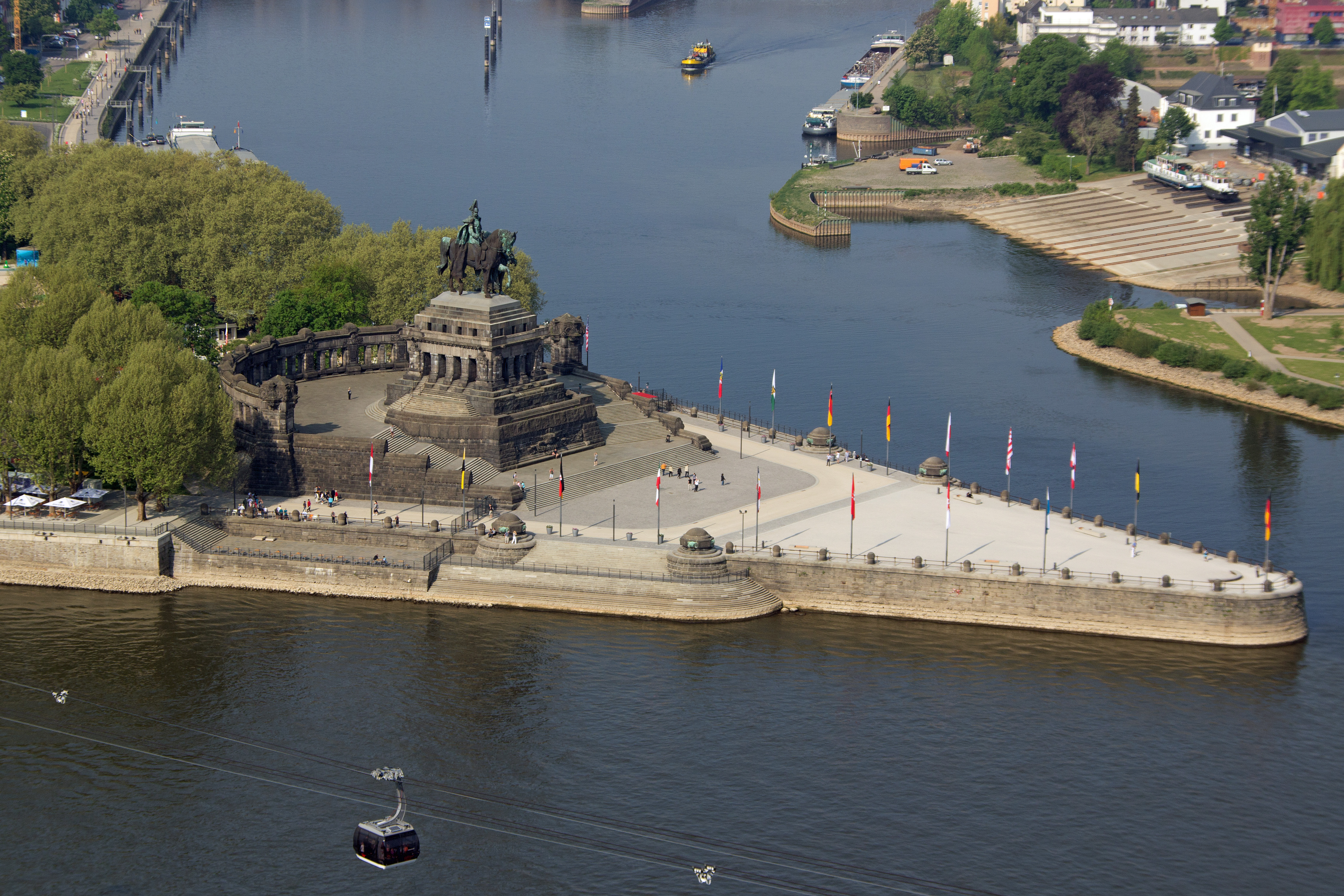
Kaiser-Wilhelm-Denkmal am Deutschen Eck in Koblenz

### Reiterstandbilder

Danzig

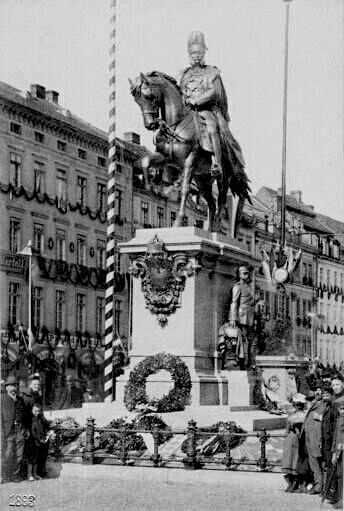
Kaiser Wilhelm I. auf dem Obermarkt in Görlitz

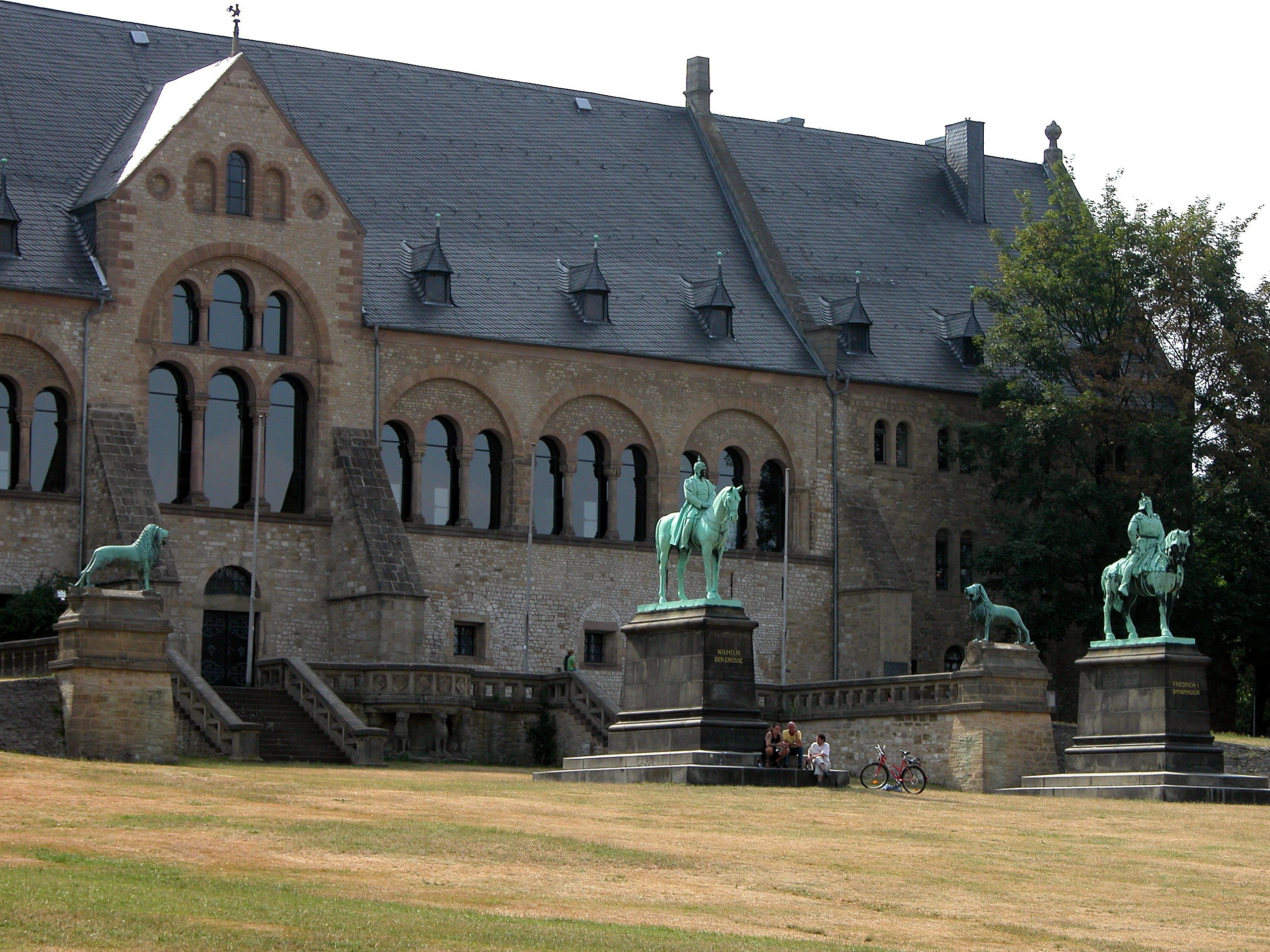
Goslar

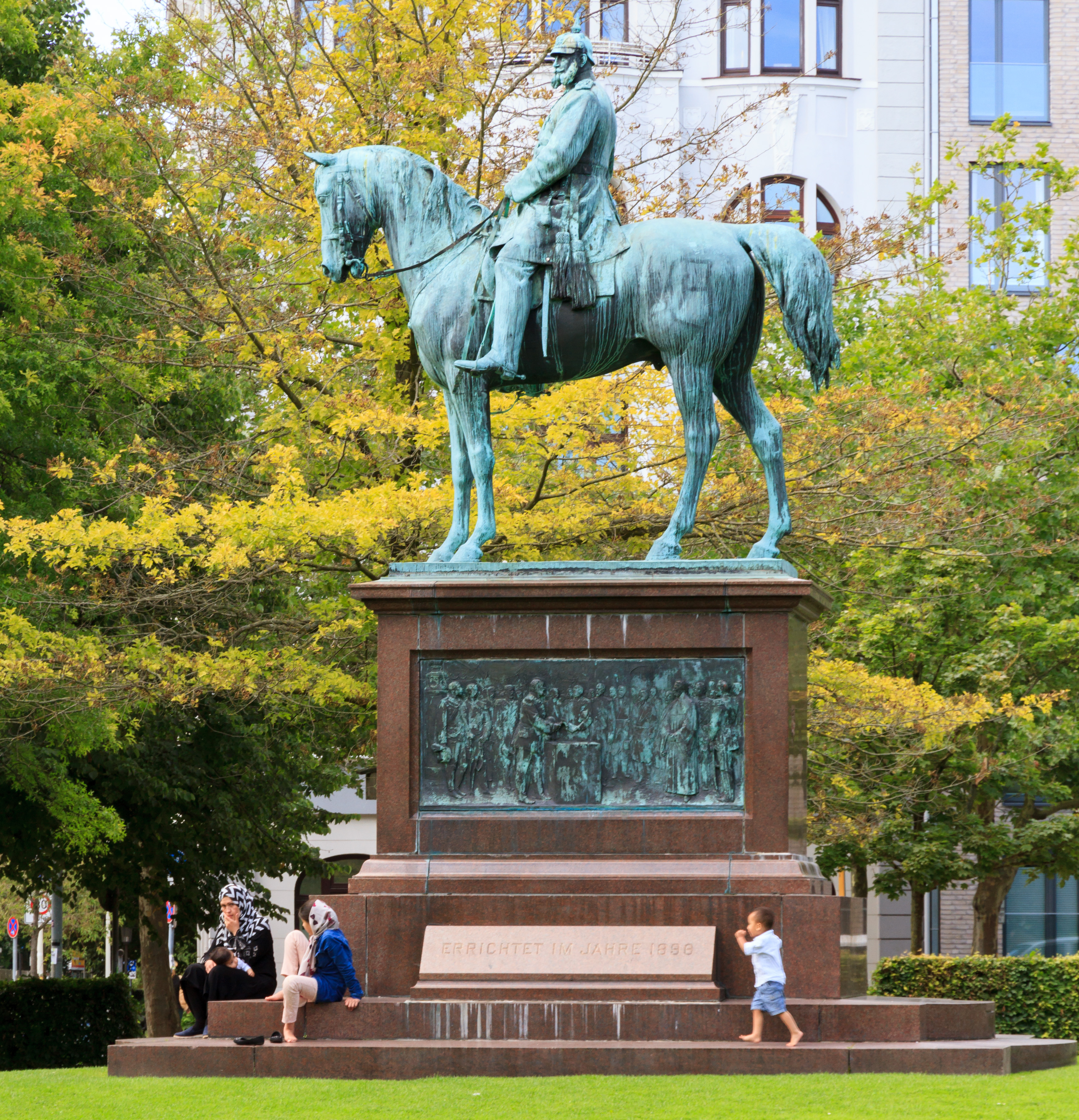
Kiel

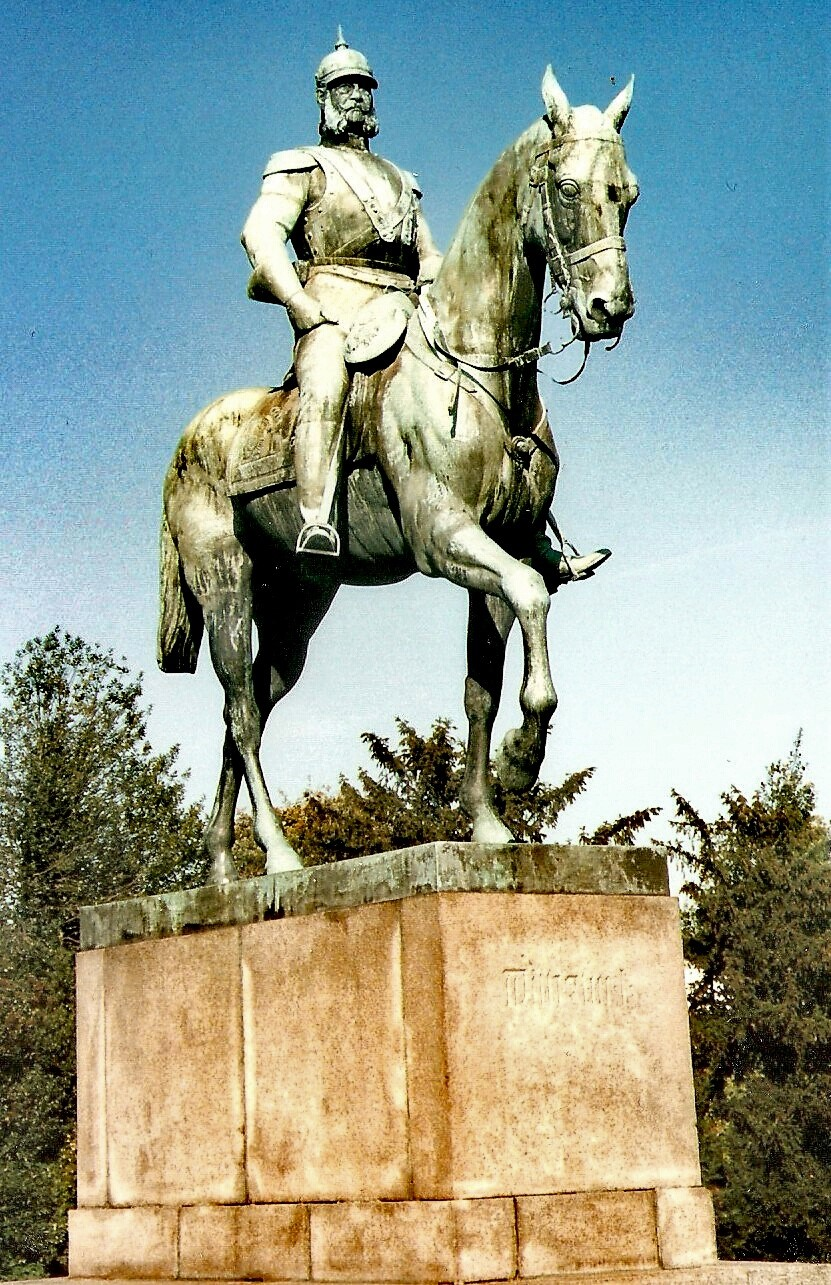
Lübeck

Metz

| Aachen:                             | 1901 von Fritz Schaper, auf dem Theaterplatz, Bronzeteile 1942 demontiert und eingeschmolzen |
| Berlin-Mitte:                       | Nationaldenkmal für Kaiser Wilhelm I. auf der Schloßfreiheit, 1889–1897 von Bildhauer Reinhold Begas; Das in der Achse des Eosanderportals des Berliner Schlosses errichtete Denkmal wurde 1950 auf Betreiben von Walter Ulbricht zusammen mit dem Schloss bis auf die erhaltenen Fundamente abgebrochen und die Bronzeteile eingeschmolzen. |
| Berlin-Neukölln (bis 1913 Rixdorf): | auf dem Hohenzollernplatz (heute Karl-Marx-Platz), von Albert Moritz Wolff, enthüllt am 22. März 1902, 1944 eingeschmolzen |
| Berlin-Spandau:                     | an der Neuendorfer Straße, von Bildhauer Franz Dorrenbach aus Köln, 1909 errichtet; nicht erhalten |
| Bernburg:                           | auf dem Karlsplatz; von Ludwig Manzel, 1901 errichtet; nicht erhalten |
| Bremen:                             | 1888–1893 von Robert Baerwald, 1942 eingeschmolzen |
| Breslau:                            | Reiterstandbild von Christian Behrens, 1896 an der Schweidnitzer Straße enthüllt, zerstört am 21. Oktober 1945; seit 2007 steht an dieser Stelle ein Bolesław-Chrobry-Denkmal. |
| Bromberg:                           | von Alexander Calandrelli, 1893 enthüllt, 1919 noch vor der Besetzung der Stadt durch Polen nach Meseritz transportiert (siehe dort) |
| Chemnitz:                           | Reiterstandbild, umrahmt von den eigenständigen Standbildern Bismarcks und Moltkes, auf dem Rathausmarkt, alle drei im Zweiten Weltkrieg eingeschmolzen |
| Danzig:                             | Westpreußisches Provinzialdenkmal, vor dem Hohen Tor |
| Dortmund-Hohensyburg:               | Kaiser-Wilhelm-I.-Denkmal der (vormaligen) Grafschaft Mark von Hubert Stier, 1893–1902; Die Reiterstatue und die überlebensgroßen Standbilder von Otto von Bismarck und Helmuth von Moltke wurden von Bildhauer Adolf von Donndorf, die seit dem Umbau des Denkmals (1935–1936) verschollenen lebensgroßen Standbilder von Kaiser Friedrich III. (hier dargestellt als Kronprinz Friedrich Wilhelm) und Prinz Friedrich Karl wurden von seinem Sohn Karl Donndorf entworfen und ausgeführt. Der Bronzeguss aller Statuen erfolgte in Gladenbecks Bronzegießerei (Inhaber: Walter und Paul Gladenbeck) in Friedrichshagen bei Berlin.                                                                                        |
| Düsseldorf:                         | Reiterstandbild von Bildhauer Karl Janssen, umrahmt von den Standbildern des Fürsten Bismarck und des Grafen Moltke, auf der Alleestraße; Von 1964 bis 1982 stand das Denkmal auf dem „Platz der Deutschen Einheit“, musste dort jedoch aus verkehrstechnischen Gründen weichen. Nach jahrelangen Diskussionen, ob der Kaiser in der Öffentlichkeit noch zeitgemäß wäre, wurde das Denkmal schließlich im Jahre 1987 auf den Martin-Luther-Platz transloziert. Das Standbild Moltkes ist nicht mehr vorhanden. |
| Duisburg:                           | ehemals auf dem Kaiserberg, entworfen von Friedrich Reusch, eingeweiht am 2. September 1898; Die Figuren des Kaisers, der Germania und des Reichsadlers wurden 1942 eingeschmolzen, der Sockel 1957 abgetragen. |
| Erfurt:                             | von Ludwig Brunow, am 25. August 1900 auf dem ehemaligen Kaiserplatz (heute Karl-Marx-Platz) eingeweiht und 1944 für Kriegszwecke eingeschmolzen (Bild) |
| Essen:                              | Reiterstandbild auf dem Burgplatz von Hermann Volz, enthüllt am 23. Oktober 1898, 1928 von der Platzmitte auf einen neuen schlichten Sockel an den Platzrand vor der Lichtburg versetzt |
| Frankfurt am Main:                  | von Clemens Buscher, enthüllt am 10. Mai 1896, 1940 eingeschmolzen |
| Gera:                               | vor der Johanniskirche, von Bildhauer Gustav Eberlein, nicht erhalten; Mit einer Mehrheit von einer Stimme stimmten die Kommunisten mit den Sozialisten im Dezember 1922 für die Beseitigung des Denkmals. |
| Geislingen an der Steige:           | |
| Original:                           | auf dem Kirchplatz, vor der Stadtkirche; Der Kaiser sitzt in Felduniform mit offenem Mantel und Helm auf einem kraftvoll vorwärtsschreitenden Pferd. Das Reiterstandbild stellt das von der Galvanoplastischen Kunstanstalt erworbene Modell nach dem Entwurf des Berliner Bildhauers Gustav Eberlein dar. Die Enthüllung des Denkmals war ursprünglich für den 18. Januar 1894 vorgesehen, wurde aber schließlich auf den Geburtstag des hier verewigten Kaisers am 22. März desselben Jahres verschoben. Etwa 1979 wurde das Reiterstandbild zur Restaurierung vom Sockel gehoben und in die Werkstätten der WMF gebracht. Da die Restaurierung der Galvanoplastik nicht möglich war, wurde das Reiterstandbild entsorgt. |
| Replikat:                           | auf dem Kirchplatz, links neben der Stadtkirche; 1980 entstand in der Gießerei Strassacker in Süßen ein vollständiger Neuguss. Aus verkehrstechnischen Gründen wurde das neue Reiterstandbild etwa 15 m vom alten Standort entfernt auf dem originalen Sockel wieder errichtet. |
| Goslar:                             | Kaiserpfalz: Wilhelm I. und Barbarossa jeweils zu Pferde, flankiert von zwei Braunschweiger Löwen |
| Görlitz:                            | Der Standort des Kaiser-Wilhelm-Denkmals (Görlitz) befand sich zuerst auf dem Obermarkt. Es wurde am 18. Mai 1893 enthüllt und zeigte außer Kaiser Wilhelm I. zu Pferde noch die Skulpturen von Reichskanzler Otto von Bismarck (linke Flanke) und Generalfeldmarschall Helmuth von Moltke (rechte Flanke). Am 11. Mai 1939 wurde das Denkmal auf den Wilhelmsplatz umgesetzt, wurde aber 1942 abgebaut und zu Rüstungszwecken eingeschmolzen. |
| Halle an der Saale:                 | Reiterstandbild Kaiser Wilhelms I. mit den als Assistenzfiguren aufgestellten Paladinen Bismarck und Moltke; Das Denkmal überstand den Zweiten Weltkrieg ohne nennenswerte Beschädigungen, wurde aber später restlos beseitigt. |
| Hamburg:                            | |
| Festdekoration:                     | 1871 vor der Rückseite der Börse am Rathausmarkt (an Stelle des später erbauten Rathauses); Das überlebensgroße Denkmal, von Bildhauer Engelbert Peiffer aus Holz und Gips geschaffen, zeigte den Kaiser, der mit der rechten Hand eine Fahne zum Himmel streckt; es entstand als Festdekoration für die Siegesfeier/Ehrung der heimkehrenden Soldaten des Krieges 1870/71. |
| Hamburg-Mitte:                      | Reiterdenkmal, entworfen von Johannes Schilling; am 20. Juni 1903 in Anwesenheit Kaiser Wilhelms II. auf dem Rathausmarkt enthüllt, 1930 und nachfolgend versetzt, heute in Planten un Blomen |
| Hamburg-Altona:                     | Reiterdenkmal auf dem Rathausplatz, von Bildhauer Gustav Eberlein, 1898 in Gegenwart des Kaiserpaares (Wilhelm II.) enthüllt |
| Herne:                              | Einweihung 27. September 1903; von dem Münchener Bildhauer Alois Mayer; nicht erhalten |
| Hildesheim:                         | Reiterdenkmal, 1900 im Beisein von Kaiser Wilhelm II. und Kaiserin Auguste Viktoria eingeweiht, nur Sockel erhalten (umgewidmet zum „Mahnmal für Kriegsopfer“) |
| Karlsruhe:                          | von Adolf Heer auf dem Kaiserplatz (erhalten), Bauzeit 1890–1897; die vier allegorischen Sockelfiguren 1943 eingeschmolzen (vgl. Osnabrück) |
| Kiel:                               | Schleswig-Holsteinisches Provinzialdenkmal, 1896 von Adolf Brütt, im Schlossgarten (Bild) |
| Koblenz:                            | Rheinisches Provinzialdenkmal auf der Landzunge am Deutschen Eck |
| Köln:                               | 1863, auf der Dombrücke von Friedrich Drake; das einzige Denkmal, das ihm zu Lebzeiten errichtet wurde, Wilhelm war bei der Auftragserteilung durch König Friedrich Wilhelm IV. noch Prinzregent; 1909 versetzt auf den Nachfolgebau Hohenzollernbrücke |
| Köln:                               | 1897, am Kaiser-Wilhelm-Ring, 1943 demontiert |
| Kyffhäuser:                         | Kyffhäuserdenkmal, 1890–1896, Denkmalturm von Architekt Bruno Schmitz mit Reiterstandbild von Bildhauer Emil Hundrieser |
| Lübeck:                             | Kaiser-Wilhelm-Denkmal, 1934 aufgestellt zwischen Bahnhof und Lindenplatz, von Louis Tuaillon |
| Magdeburg:                          | 1897 von Rudolf Siemering; auf dem ehemaligen Kaiser-Wilhelm-Platz, heute Universitätsplatz; nicht erhalten |
| Mannheim:                           | von Gustav Eberlein, enthüllt 1894 vor dem Schloss, zerstört (Bild) |
| Meseritz:                           | von Alexander Calandrelli (1893), 1929 in den Anlagen an der Bahnhofstraße aufgestellt, vorher in Bromberg (siehe dort); seit 1946 verschollen |
| Metz:                               | auf der Prachtpromenade Esplanade, errichtet 1892, bei Kriegsende im November 1918 vom Sockel gestürzt und durch ein monumentales französisches Siegerdenkmal ersetzt |
| Minden:                             | auf dem Wittekindsberg, errichtet von der preußischen Provinz Westfalen 1890–1896, Architekt: Bruno Schmitz; Kaiserfigur von dem westfälischen Bildhauer Caspar von Zumbusch; die Einweihung fand am 18. Oktober 1896 im Beisein von Kaiser Wilhelm II. und Kaiserin Auguste Viktoria statt |
| Münster:                            | vor dem Schloss, entworfen von Bildhauer Friedrich Reusch in Zusammenarbeit mit dem Architekten Bruno Schmitz, im Oktober 1897 in Anwesenheit von Prinz Friedrich Leopold von Preußen als Vertreter des Kaisers enthüllt; nicht erhalten |
| Nürnberg:                           | Reiterstandbild 1905 von Wilhelm von Rümann |
| Osnabrück:                          | von dem Karlsruher Bildhauer Adolf Heer, feierliche Enthüllung in Gegenwart des Prinzen Friedrich Heinrich von Preußen als Vertreter des Kaisers am 16. Juli 1899 auf dem Goetheplatz; Das Denkmal verschwand in den letzten Kriegsjahren des Zweiten Weltkriegs; sein Verbleib ist ungeklärt. Es war ein Nachguss des Denkmals in Karlsruhe. |
| Potsdam:                            | von Ernst Herter; feierliche Enthüllung in Gegenwart Kaiser Wilhelms II. am 11. April 1901 auf der Freundschaftsinsel an der Langen Brücke; Das Denkmal überstand den Zweiten Weltkrieg, wurde nach 1945 demontiert, dann verschrottet. |
| Rixdorf bei Berlin:                 | siehe Berlin-Neukölln |
| Saarbrücken:                        | Reiterstandbild auf dem Brückenjoch der Alten Saarbrücke zwischen Saarbrücken und St. Johann, Entwurf von Architekt Heinrich Halmhuber; Guss von Gladenbeck. Nach 1945 ließ der Militärgouverneur an der Saar, Gilbert Grandval, das Reiterstandbild abtragen.(Bild) |
| Stettin:                            | Reiterstandbild als Bekrönung eines aufwändigen Kriegerdenkmals für die 1870/71 gefallenen Söhne der Stadt von Karl Hilgers, nicht erhalten (Bild) |
| Stolp:                              | Reiterstandbild als Bekrönung eines Kriegerdenkmals, nicht erhalten |
| Stuttgart:                          | 1897–1898 von Wilhelm von Rümann und Friedrich von Thiersch (Bild) |
| Waldheim:                           | von Gustav Eberlein |
| Weißenfels:                         | von Bildhauer Ernst Wenck; am 8. März 1949 von Jugendbrigaden vom Sockel gestürzt und durch die Straßen in eine Gießerei zum Einschmelzen gezogen. |
| Wriezen:                            | von Bildhauer Heinrich Splieth, vor dem Rathaus; Einweihung am 12. September 1912; 1943 abgebaut und eingeschmolzen. Die Seitenreliefs und die Granit-Löwen blieben erhalten. Die Löwen liegen heute vor dem Wriezener Rathaus. |
| (Wuppertal-) Elberfeld:             | Reiterdenkmal von Bildhauer Gustav Eberlein, vor dem Stadttheater am Brausenwerth; Einweihung am 18. Oktober 1893; 1937 in den Deweerth’schen Garten umgesetzt; dort 1943 wieder abgebaut und eingeschmolzen; Der Sockel im Deweerth’schen Garten blieb erhalten, auf ihm steht seit 1958 das Mahnmal für die Opfer des Nationalsozialismus. |

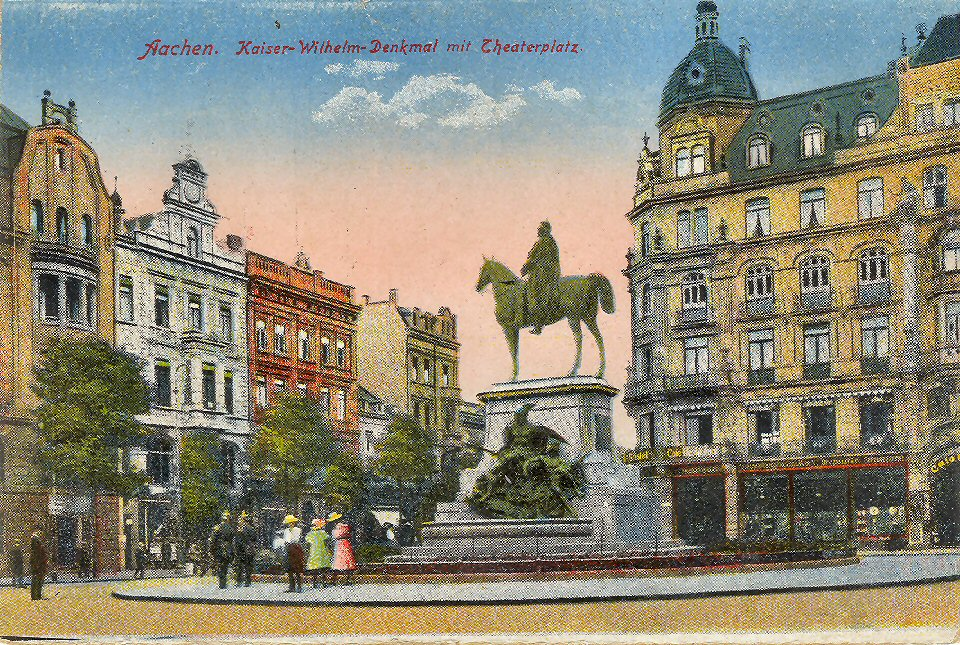
Aachen: Kaiser Wilhelm I.-Denkmal auf dem Theaterplatz
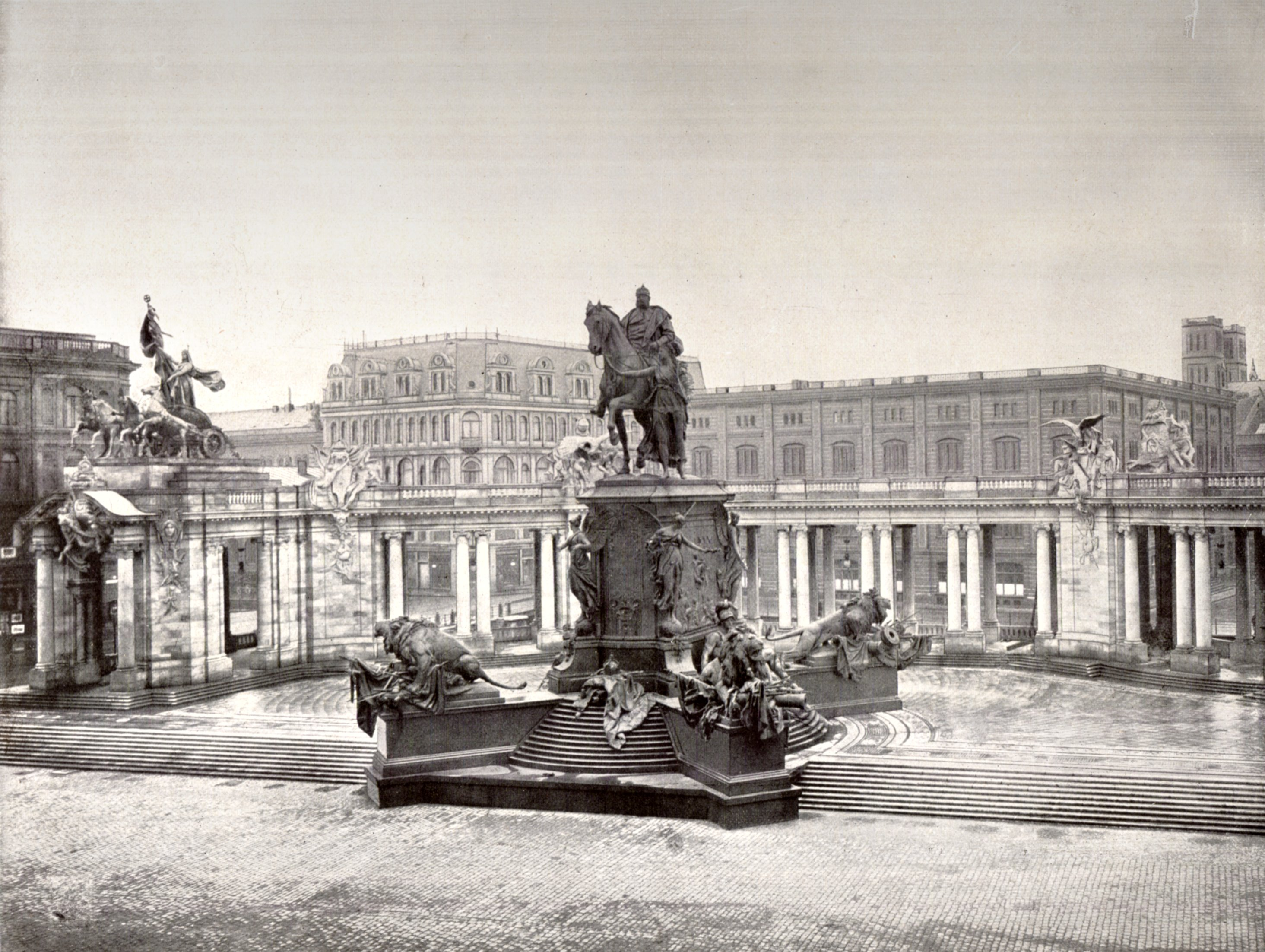
Berlin: Das Nationaldenkmal an der Schlossfreiheit
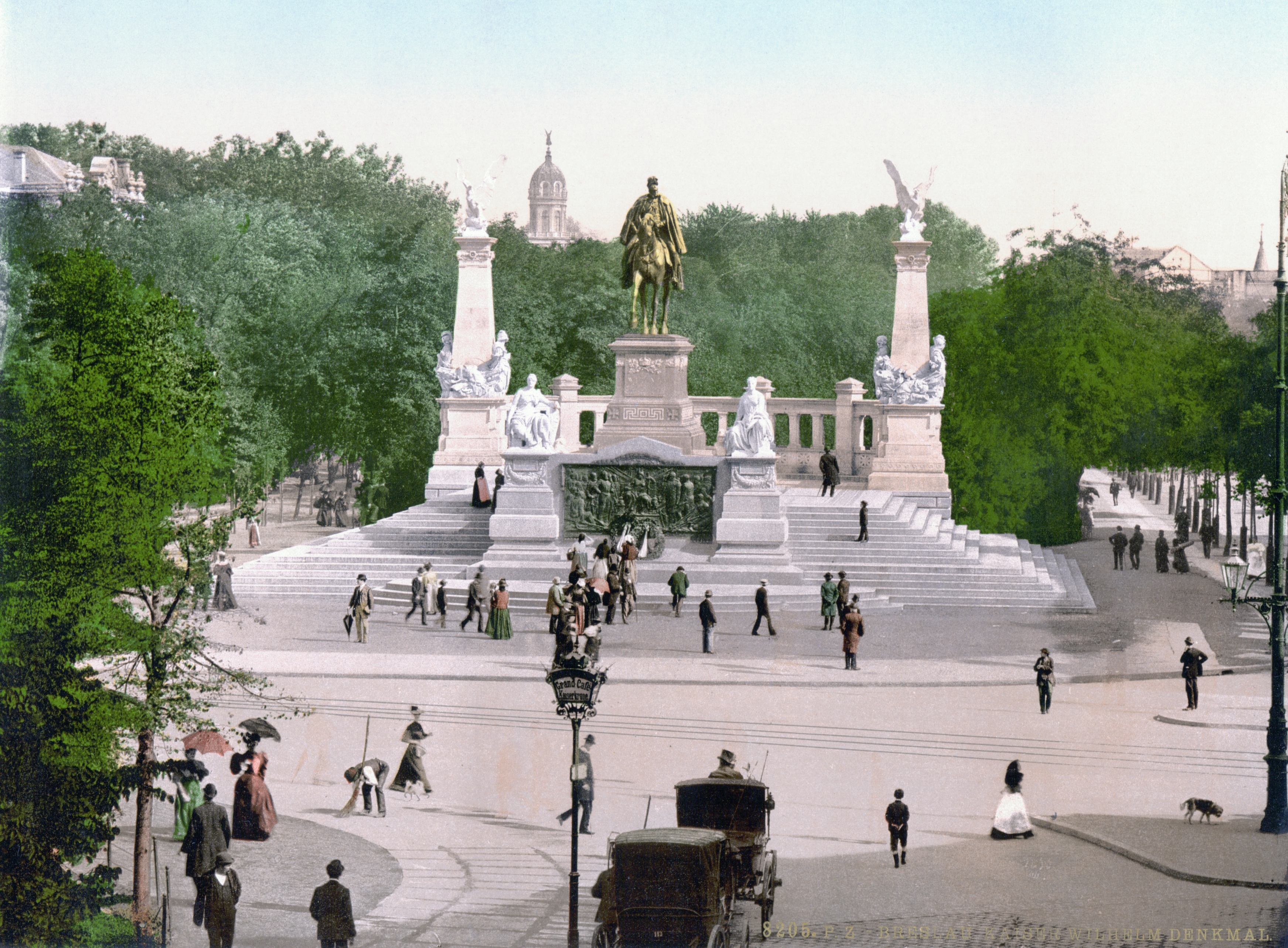
Breslau (zerstört am 21. Oktober 1945)
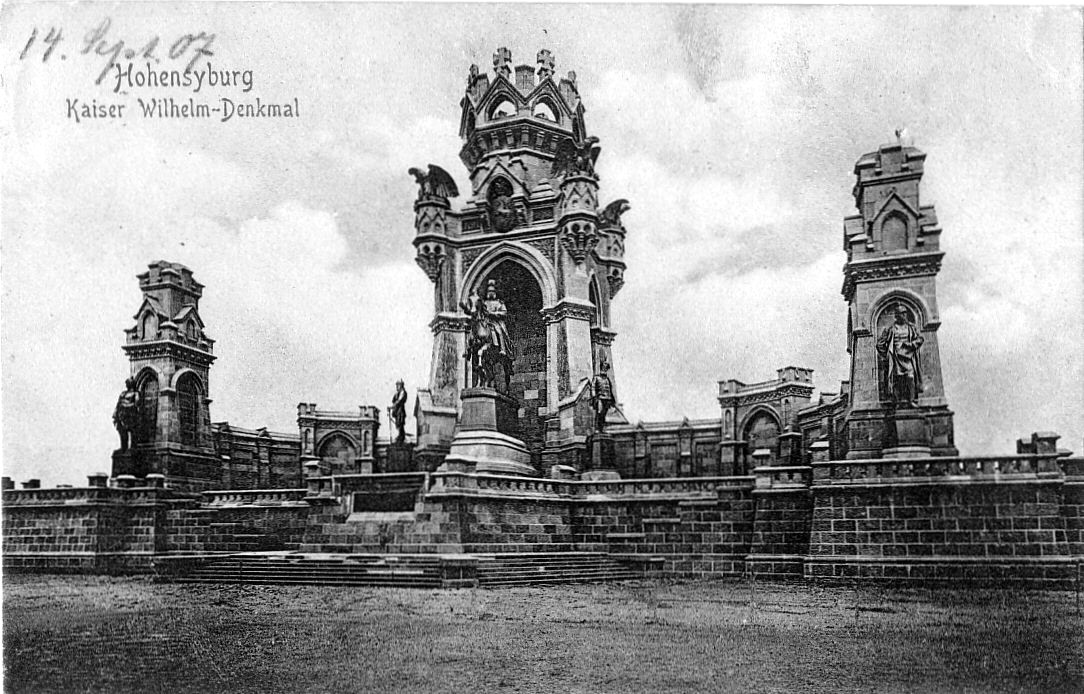
Dortmund-Hohensyburg: Gesamtanlage
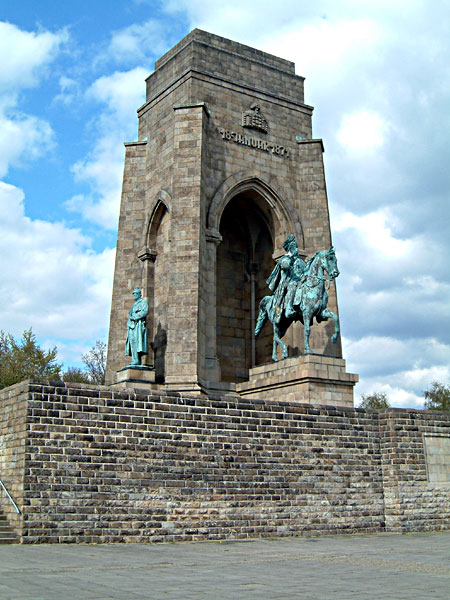
Dortmund-Hohensyburg: nach dem Umbau 1935
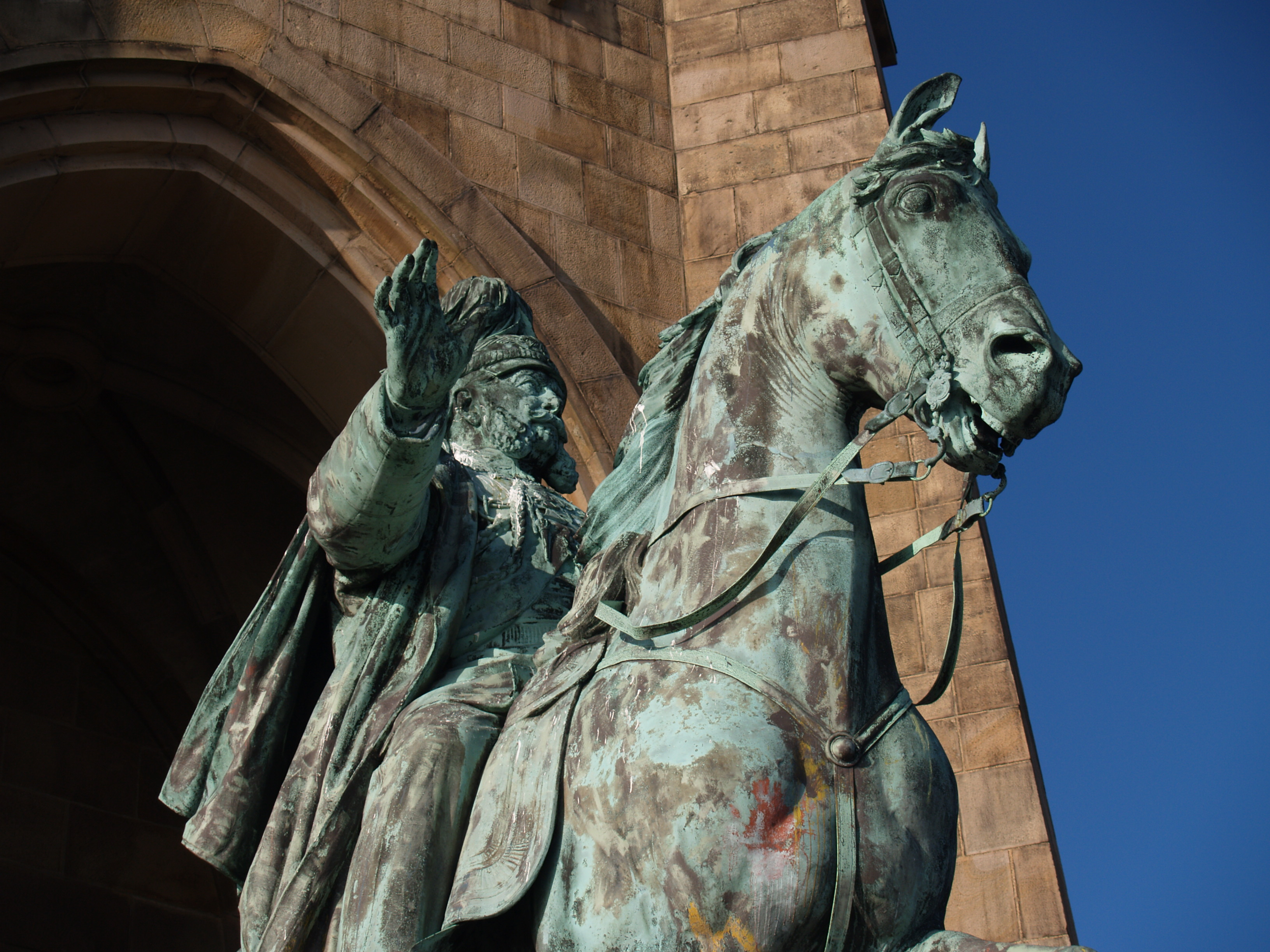
Dortmund-Hohensyburg: Detail
Duisburg: Kaiserberg
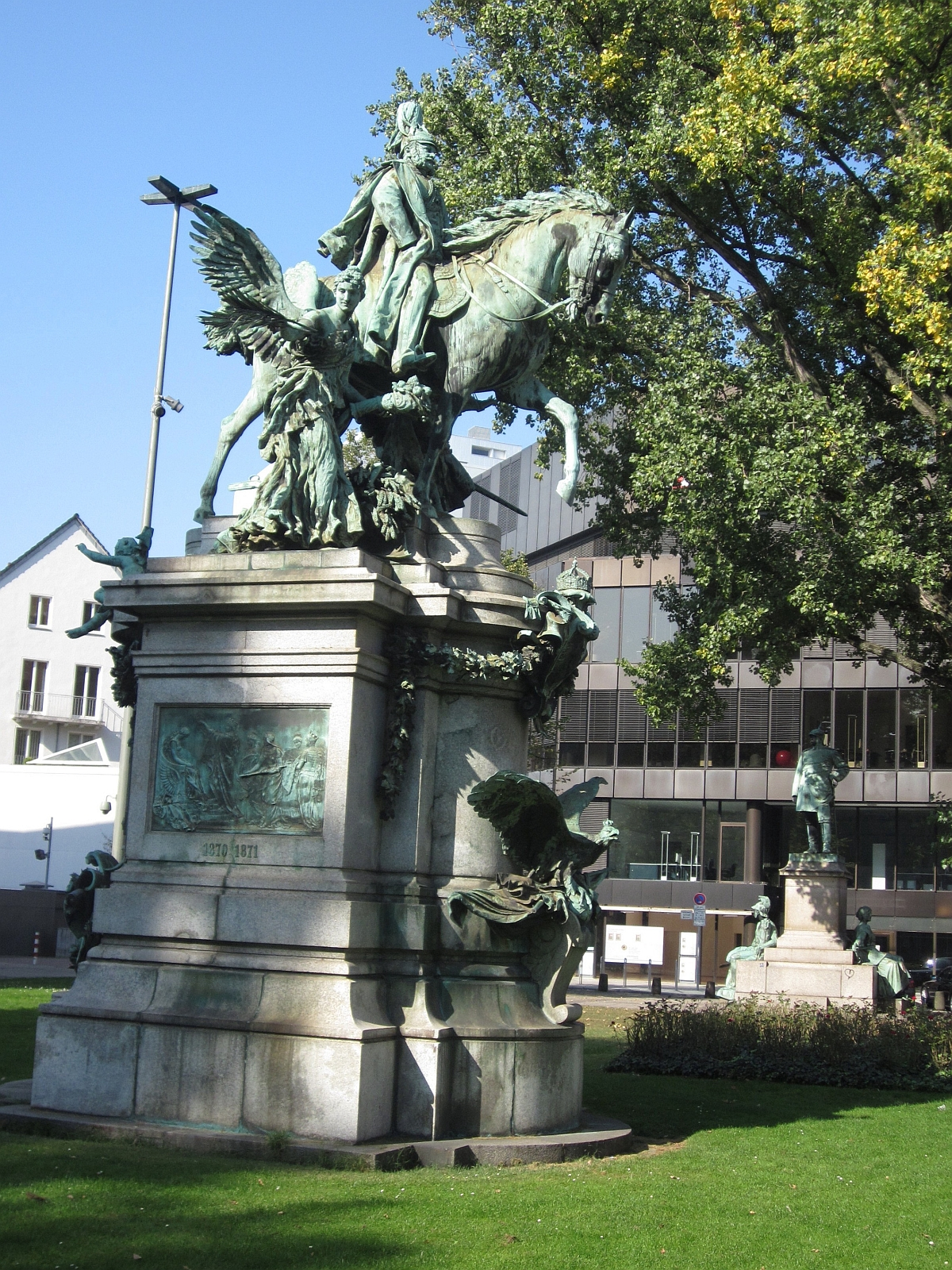
Düsseldorf: am Martin-Luther-Platz; im Hintergrund das Bismarck-Denkmal
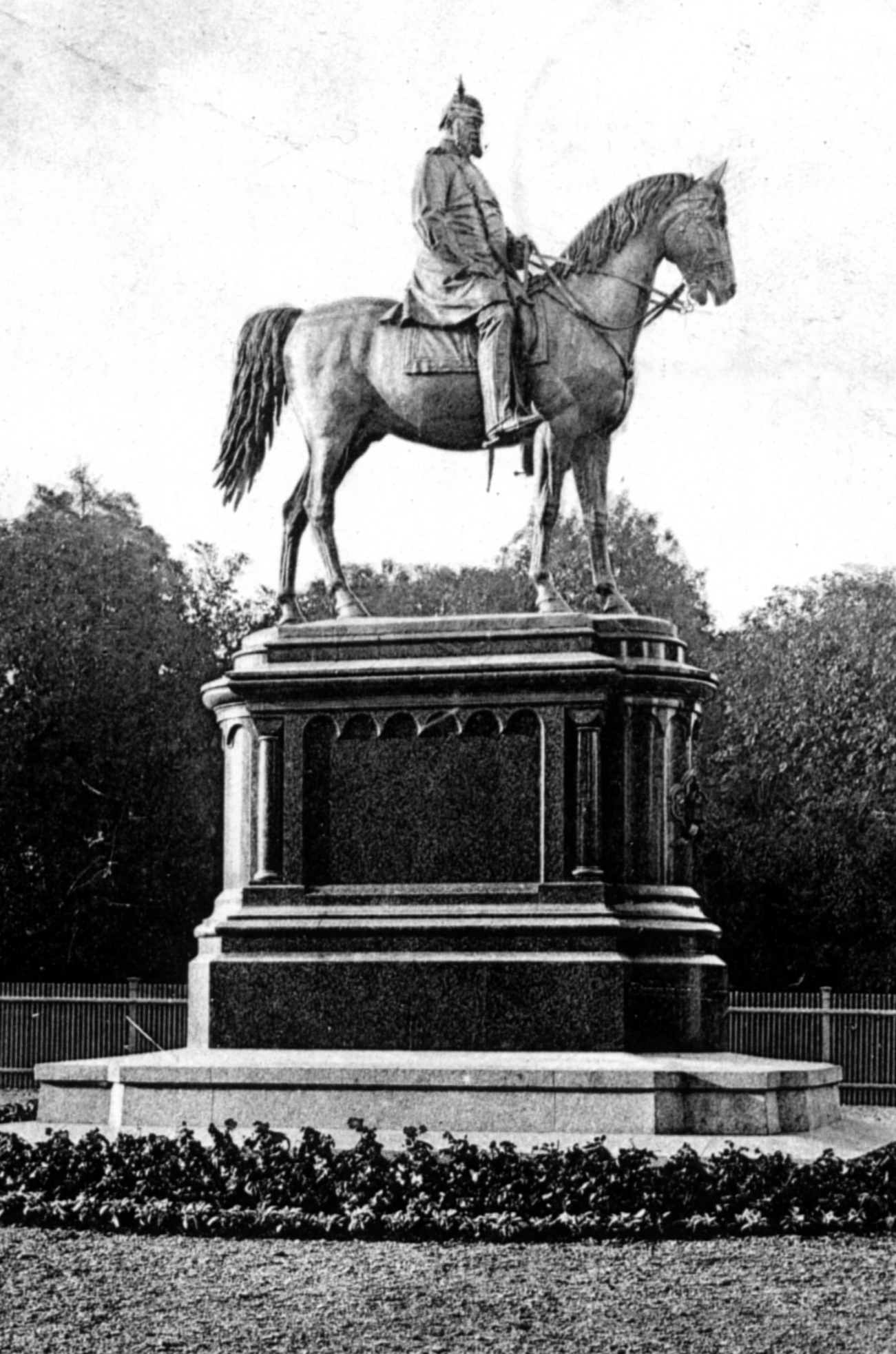
Erfurt: von Ludwig Brunow
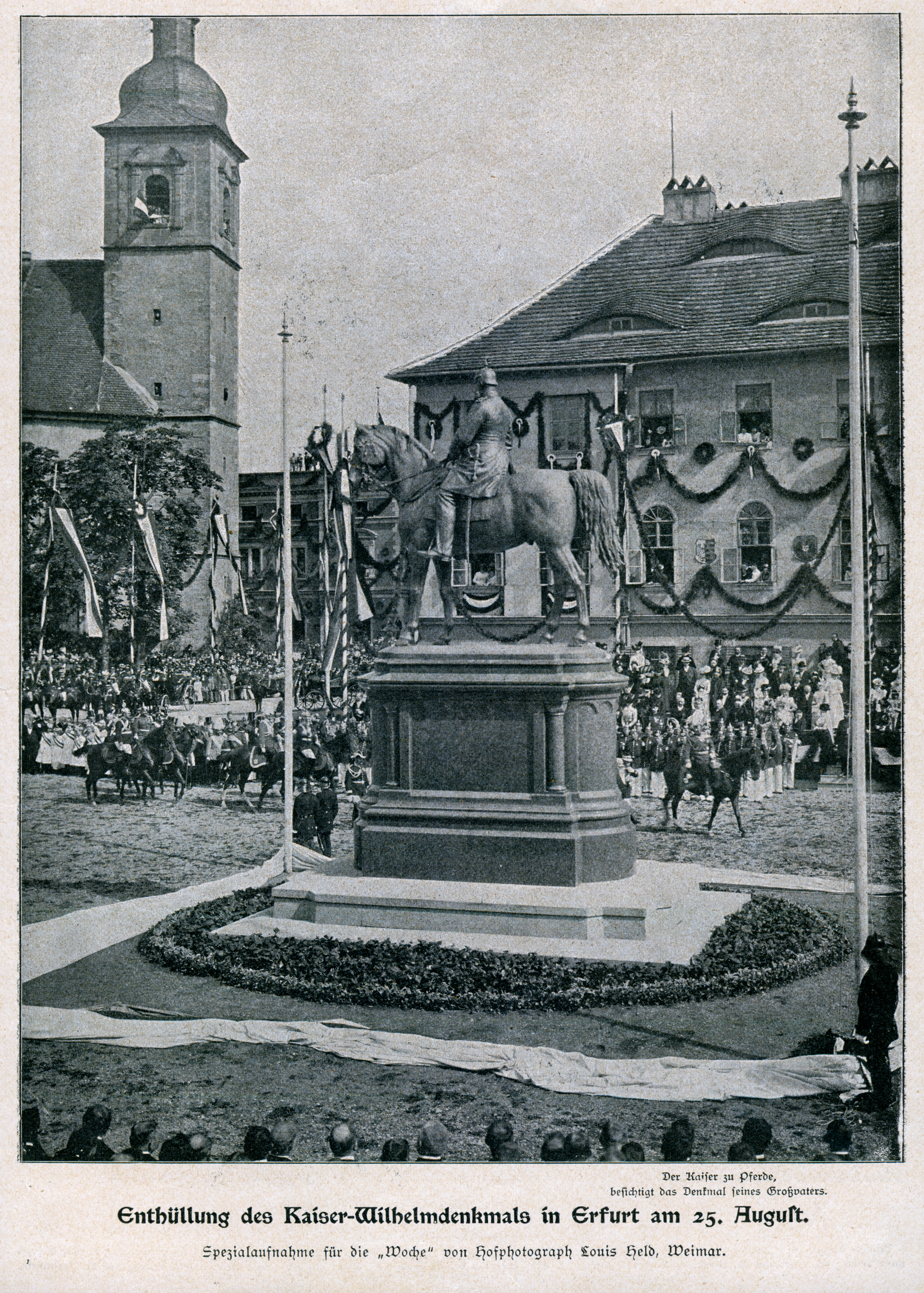
(2) Enthüllung 1900
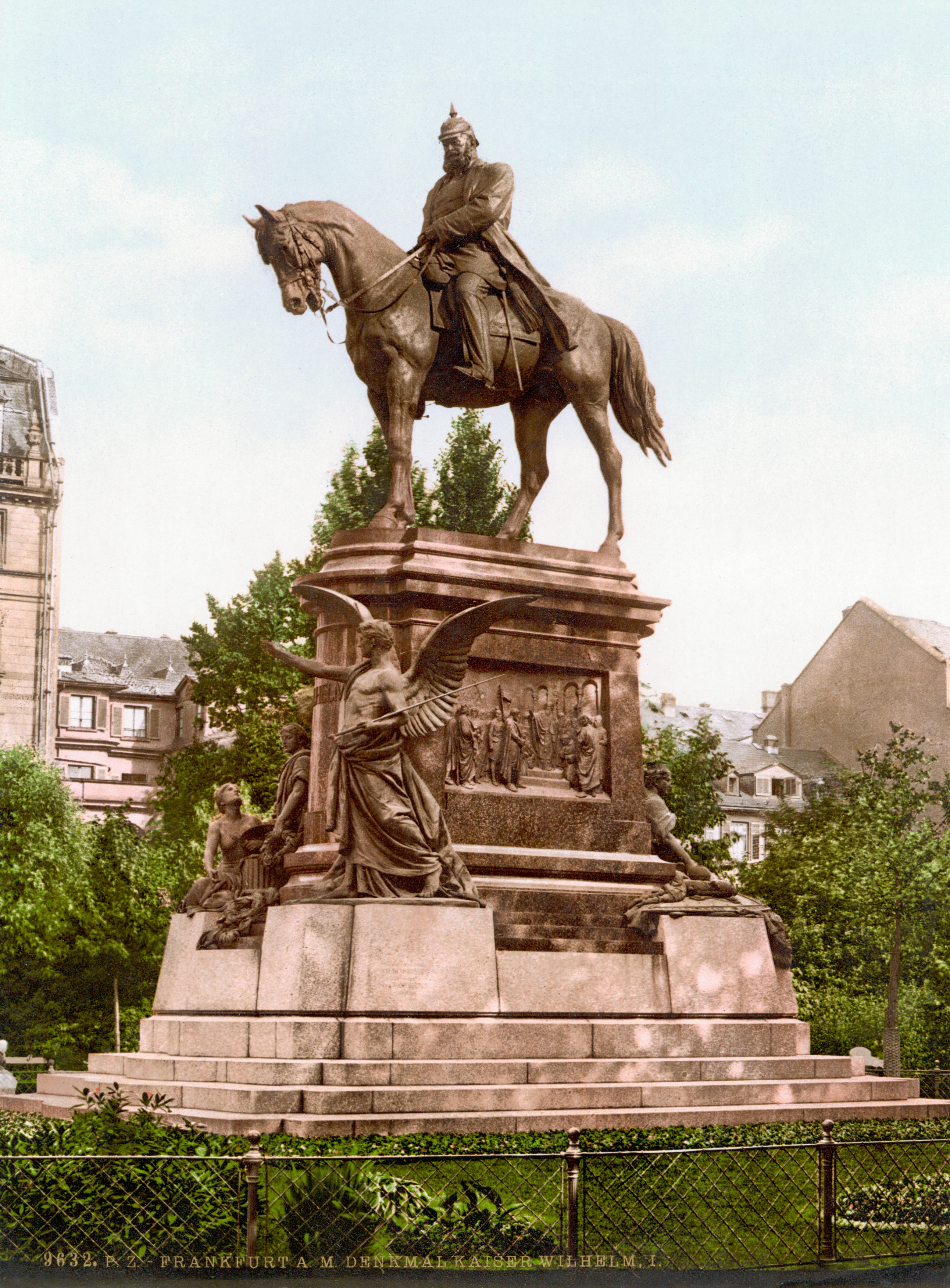
Frankfurt am Main, von Clemens Buscher (1941 eingeschmolzen)
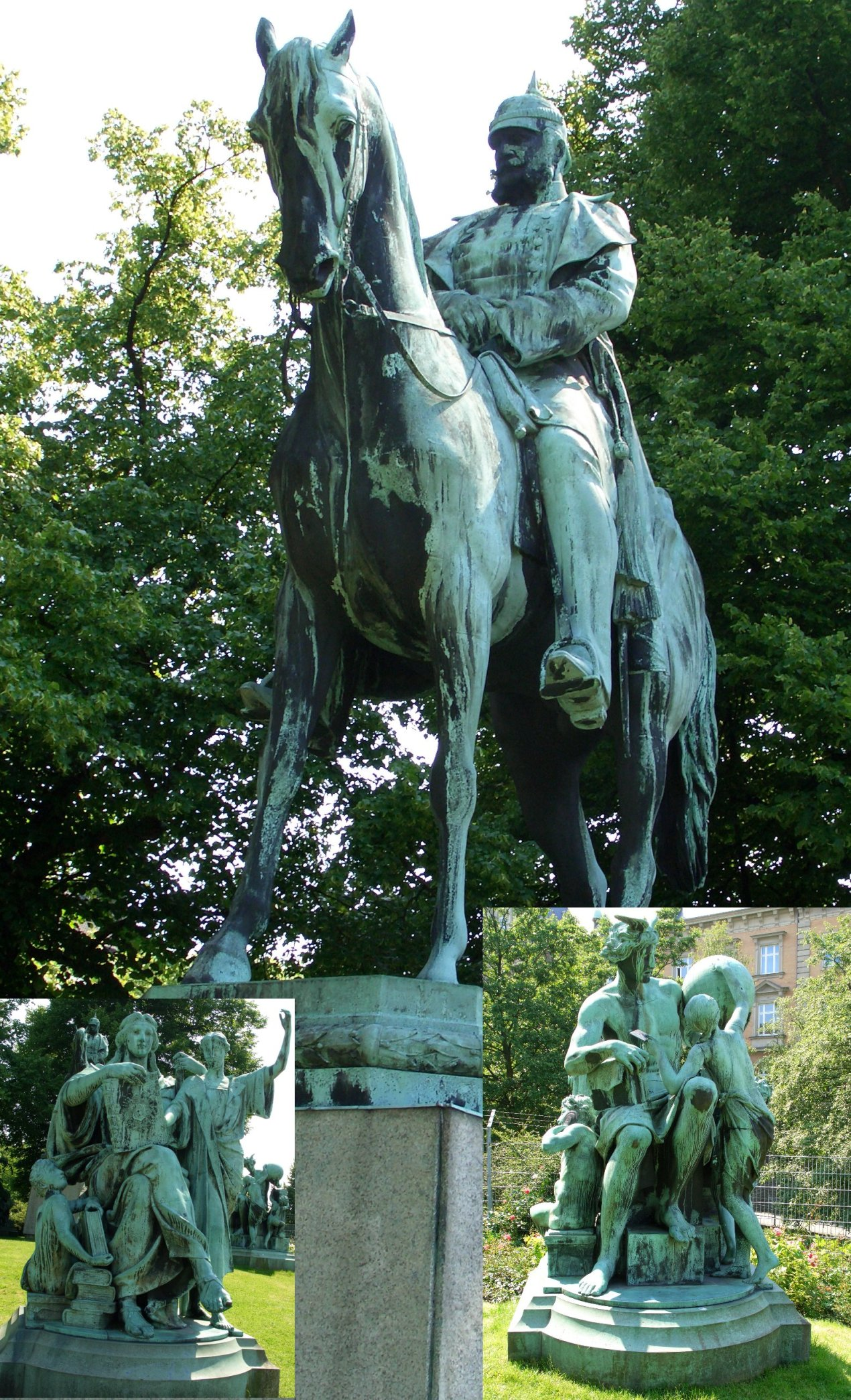
Hamburg
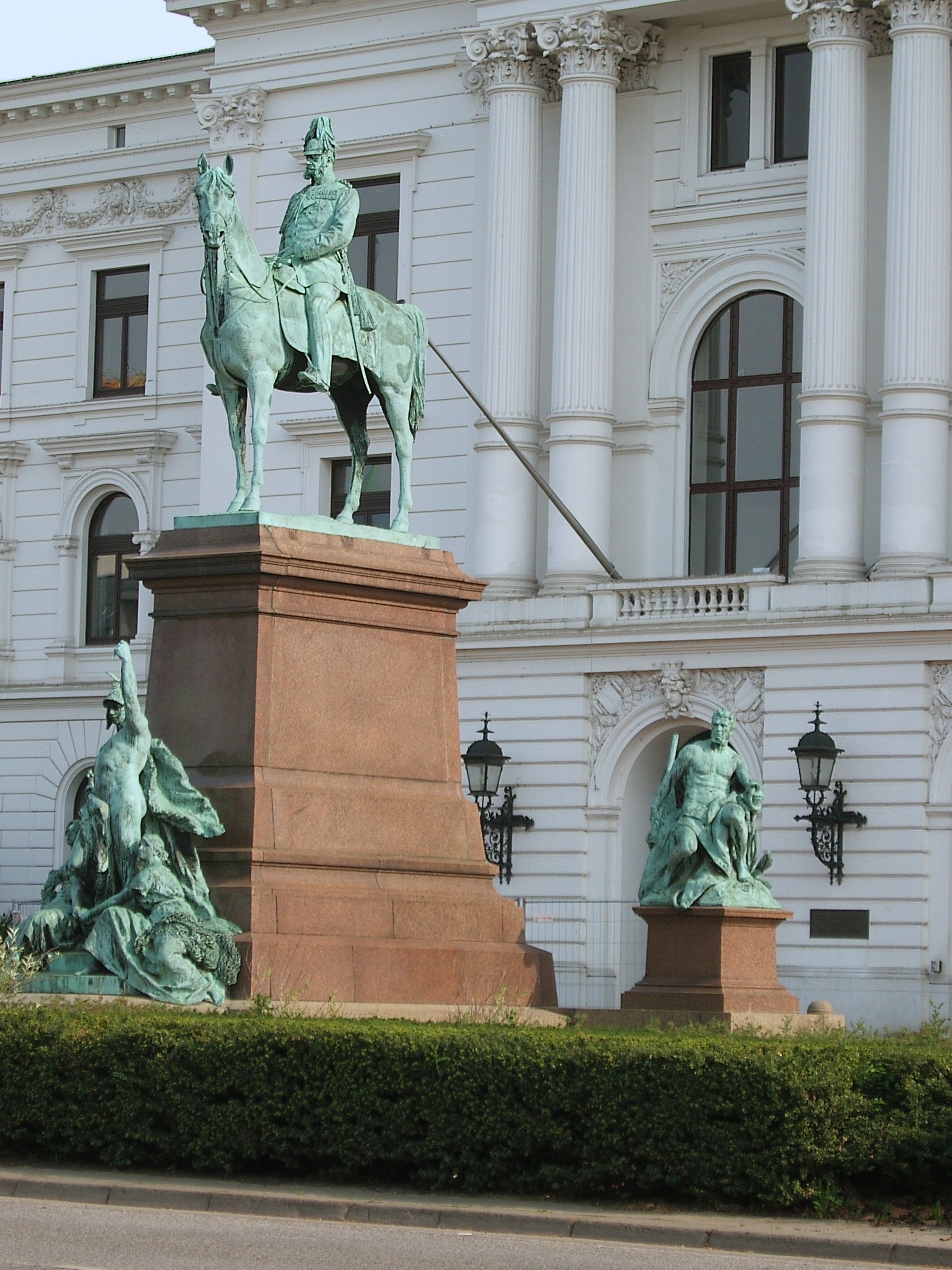
Hamburg-Altona vor dem Rathaus
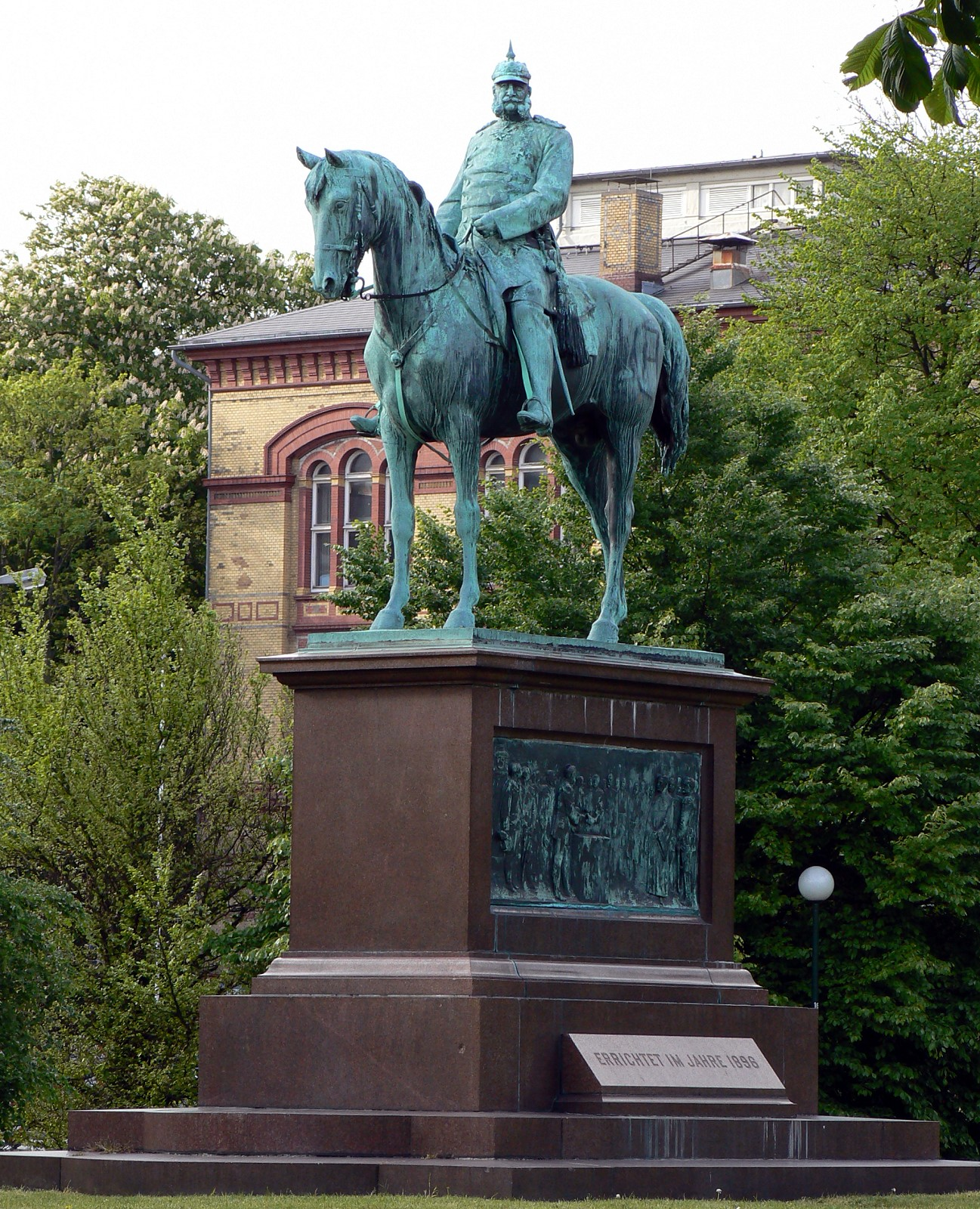
Kiel: im Schlosspark
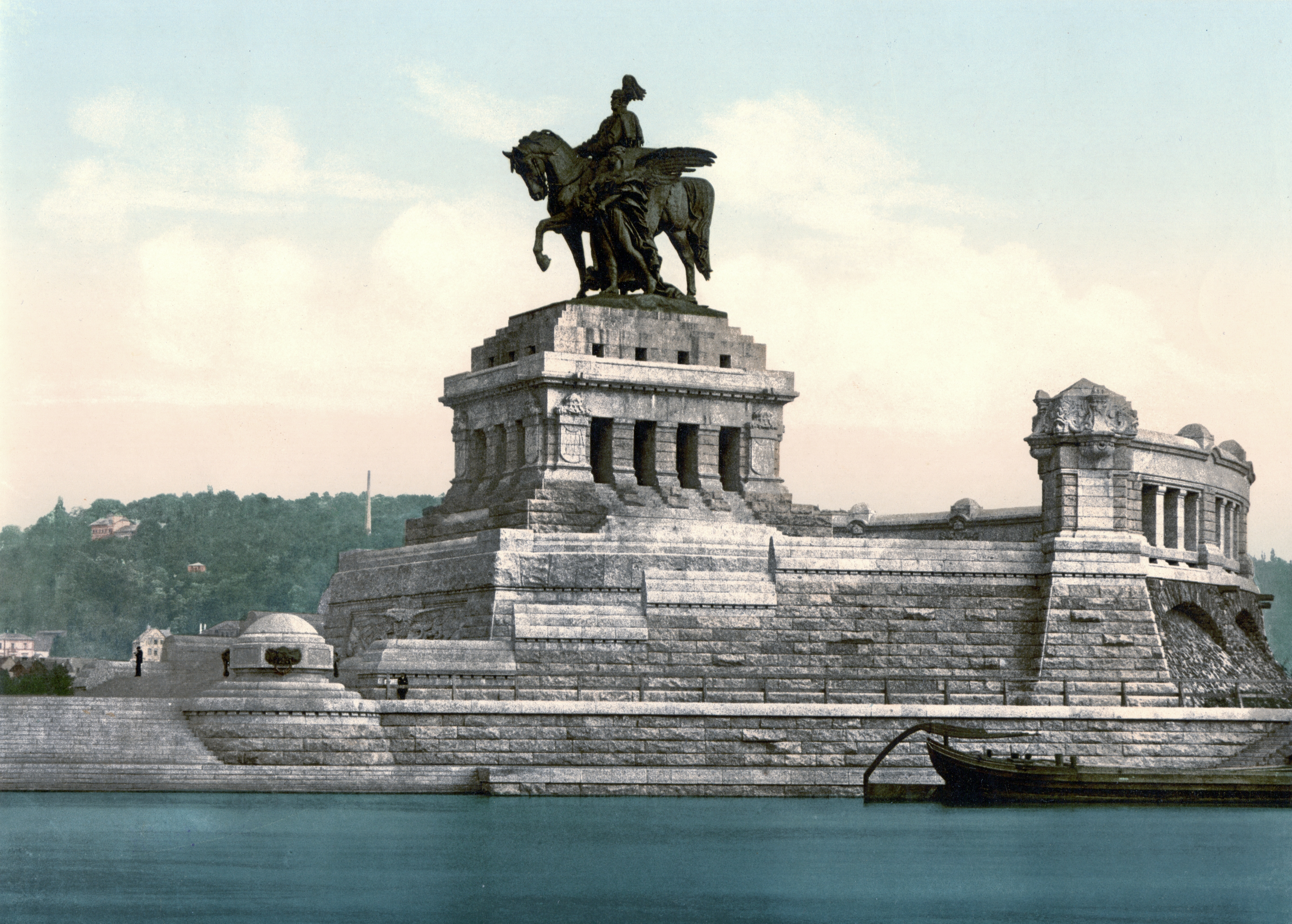
Koblenz: am Deutschen Eck (hist. Ansichtskarte)
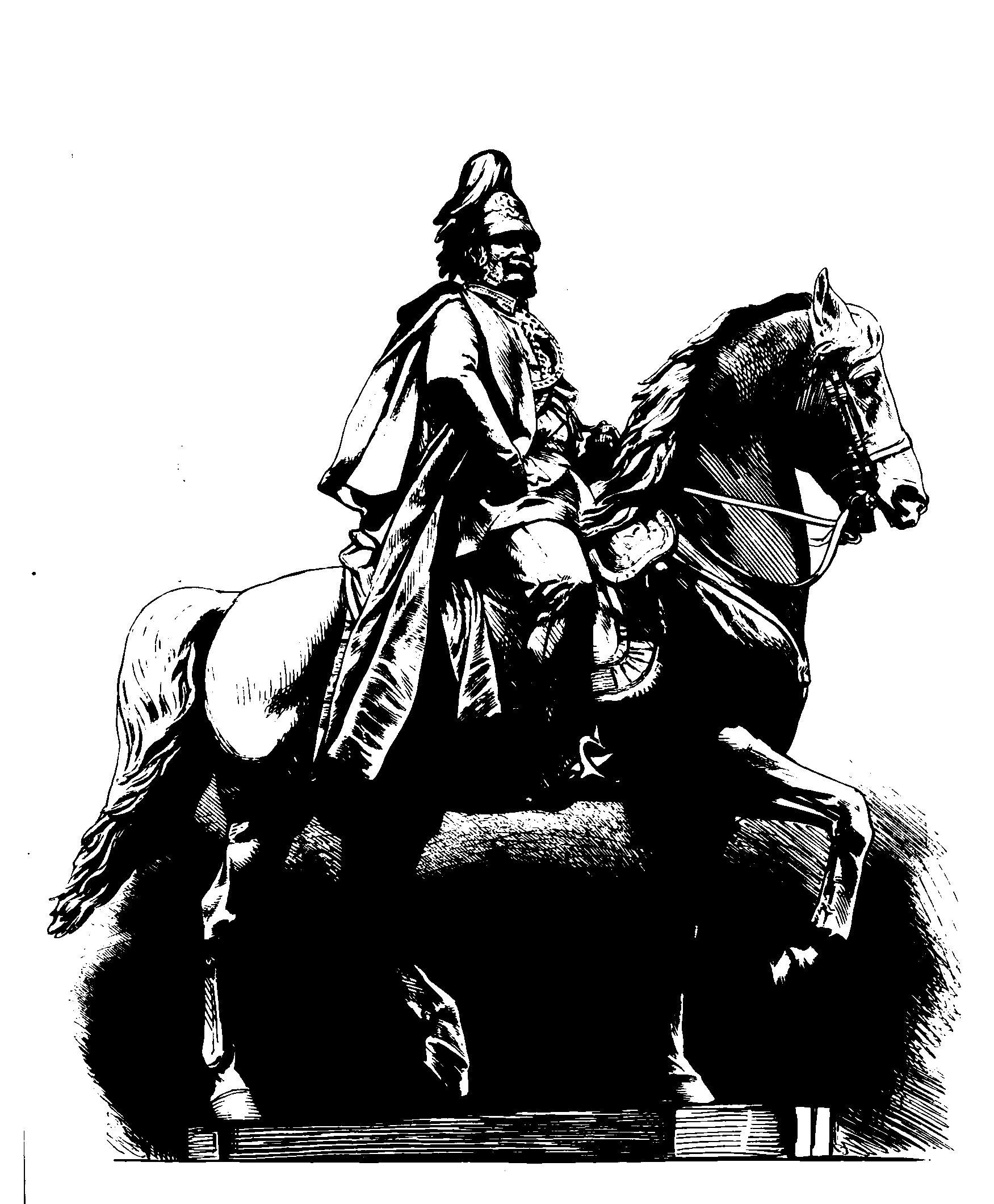
Köln: zeitgenössische Ansicht
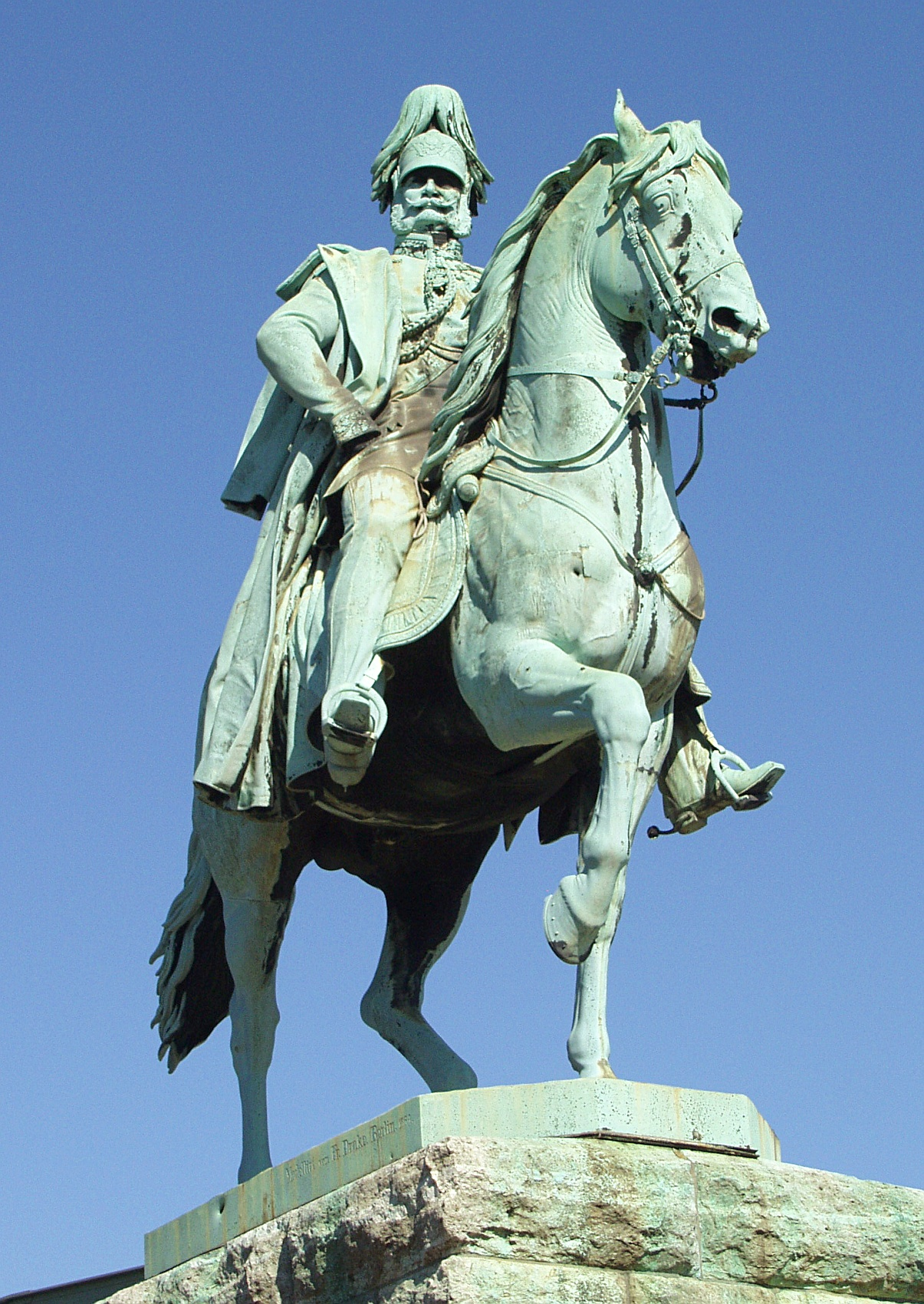
Köln: auf der Hohenzollernbrücke
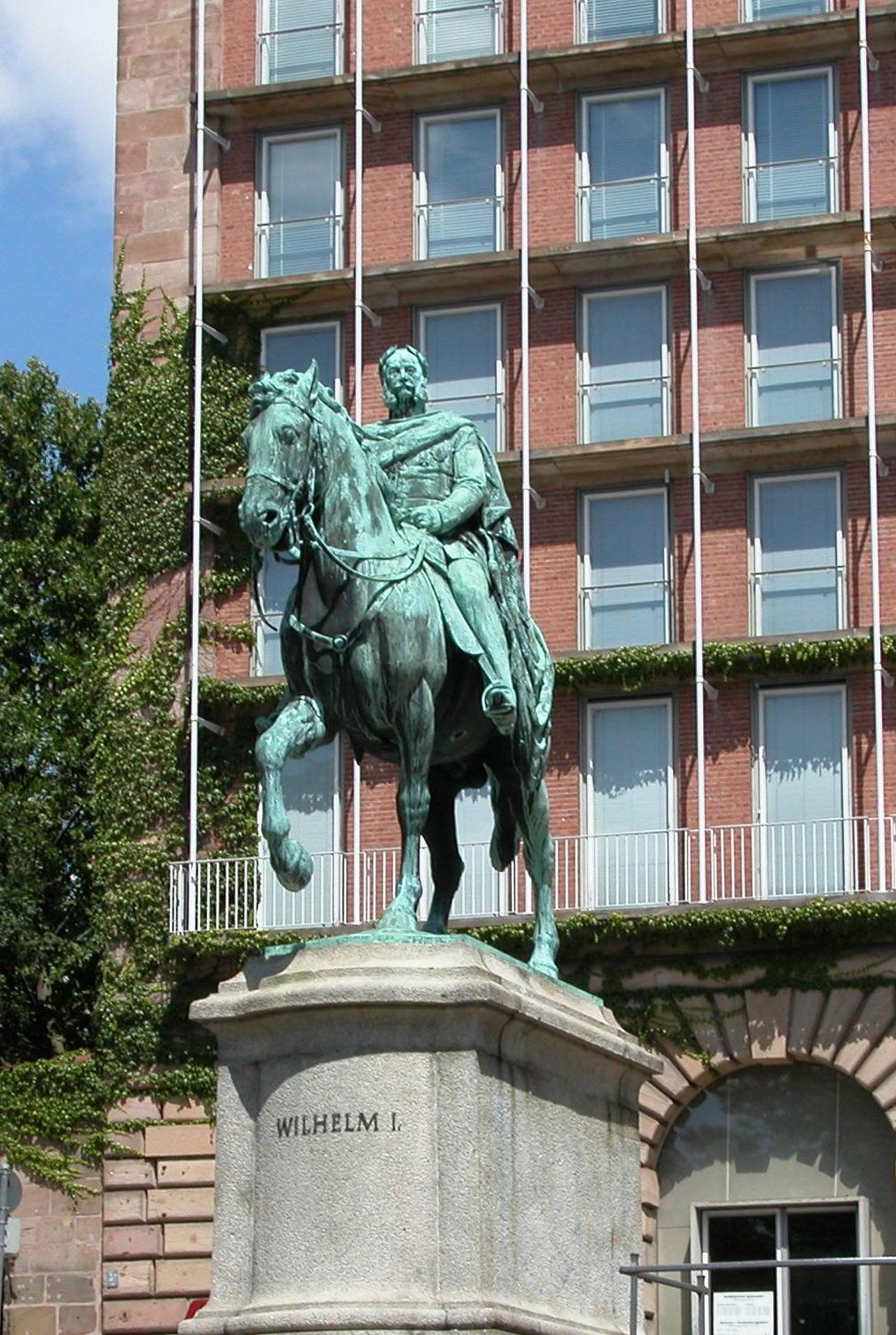
Nürnberg: Egidienplatz
Osnabrück: Goetheplatz
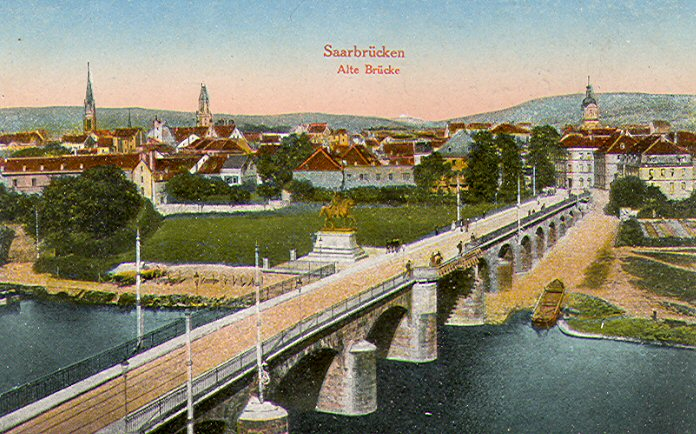
Saarbrücken: Die Alte Brücke mit dem Kaiserdenkmal
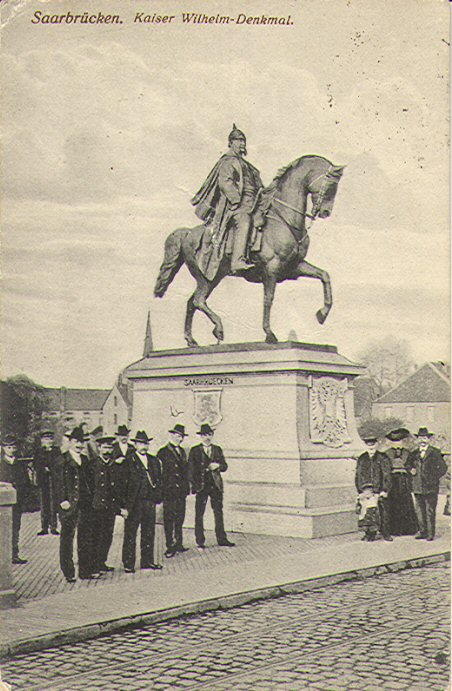
Saarbrücken: Das Reiterstandbild
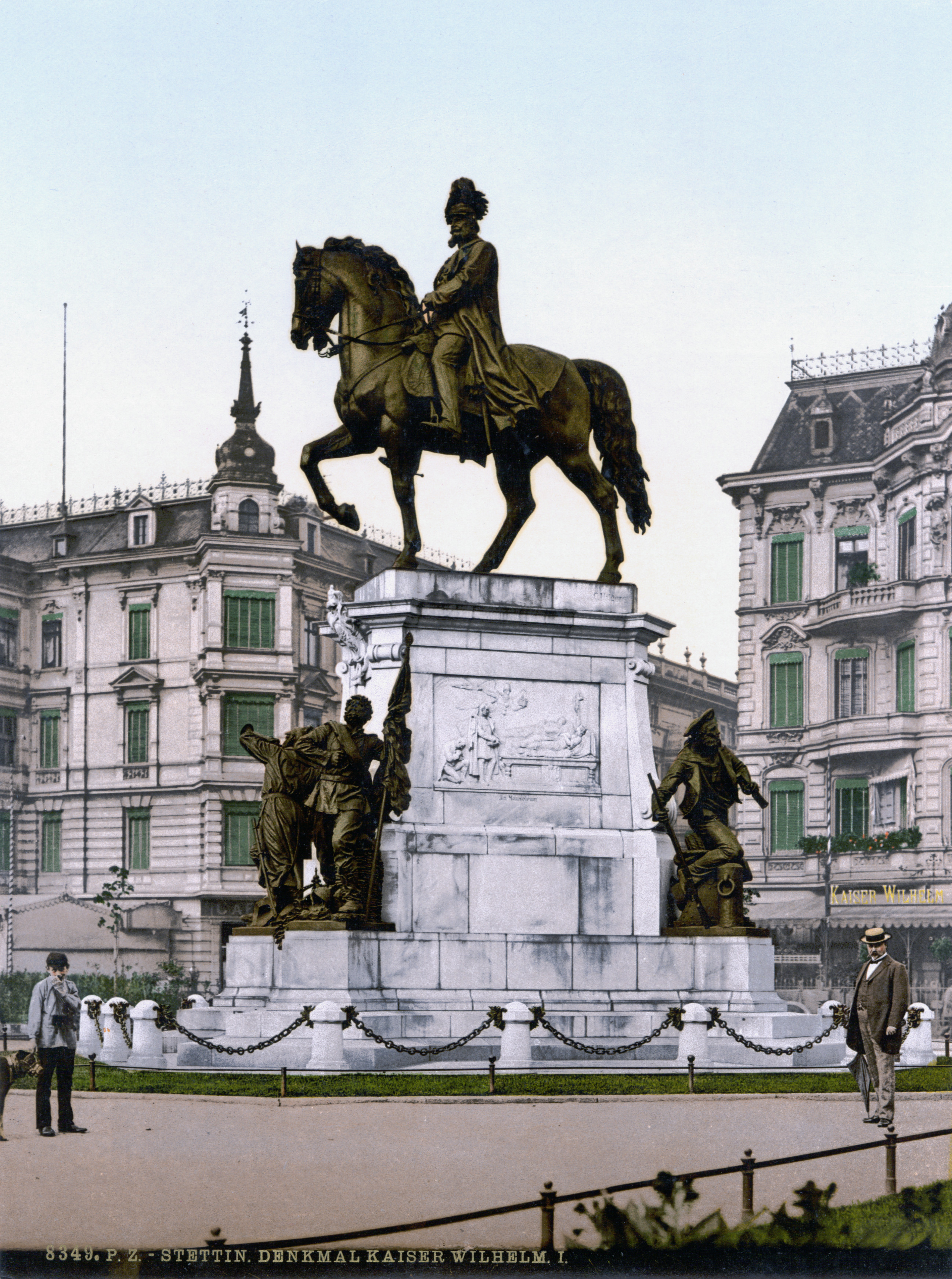
Stettin Das Krieger- und Kaiserdenkmal
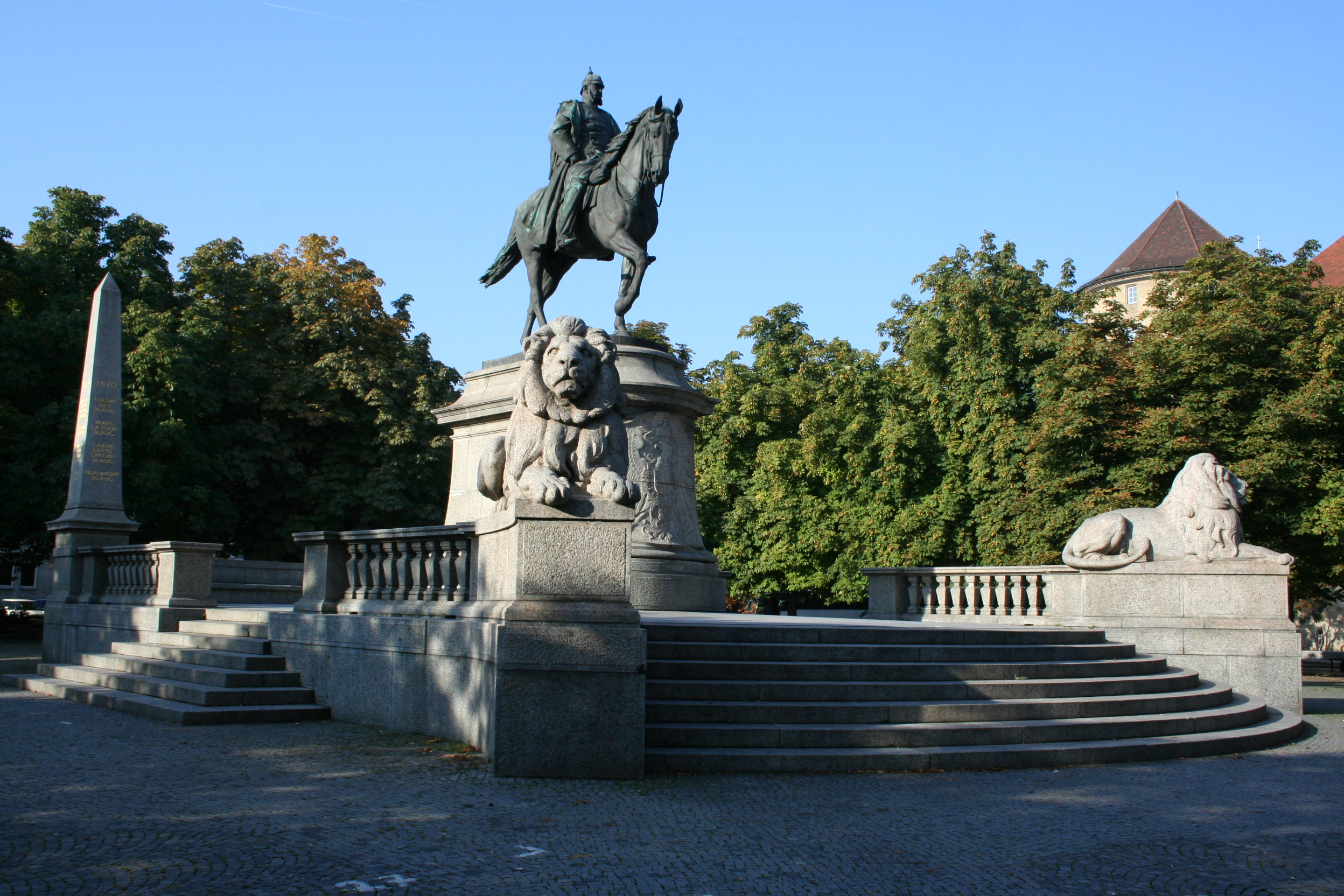
Stuttgart Reiterstandbild auf dem Karlsplatz
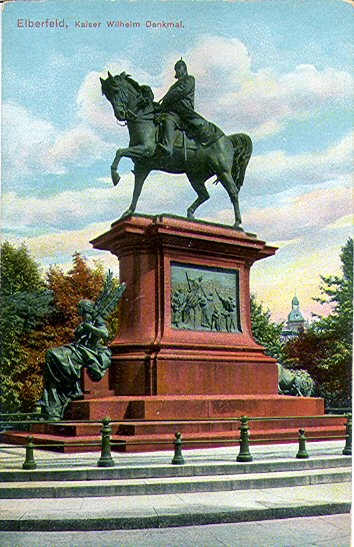
Wuppertal-Elberfeld Reiterstandbild Wilhelm I., zwischen 1893 und 1937

### Standbilder
| Aachen:                          | Standbild an der Fassade des Amtsgerichts an der Kongreßstraße; erhalten |
| Arolsen:                         | 1899 von Bildhauer Peter von Woedtke |
| Altdamm (Pommern):               | von Georg Meyer-Steglitz, auf dem Wilhelmsplatz, nicht erhalten |
| Altenburg                        | Standbild mit sitzender Germania zu Füßen des Sockels von Robert Baerwald, nicht erhalten |
| Anklam (Pommern):                | von Bildhauer Ludwig Manzel, enthüllt am Sedantag 1897, auf dem Markt, im Ersten Weltkrieg eingeschmolzen |
| Bad Homburg vor der Höhe:        | von Bildhauer Fritz Gerth, enthüllt am 10. September 1905, im Kurpark vor dem Kaiser-Wilhelms-Bad und der Spielbank Bad Homburg |
| Barth (Pommern):                 | auf dem Markt; nach 1945 entfernt; heute dort der Fischerbrunnen |
| Berlin:                          | |
| Berlin-Grunewald:                | von Bildhauer Ludwig Manzel in der Gedenkhalle des König-Wilhelm-Turms auf dem Karlsberg, 1897 enthüllt |
| Berlin-Lichterfelde:             | an der Fassade der Preußischen Hauptkadettenanstalt von Bildhauer Karl Keil, 1877 errichtet, 1945 demontiert und eingeschmolzen |
| Berlin-Lichterfelde:             | auf der Dorfaue von Bildhauer Ernst Wenck, enthüllt im Juni 1898, im 2. Weltkrieg demontiert, erhalten im Museumsaufgang der Zitadelle Spandau |
| Berlin-Mitte:                    | auf der Dachbalustrade des Berliner Schlosses „Kaiser Wilhelm I. als Jupiter“, wohl 1950 mit dem Abriss des Schlosses zerstört |
| Berlin-Mitte:                    | an der Fassade von „Haus Laute“ am Gendarmenmarkt von Bildhauer Albert Wolff, vor 1881, zerstört |
| Berlin-Mitte:                    | an der Fassade des Roten Rathauses, in einer der beiden Blendnischen neben dem Portikus; von Bildhauer Karl Keil, nicht erhalten |
| Berlin-Mitte:                    | am Eckturm des Polizeipräsidiums am Alexanderplatz von Bildhauer Alexander Calandrelli; nicht erhalten (wohl mit dem Gebäude zerstört) |
| Berlin-Mitte:                    | in der Ruhmeshalle des Zeughauses; 1890–1891 von Bildhauer Rudolf Siemering; seit 1961 auf Burg Hohenzollern bei Hechingen |
| Berlin-Schöneberg:               | auf dem damaligen Kaiser-Wilhelm-Platz; von Bildhauer Felix Görling (Zweitguss des Kaiserdenkmals in Uerdingen); enthüllt am 22. März 1892; 1942 Opfer der Metallspende des deutschen Volkes |
| Berlin-Tegel:                    | auf der Dorfaue von Bildhauer Robert Baerwald; enthüllt am 22. März 1895; 1942 Opfer der Metallspende des deutschen Volkes |
| Berlin-Tiergarten:               | Das „Jung Wilhelm“-Standbild zeigt ihn in der Uniform der Gardefüsiliere von 1813; enthüllt am 3. April 1904; von Bildhauer Adolf Brütt; Original im Depot, Kopie am Ort |
| Berlin-Tiergarten:               | Zentrales Standbild der letzten Denkmalgruppe in der ehemaligen Siegesallee, 1901, wohl fälschlich Reinhold Begas zugeschrieben, sehr wahrscheinlich von August Kraus, siehe Denkmalgruppe 32 |
| Berlin-Weißensee:                | auf dem Antonplatz von Felix Görling, 1897 errichtet, 1925 in den Park am Weißen See versetzt, nicht erhalten |
| Biberach an der Riß:             | am Kappenzipfel (beim Marktplatz); nach dem Zweiten Weltkrieg an die Memminger Straße gegenüber dem Bahnhof versetzt |
| Bismarckhütte (Oberschlesien):   | von Fritz Heinemann |
| Bochum:                          | Denkmal enthüllt am 2. Oktober, modelliert von Prof. Klemens Buscher in Düsseldorf |
| Bonn:                            | Denkmal enthüllt am 16. Oktober 1906 an der Universität; Marmorstandbild von Harro Magnussen nach Restaurierung seit 1989 ohne Sockel ebenerdig am Hotel Residence aufgestellt |
| Bremen:                          | an der Fassade des Landgerichts |
| Breslau:                         | an der Fassade des Regierungsgebäudes am Lessingplatz |
| Bublitz (Pommern):               | auf dem Marktplatz |
| Czarnikau:                       | von Fritz Heinemann |
| Coesfeld:                        | mit Sockelfiguren; enthüllt am 3. September 1899; von Wilhelm Haverkamp; am Ort erhalten |
| Dessau:                          | von Alexander Tondeur auf dem Kaiserplatz (heute Friedensplatz), 1892; 1935 wegen Umgestaltung des Platzes umgesetzt zum Bahnhofsvorplatz, nach 1940 Opfer der Metallspende des deutschen Volkes. |
| Diesbar (Nünchritz):             | auf dem Germaniafelsen |
| Diez:                            | Am Gabelpunkt von Wilhelmstraße und Rudolf-Dietz-Straße, Inschrift: Zur Erinnerung an den Feldzug 1870/71 - Errichtet 1895 |
| Dinslaken:                       | Das Standbild, vom Steeler Bildhauer Bertram Peters aus Ruhrsandstein gefertigt, wurde am 10. August 1890 nahe dem Altmarkt, auf umzäumter Sockel enthüllt. Dort stand es zwischen der ehemaligen Gaststätte Holtbrügge und der katholischen Kirche. 1937/38 wurde es in die Grünanlage des alten Friedhofs an der Hiesfelder Straße (später: Karl-Heinz-Klingen-Straße) umgesetzt. Beim Bombenangriff am 23. März 1945 wurde es dort zerstört. |
| Dramburg (Pommern):              | vor dem Gymnasium |
| Driesen an der Netze:            | auf dem Alten Markt; 1896 (zum 700. Jahrestag der Stadteroberung Markgraf Otto IV. mit dem Pfeil) von Emil Klemens; An der Vorderseite des Sockels ist ein Reliefmedaillon Kaiser Friedrichs III. angebracht, an der linken und rechten Seite sind die Reliefs Bismarcks und Moltkes zu sehen. |
| Duisburg:                        | im Stadtteil Baerl auf einer Grünfläche an der Paschmannstraße steht das am 22. März 1893 1870/71 eingeweihte und 2019 renovierte Kaiser- und Kriegerdenkmal. Im Jahr 1919 wurde nach einem Erlass der Reichsregierung zum Entfernen der Symbole des untergegangenen Kaiserreiches dem Kaiserstandbild von deutschen Kaisergegnern der Kopf abgeschlagen. Ein zweites Standbild befindet sich im Torbogen über dem Eingang des Duisburger Rathauses; gepaart mit dem Standbild Karls des Großen, symbolisieren die Figuren die Gründer des ersten und zweiten Reiches. |
| Düren:                           | an der Fassade des Hotels „Drei Kaiser“, am Kaiserplatz |
| Düren:                           | 1891 enthülltes Standbild auf dem Kaiserplatz von Bildhauer Joseph Uphues; im 2. WK eingeschmolzen |
| Eckernförde:                     | vor der Knabenschule in der Kieler Straße, Bronzeguss von Schäffer & Walcker, Entwurf Bildhauer Emil Klemens, enthüllt am 10. Mai 1899; 1942 zur Einschmelzung demontiert |
| Elbing:                          | von Wilhelm Haverkamp; bei Zerstörung der Stadt im Januar 1945 mit zerstört |
| Emden:                           | stand im Emder Stadtgarten; ist heute nicht mehr erhalten. |
| Bad Ems:                         | Marmorstandbild enthüllt am 7. Mai 1893; von Paul Otto; am Ort erhalten – Übrigens das einzige Kaiser Wilhelm I.-Denkmal, das den Monarchen in Zivil zeigt! |
| Erfurt:                          | durch Georg Kugel aus Ruhla zur Verzierung der Fassade des Rathauses am Fischmarkt angefertigt; im November 1876 aufgestellt und im Sommer 1945 entfernt |
| Essen-Kettwig:                   | Standbild aus Oberkirchener Sandstein von Bildhauer Wilhelm Albermann – 1889: Feierliche Enthüllung des Denkmals auf dem Marktplatz, vor der ev. Kirche, zur Erinnerung an 1864, 1866 und 1870/71 |
| Essen-Königssteele:              | 1884 an der Ecke Berliner Straße / Wilhelmstraße in Baumberger Sandstein errichtet; Bildhauer: Leo Müsch (Düsseldorf); Standbild nach Witterungsschäden 1911 durch eine neue Skulptur von Heinrich Wefing ersetzt |
| Flensburg:                       | im Amtsgericht Flensburg von Bildhauer Ernst Herter |
| Frankfurt am Main:               | im Kaisersaal des Frankfurter Römers, von Bildhauer Gustav Kaupert |
| Friedeberg am Queis (Schlesien): | auf dem Marktplatz; 1945 zerstört |
| Gardelegen:                      | 1895 von Heinrich Wefing |
| Glatz:                           | kombiniert als Kriegerdenkmal; 1898 enthüllt; von Bildhauer Ernst Seger; zerstört |
| Graudenz:                        | 1910 enthüllt; Bildhauer Heinrich Günther-Gera; zerstört |
| Greiz:                           | in der Heinrichstraße (heute: Bruno-Bergner-Straße); 1888 als erstes Denkmal nach dem Tod des Kaisers eingeweiht; Bildhauer Robert Baerwald; 1942 eingeschmolzen |
| Grünberg (Schlesien):            | enthüllt am 2. September 1894; Bildhauer Robert Baerwald; zerstört |
| Hachenburg:                      | 1888 errichtet. Die lebensgroße Statue des Kaisers stand zunächst vor der Schlosskirche am Alten Markt, heute am Alexanderring neben der Schlossauffahrt |
| Hamburg-Altona:                  | an der Fassade des Hauses Willebrandstraße 37 |
| Herborn:                         | 1903 an der Obertorbrücke enthüllt; an anderem Standort erhalten |
| Hilden:                          | auf dem Markt, von Bildhauer Wilhelm Albermann; nicht erhalten |
| Bad Homburg vor der Höhe:        | am 10. September 1905 im Kurpark enthüllt; von Bildhauer Fritz Gerth; am Ort erhalten |
| (Kiel-) Holtenau:                | in der Umgebung des Leuchtturms; Kaiserstandbild und zwei Begleitfiguren links und rechts des Sockels (Kriegsgott und Friedensgöttin mit Wikinger-Anklängen) von Bildhauer Ernst Herter; eingeweiht am 25. Juni 1900; Bronze-Skulpturen 1944 (?) demontiert und eingeschmolzen; Sockel 1954 abgebrochen |
| Köln:                            | an der Südfassade des Gerichtsgebäudes am Appellhofplatz |
| Königsberg (Preußen):            | Ostpreußisches Provinzialdenkmal von Bildhauer Friedrich Reusch, Guss bei Schäffer & Walcker in Berlin, 1894 aufgestellt, an der Südwestecke der Schlossterrasse (Kaiser-Wilhelm-Platz), nach 1945 beseitigt |
| Königswinter:                    | an der Südfassade der Drachenburg |
| Krefeld:                         | von Bildhauer Gustav Eberlein; ursprünglich im Kaiser-Wilhelm-Museum; Seit 1979 ist das Standbild an der Nordseite des Museums provisorisch aufgestellt. |
| Krefeld:                         | von Bildhauer Joseph Ossendorf im Stadtgarten an der St.-Anton-Straße, 1880 errichtet, im Zweiten Weltkrieg durch Bombentreffer zerstört |
| Lüdenscheid:                     | 1889 in einer kleinen Grünanlage auf dem heutigen Sternplatz vom Lüdenscheider Bildhauer Gottwalt Kuhse (1854–1919); Bronzestandbild auf geschliffenem Granitsockel; der Kaiser (leicht überlebensgroß) dargestellt in weitem Mantel auf das Reichsschwert gestützt; im Zweiten Weltkrieg eingeschmolzen |
| Memel:                           | an der Alexanderstraße, von Robert Baerwald, 1896 errichtet, 1923 demontiert, 1939 neu errichtet, 1945 beseitigt |
| Merseburg:                       | im Schlossgarten, errichtet 1897, eingeschmolzen 1943/44 |
| Meuselwitz                       | nicht erhalten |
| Montabaur:                       | von Bildhauer Gustav Rutz, 1944 abgebaut und eingeschmolzen; Der leere Sockel ist erhalten. |
| Neustettin (Pommern):            | 1898 von Wilhelm Wandschneider; 1942/1944 eingeschmolzen; Der Kaiser ist in Interimsuniform dargestellt. Er stützt die rechte Hand auf eine Urkunde, die mit einem herabhängenden Siegel auf einem niedrigen Postament ruht. Die linke Hand ruht auf dem Degengriff. Das Standbild steht auf einem Sockel aus hellem Sandstein, den der Neustettiner Bildhauer Fuhlbrügge nach Entwurf Wandschneiders geschaffen hat. Der stark beschädigte Wappenfries vom Sockel ist erhalten. |
| Oppeln/Oberschlesien:            | Standbild auf dem Regierungsplatz vor der alten Regierung, 1891 errichtet, 1945 zerstört |
| Osnabrück:                       | an der Rathausfassade |
| Porta Westfalica:                | Westfälisches Provinzialdenkmal Kaiser Wilhelms I. auf dem Wittekindsberg oberhalb der Wittekindsburg an der Porta Westfalica; Einweihung in Gegenwart des Kaiserpaares (Wilhelm II. und Auguste Viktoria) am 18. Oktober 1896; Architektur und Bauleitung: Bruno Schmitz; Das kolossale Standbild (Höhe: 6,8 m) wurde von Bildhauer Kaspar von Zumbusch geschaffen und in der k. u. k. Kunst-Erzgießerei Arthur Krupp, der Berndorfer Metallwarenfabrik, in Bronze gegossen. |
| Posen:                           | als nördlicher Point de vue der Wilhelmstraße vor dem Gebäude des Generalkommandos |
| Potsdam:                         | an der Fassade des Kriminalgerichts; 1882 von Bildhauer Ernst Herter; erhalten |
| Radebeul:                        | Stadtteil Niederlößnitz: auf der Kreuzung der Kaiserstraße (heute Thomas-Mann-Straße) und der Königstraße (heute Karl-Liebknecht-Straße); 1932 wegen Straßenausbaus beseitigt |
| Ratzeburg (Lauenburg):           | Am 26. September 1890 wurde das Denkmal auf dem Marktplatz enthüllt. Die etwa drei Meter hohe Bronzestatue stand auf einem Postament aus rotem schwedischen Granit. Auf der Vorderseite befand sich die Widmung: Dem Einiger Deutschlands, Kaiser Wilhelm I. dem siegreichen, das dankbare Lauenburg. Die Rückseite trug die Inschrift: Dem Könige von Preußen huldigte das Herzogtum Lauenburg am 26. September 1865. und darunter Errichtet am 26. September 1890. In die Schmalseiten waren bronzene Reliefs von Bismarck und Moltke eingelassen. Das Standbild und die Reliefs wurden 1944 Opfer der Metallspende des deutschen Volkes. Der leere Sockel wurde nach 1945 beseitigt. |
| Reichenbach im Vogtland:         | von Bildhauer Alexander Calandrelli |
| Remscheid:                       | Am 2. September 1889 auf dem Kaiserplatz, dem heutigen Mollplatz, enthüllt. Mitte der 1930er Jahre das Standbild aus Platzgründen auf einen extra dafür geschaffenen Hohenzollernplatz versetzt und etwa 1940 eingeschmolzen. |
| Rheda-Wiedenbrück                | gleichzeitig Kriegerdenkmal für 1864, 1866 und 1870/71; Standbild aus gelbem Sandstein von Bildhauer Christoph Siebe nach Entwurf von Caspar von Zumbusch, Sockel roter Sandstein, enthüllt am 4. Juni 1893, erhalten |
| Rheine (Westfalen):              | von Bildhauer Emil Klemens (Berlin), Bronzeguss bei Schäffer & Walcker; Das Standbild stand ursprünglich vor dem Alten Rathaus, wurde 1939 zum Kyffhäuserplatz umgesetzt und während des Zweiten Weltkrieges zur Einschmelzung abgegeben. |
| Schneidemühl:                    | von Fritz Heinemann, am 21. Juni 1903 enthüllt, von den polnischen Behörden 1945 entfernt und zerstört |
| Schwelm:                         | Standbild von Robert Baerwald; mit davor stehender Kanone aus dem Jahr 1870 auf dem Zipfel zwischen Bahnhof- und Schulstraße; am 15. Juni 1890 eingeweiht; gleichzeitig Kriegerdenkmal zur Erinnerung an die in den Feldzügen 1864, 1866 und 1870/71 gefallenen Soldaten aus Schwelm. Das 3,10 m hohe Standbild des Kaisers ruhte auf einem Sockel aus schwedischem Granit; das Standbild wurde 1942/44 eingeschmolzen, der Sockel nach Kriegsende entfernt. |
| Schwerin:                        | Standbild in der Fassade eines Hauses an der Ecke Kaiser-Wilhelm-Straße / Orleansstraße |
| Soldin (Neumark):                | 1909 von Bildhauer Georg Meyer-Steglitz; nach 1945 von den polnischen Behörden geschleift; In einer Sockelnische war ein Reliefbild des Kaisers Friedrich Barbarossa zu sehen. |
| Stargard (Pommern):              | Standbild aus Terrakotta, geschaffen von der Tonwarenfabrik Ernst March & Söhne (Berlin-Charlottenburg) |
| Steinfurt (Burgsteinfurt):       | Gustav Rutz schuf 1897 ein Standbild für den Burgsteinfurter Markt aus Bronze, das Kaiser Wilhelm I. in Feldherrenmantel und Uniform zeigte; 1942 abmontiert und als Metallspende eingeschmolzen |
| Straßburg (Elsass):              | Standbild an der Fassade des Postamts, als Pendant das Standbild des Kaisers Wilhelm II. – beide zerstört |
| Straßburg (Elsass):              | Standbild in der Eingangshalle der Universitätsbibliothek, nach einem Entwurf von Kaspar von Zumbusch; enthüllt am 22. März 1899; zerstört |
| Trier:                           | Standbild auf dem Domfreihof 1893 von Ferdinand von Miller; zeigte den Kaiser stehend in Uniform, vor dem Sockel ein sitzender Adler; nach dem Ersten Weltkrieg 1923 von Anhängern der Rheinischen Republik vom Sockel gestürzt und dabei beschädigt; später wieder aufgestellt aber um 1943 eingeschmolzen |
| Ulm:                             | Standbild aus Bronze von Max Unger, 1900 auf dem Marktplatz errichtet, seit 1939 auf dem Olgaplatz |
| Viersen-Dülken:                  | 1890 auf dem Alten Markt eingeweiht, später versetzt auf den Schmuckplatz Cap Horn, modelliert von Bildhauer Leo Müsch |
| Waldenburg (Schlesien):          | Standbild aus Bronze; 1945 entfernt und zerstört |
| Wesel:                           | am Willibrordi-Dom, von Bildhauer Friedrich Pfannschmidt |
| Wesel:                           | enthüllt am 18. Juni 1907 auf dem Kaiserplatz, vom Bildhauer Reinhold Begas (Kopie des Standbilds aus der Siegesallee in Berlin). Das Denkmal Kaiser Wilhelm I. wurde im 2. Weltkrieg zerstört und die Reste auf dem Bauhof gelagert. Nach kontroverser Diskussion wurde die zerstörte Kaiserstatue 2018, in einem gläsernen Sarkophag liegend, wieder der Öffentlichkeit übergeben. Es befindet sich heute zwischen dem Haupttorgebäude der Zitadelle und dem LVR-Niederrheinmuseum. |
| Wiesbaden:                       | aus Carrara-Marmor von Bildhauer Johannes Schilling, enthüllt am 16. Oktober 1894 in den Kuranlagen „Am Warmen Damm“; Gesamthöhe 6,82 m |
| Wildberg (Temnitztal):           | 1905 von Bildhauer Heinrich Wefing |
| Wilhelmshaven:                   | 1896 nach einem Entwurf von Robert Baerwald auf dem Friedrich-Wilhelm-Platz, gegenüber der Christus- und Garnisonkirche errichtet; 1942 eingeschmolzen; 1969 am erhaltenen Sockel ein Flachrelief mit dem Bildnis des Kaisers angebracht; 1994 Standbild in der Düsseldorfer Kunstgießerei von Raimund Kittl rekonstruiert |
| (Wuppertal-) Ronsdorf            | Zweikaiserdenkmal von Heinrich Stockmann, das Kaiser Wilhelm I. und Kaiser Friedrich III. abbildete. Das Denkmal wurde am 10. Mai 1890 auf dem heutigen Bandwirkerplatz (Ronsdorfer Marktplatz) eingeweiht. Während des Zweiten Weltkriegs wurden die Standbilder entfernt, der Sockel in den 1950er Jahren. |

Galerie
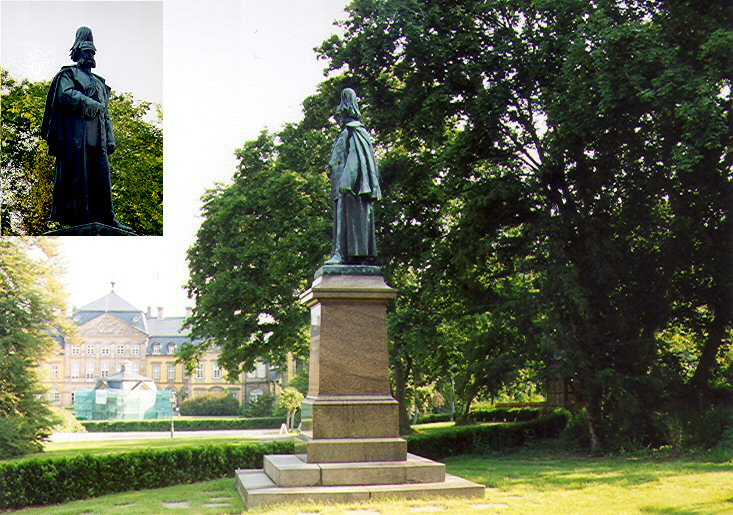
Arolsen: im Schlosspark
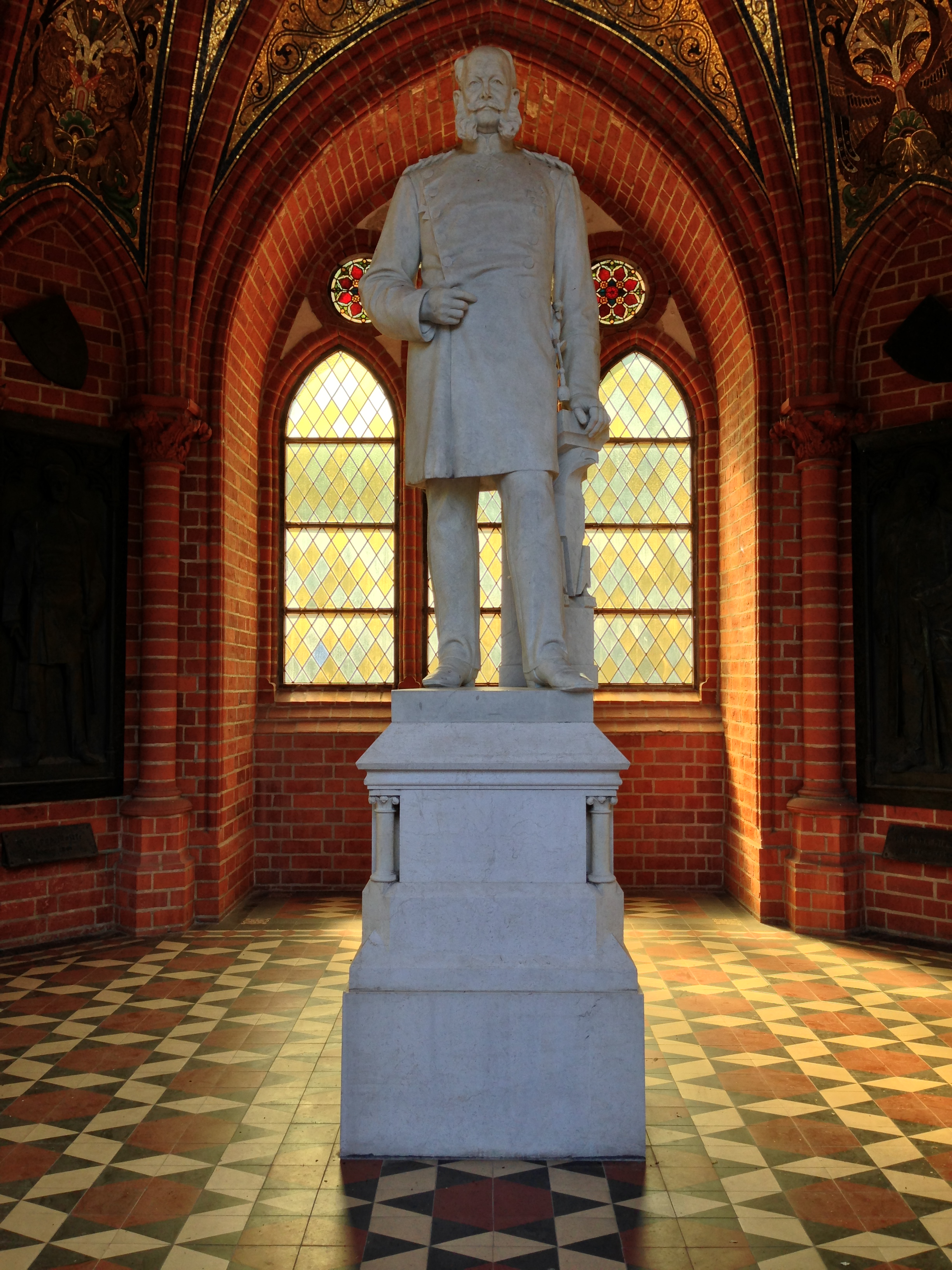
Berlin-Grunewald: im Grunewaldturm
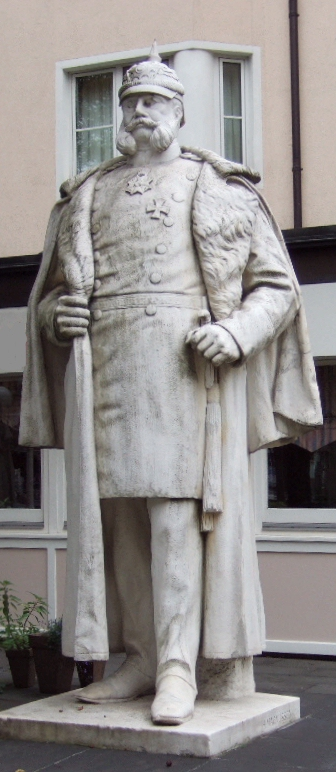
Bonn: auf dem Kaiserplatz
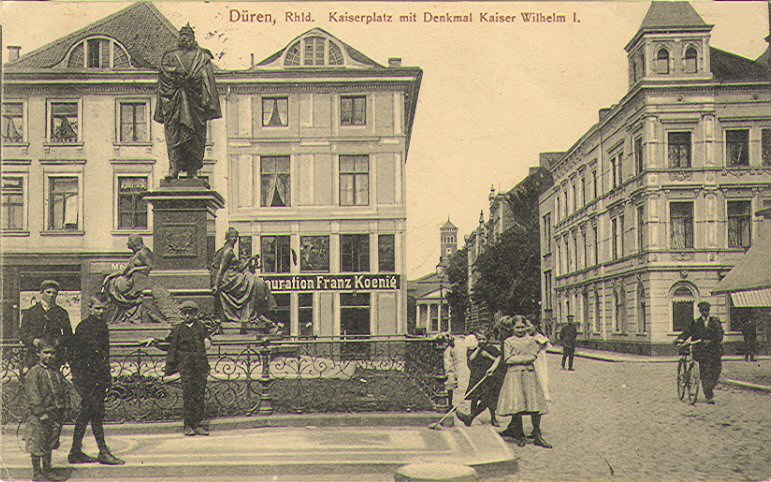
Düren: auf dem Kaiserplatz
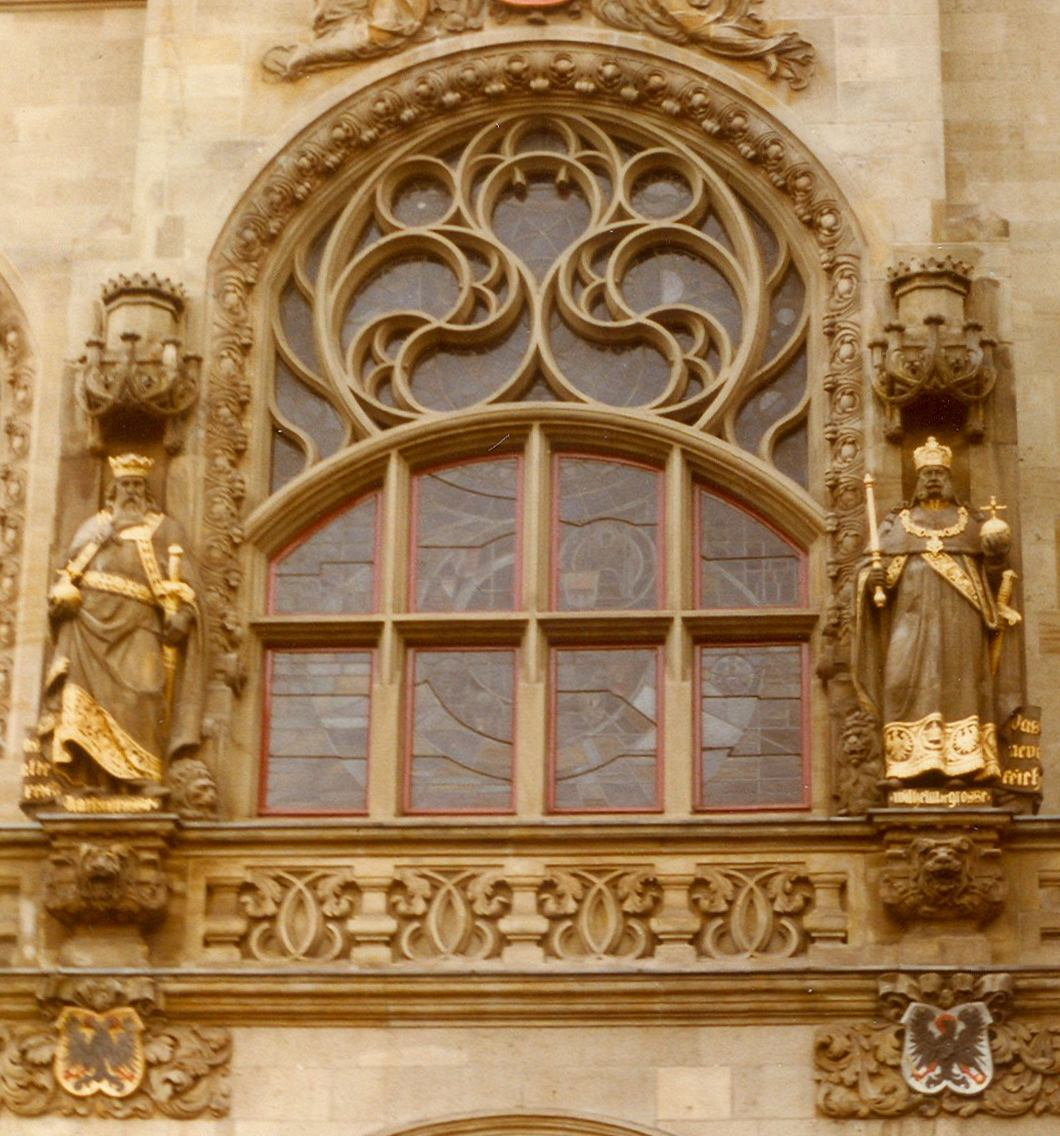
Duisburg: an der Rathausfassade (rechts)
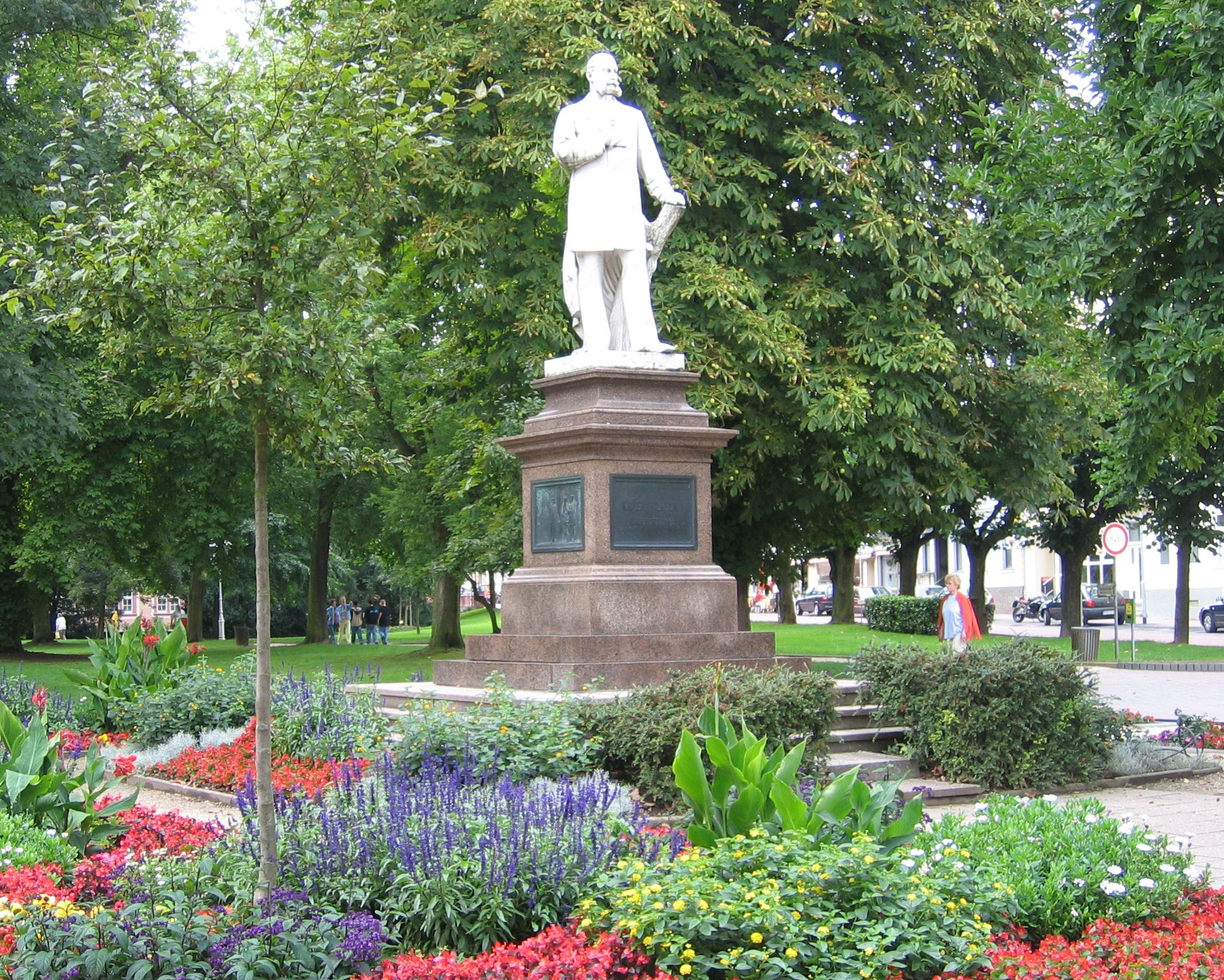
Bad Ems: im Kurgarten
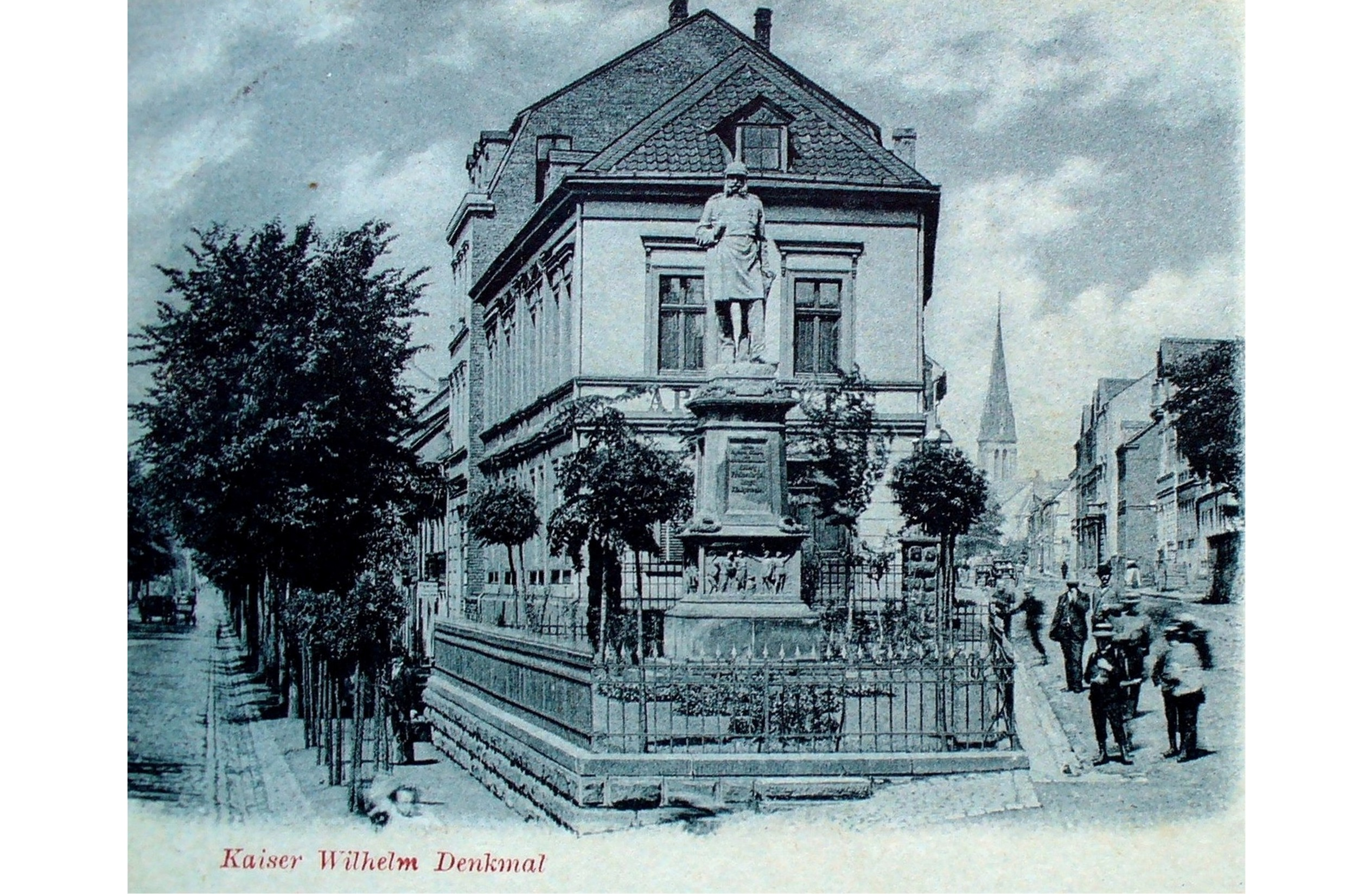
Essen-Königssteele: erstes Standbild 1884–1911
Essen-Königssteele: zweites Standbild 1911–1948
Gardelegen: Kaiser- und Kriegerdenkmal
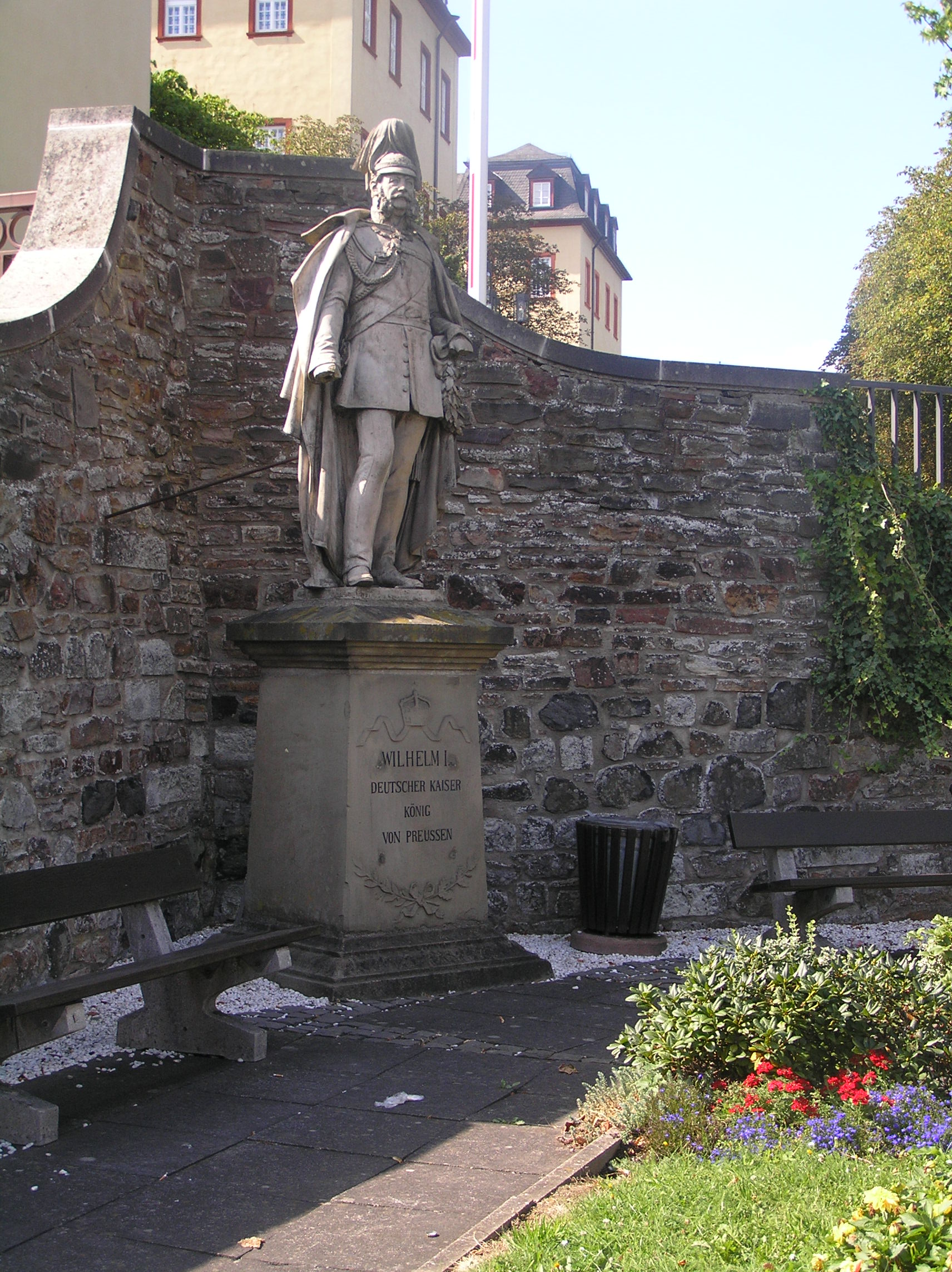
Hachenburg im Burggarten
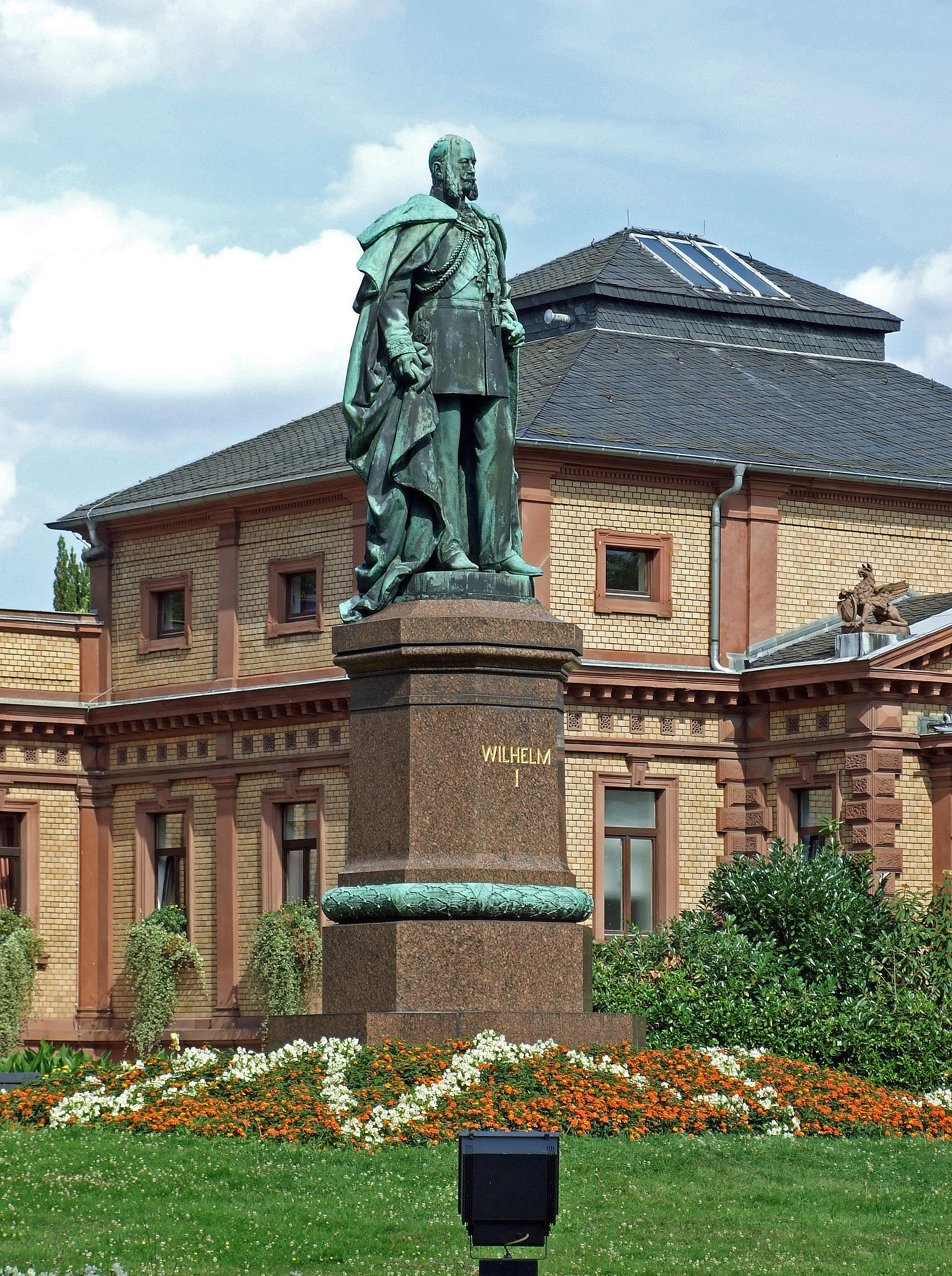
Bad Homburg vor der Höhe: im Kurpark
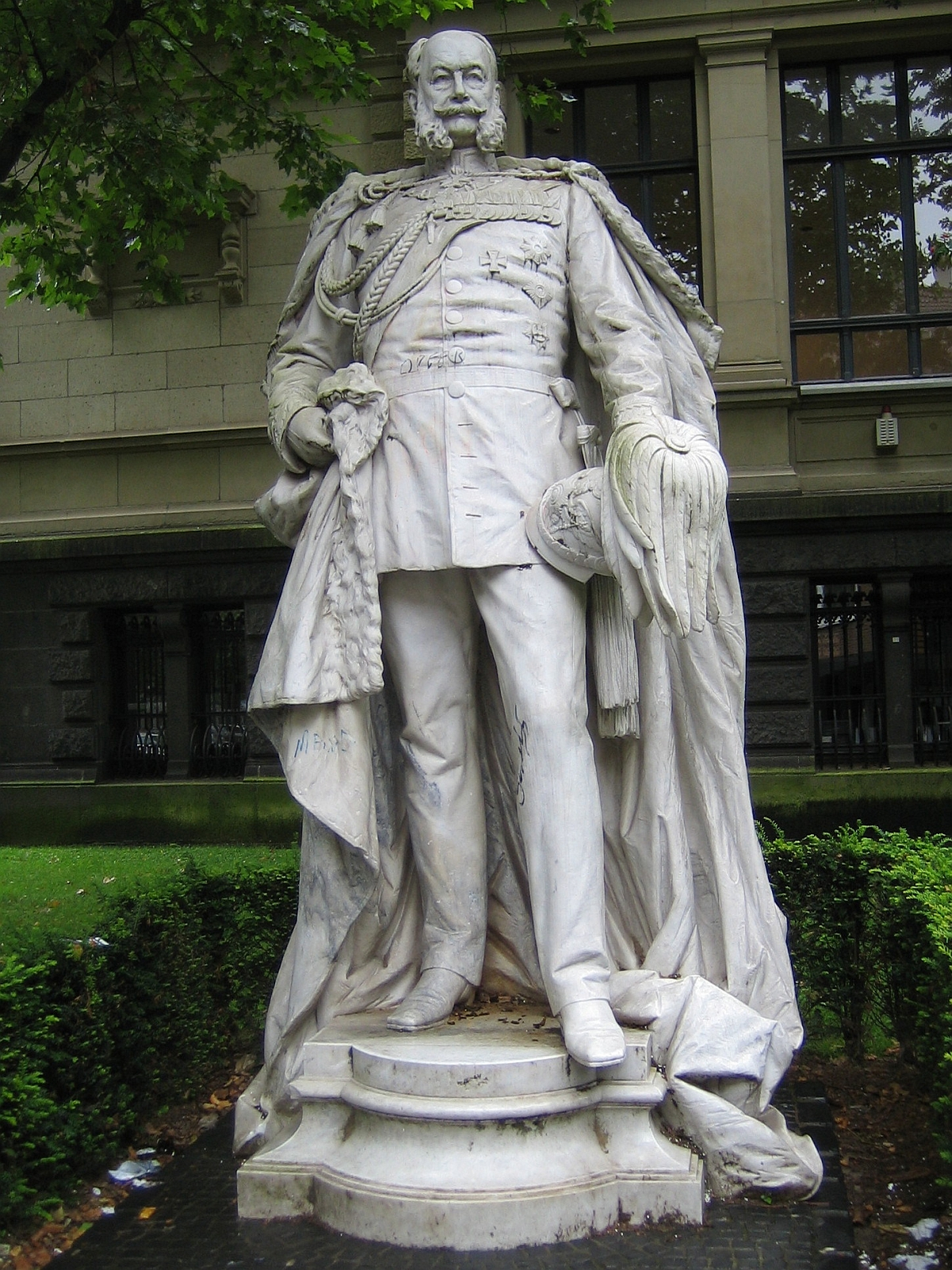
Krefeld: am Kaiser-Wilhelm-Museum
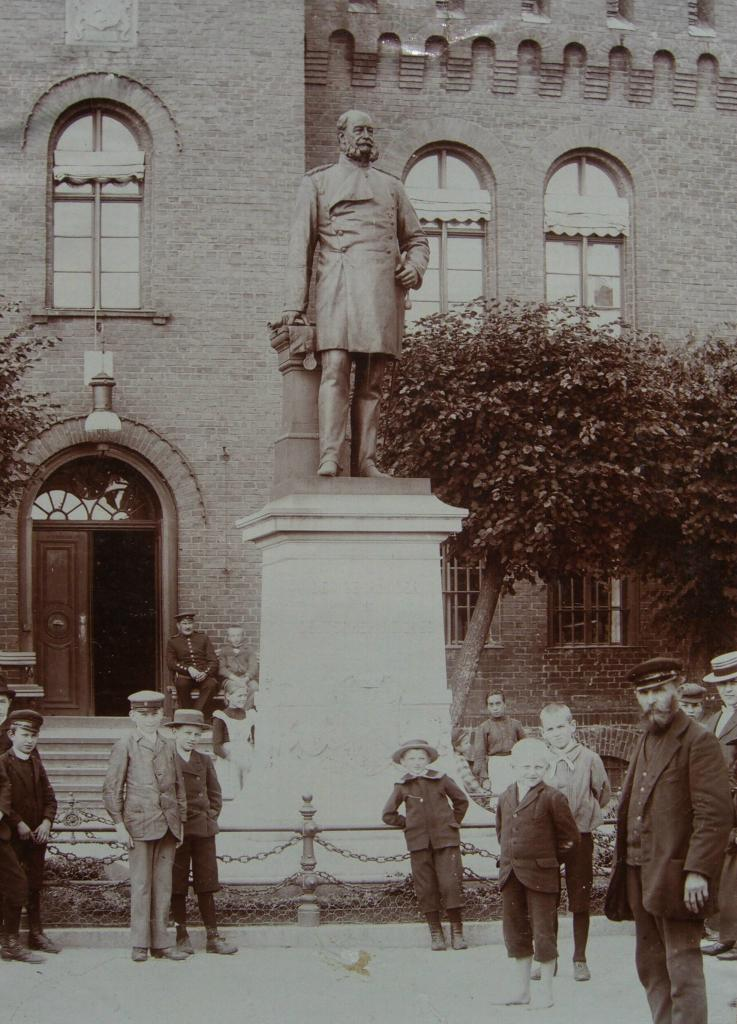
Neustettin (Pommern): vor dem Rathaus
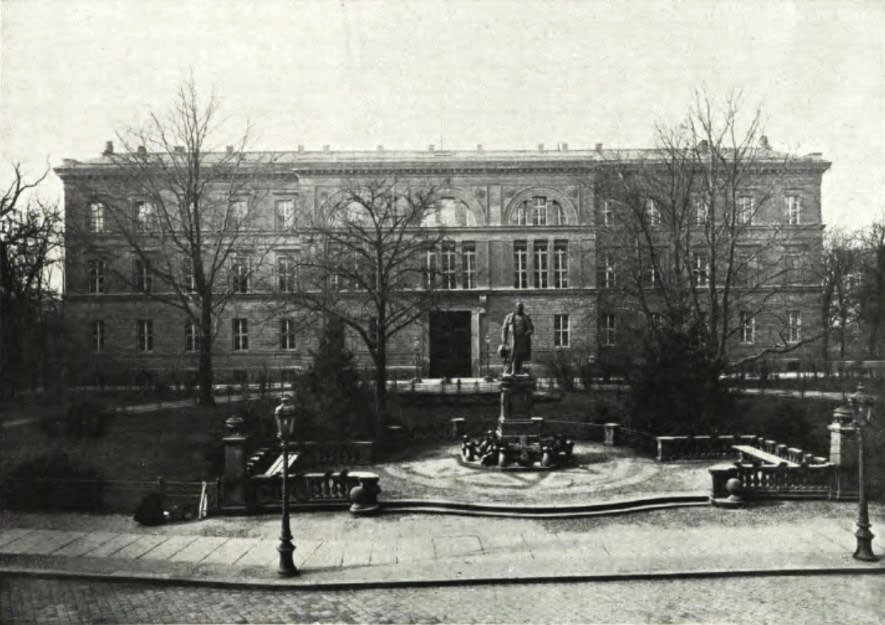
Oppeln (Oberschlesien): vor der alten Regierung
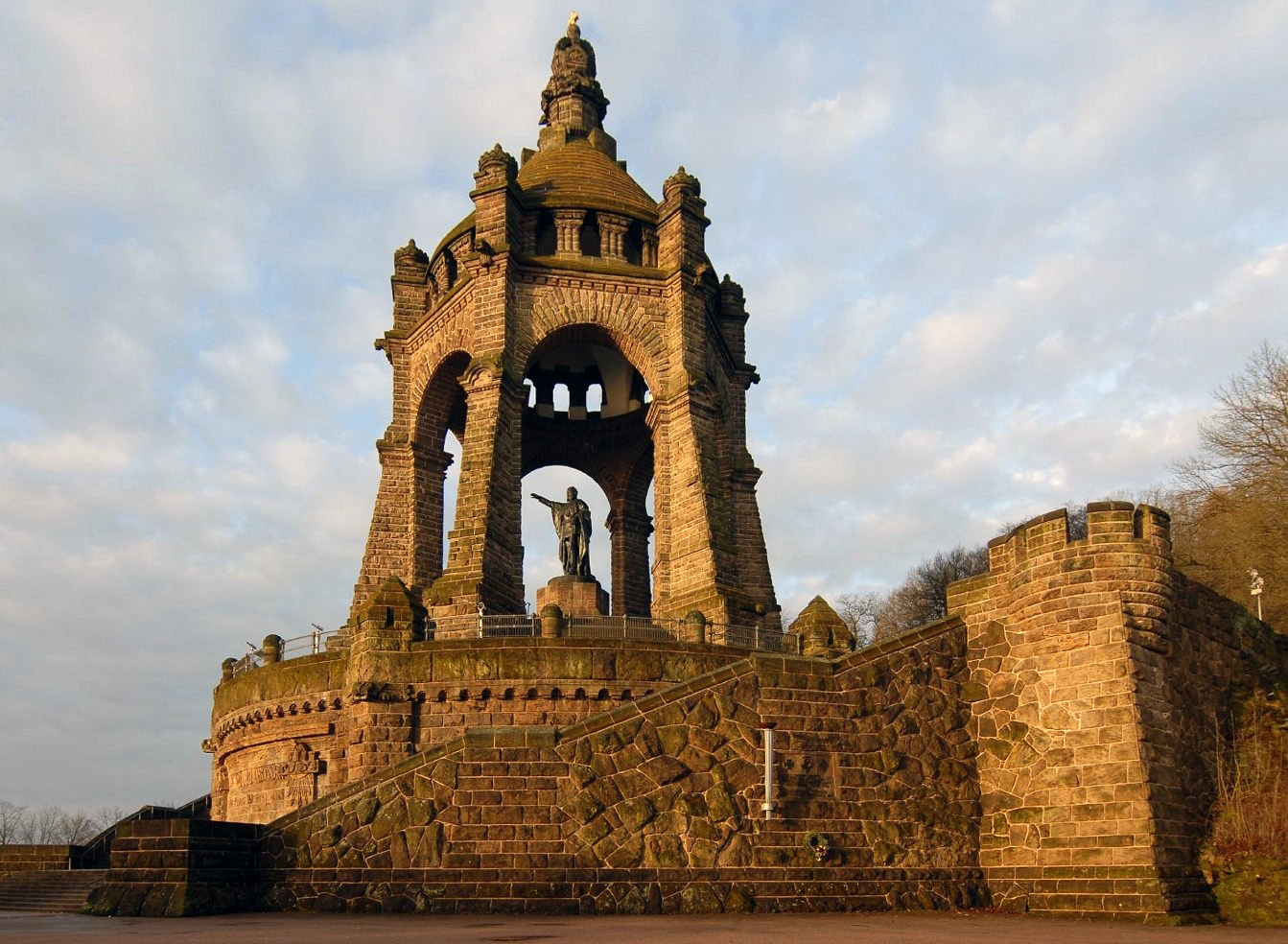
Porta Westfalica: Westfälisches Provinzial-Denkmal auf dem Wittekindsberg
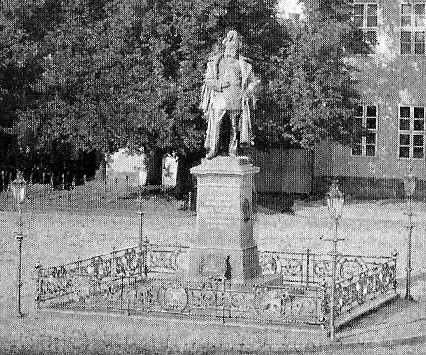
Ratzeburg: auf dem Marktplatz
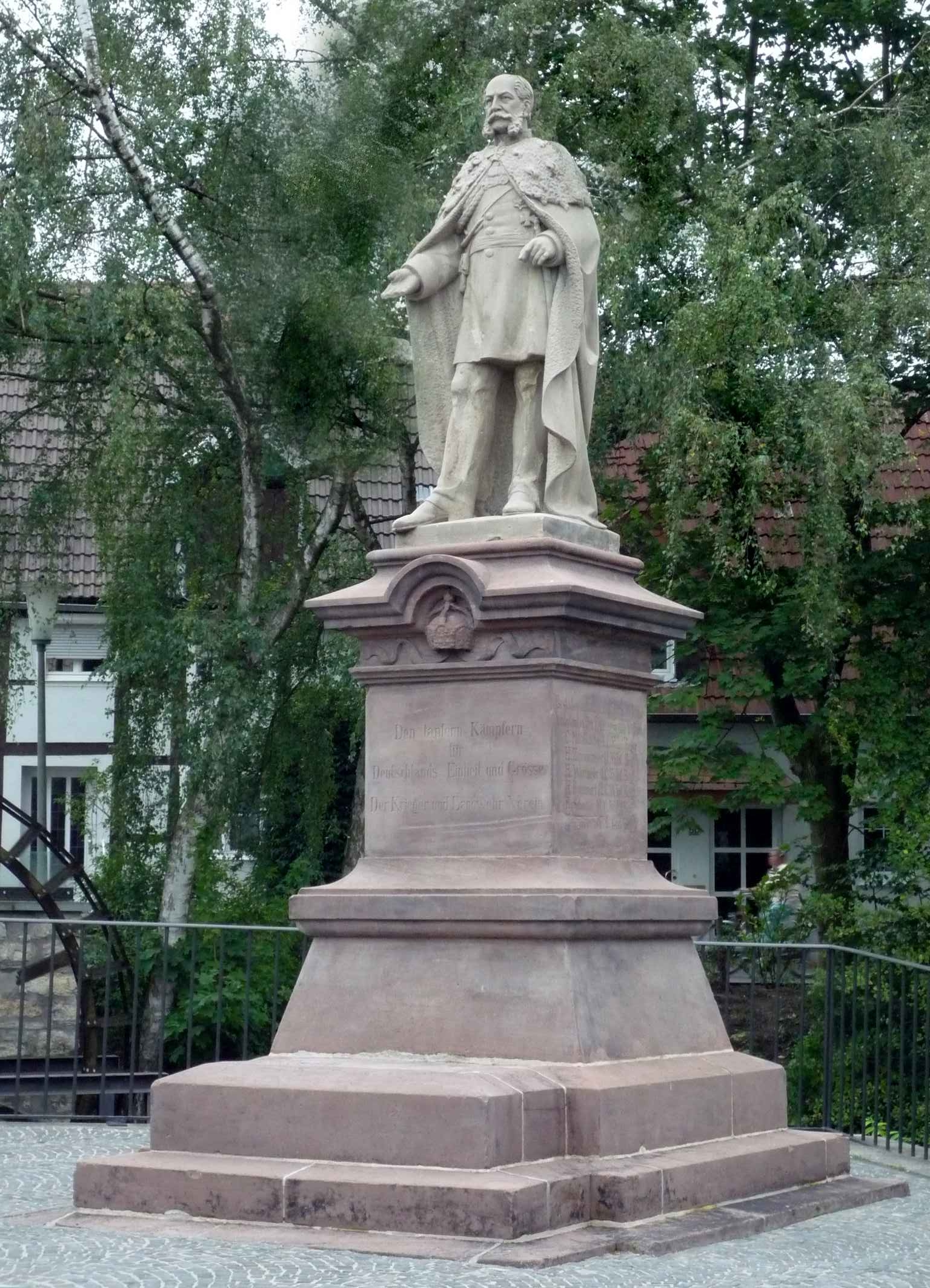
Rheda-Wiedenbrück
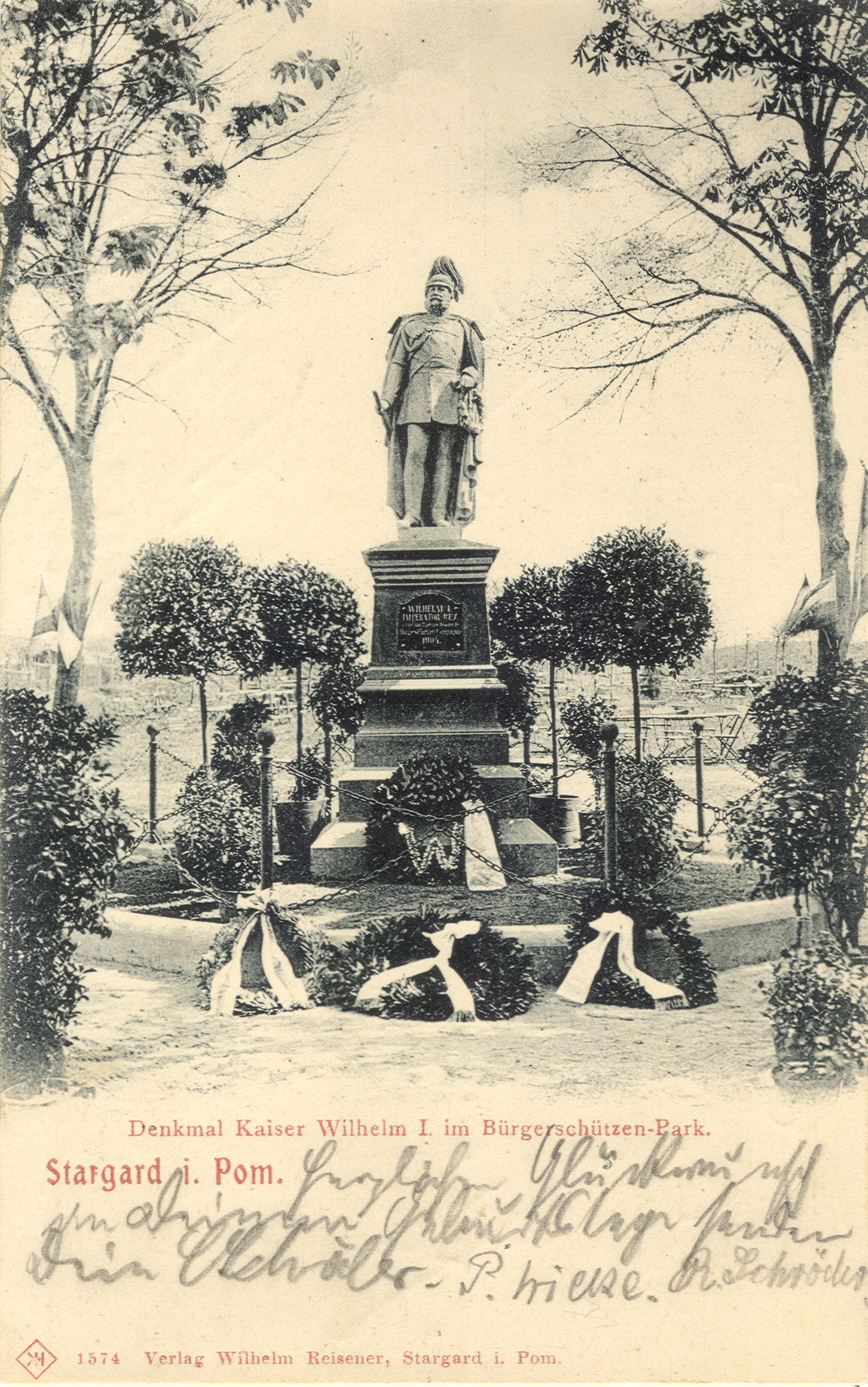
Stargard (Pommern): auf dem Marktplatz
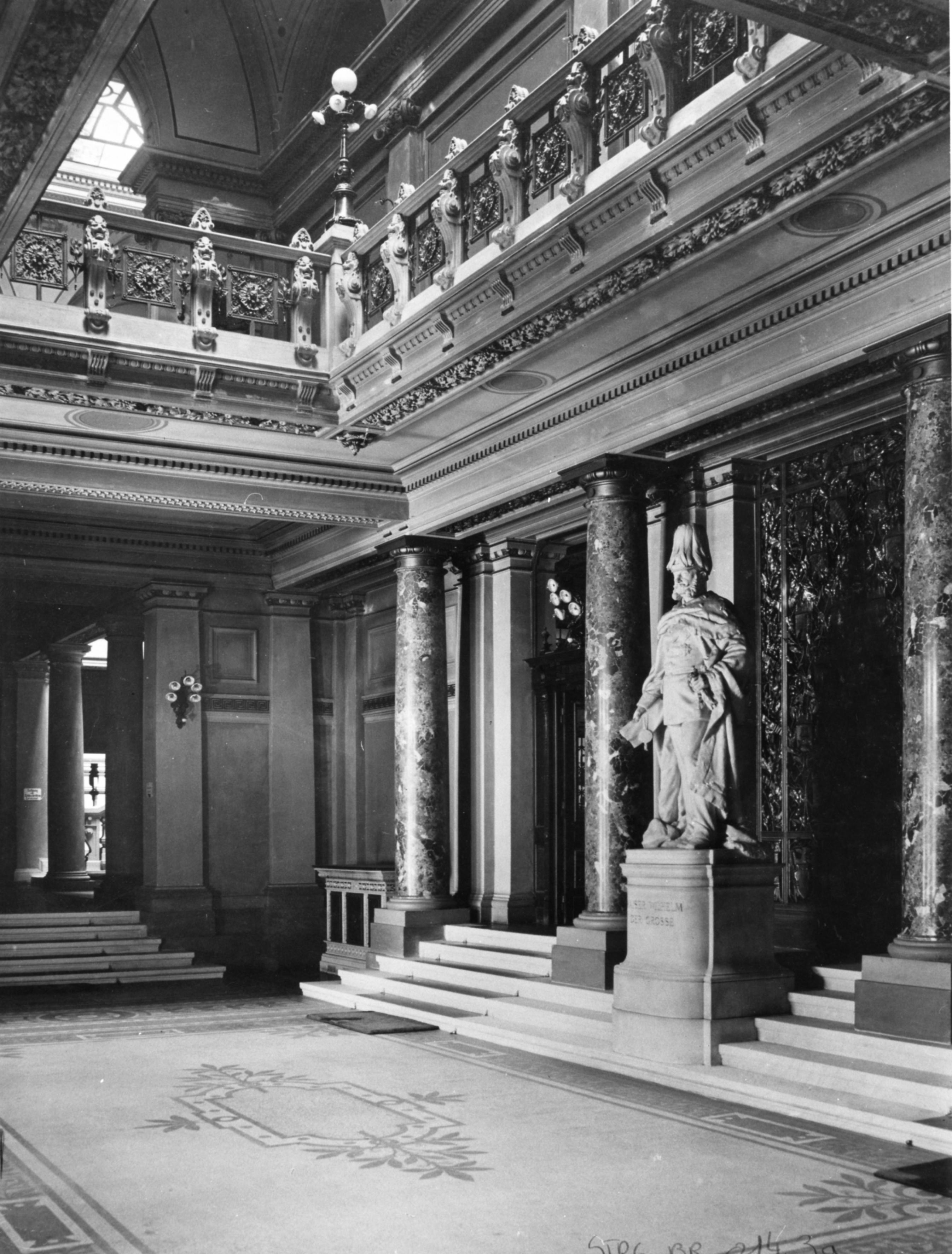
Straßburg (Elsass): im Eingangsbereich der Universitätsbibliothek
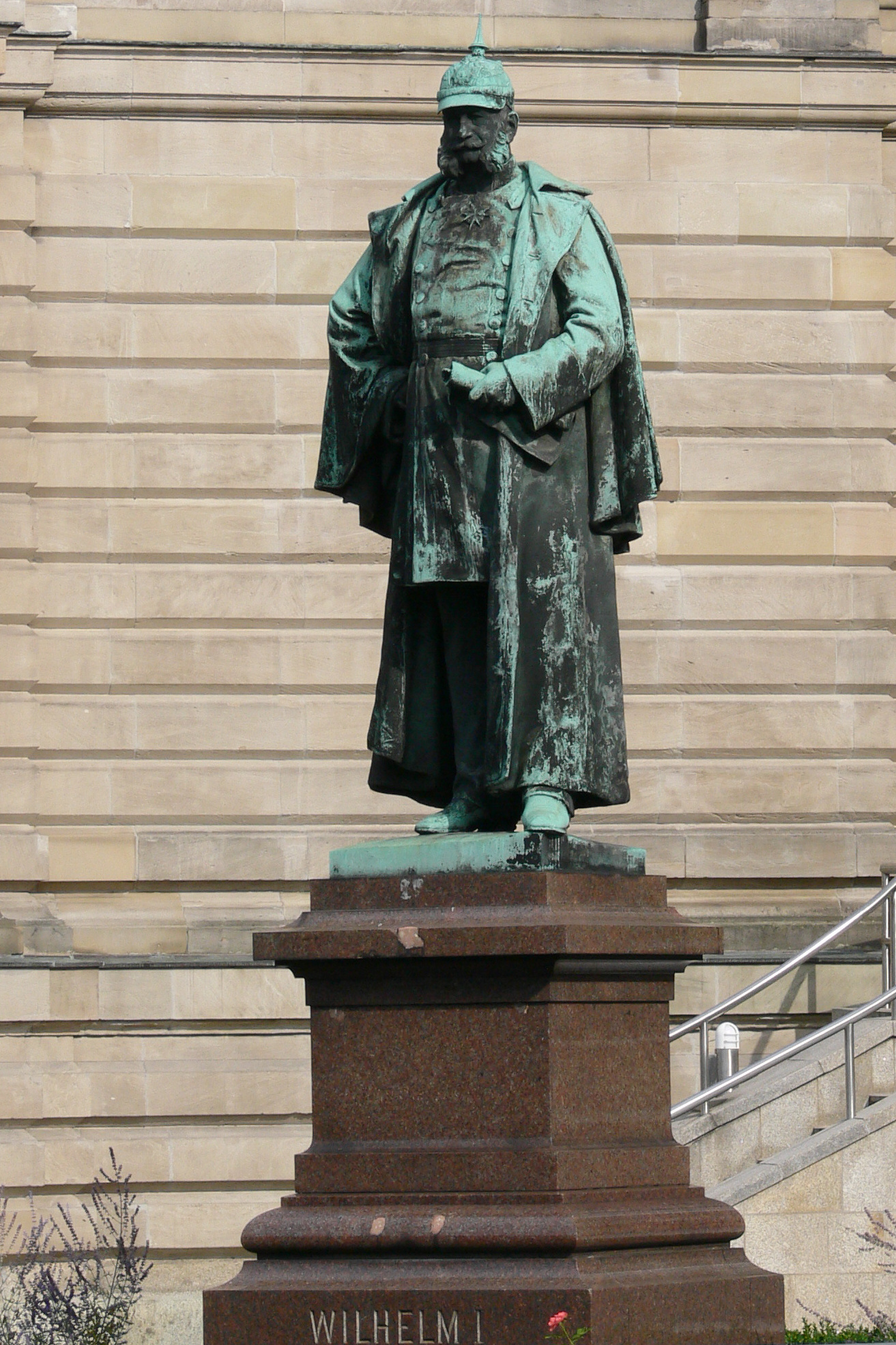
Ulm: am Olgaplatz
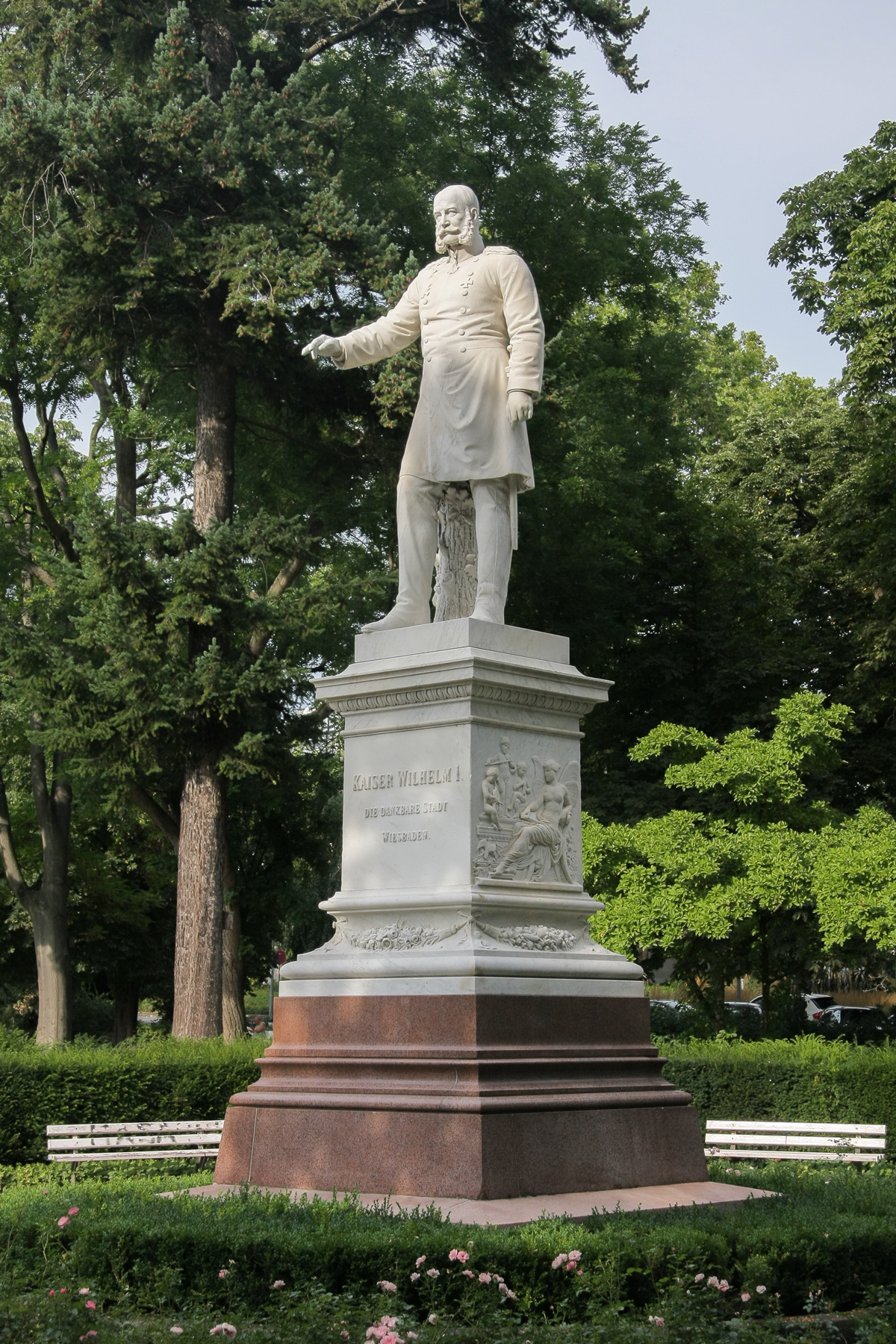
Wiesbaden: im Park Warmer Damm
Wildberg: auf dem Marktplatz
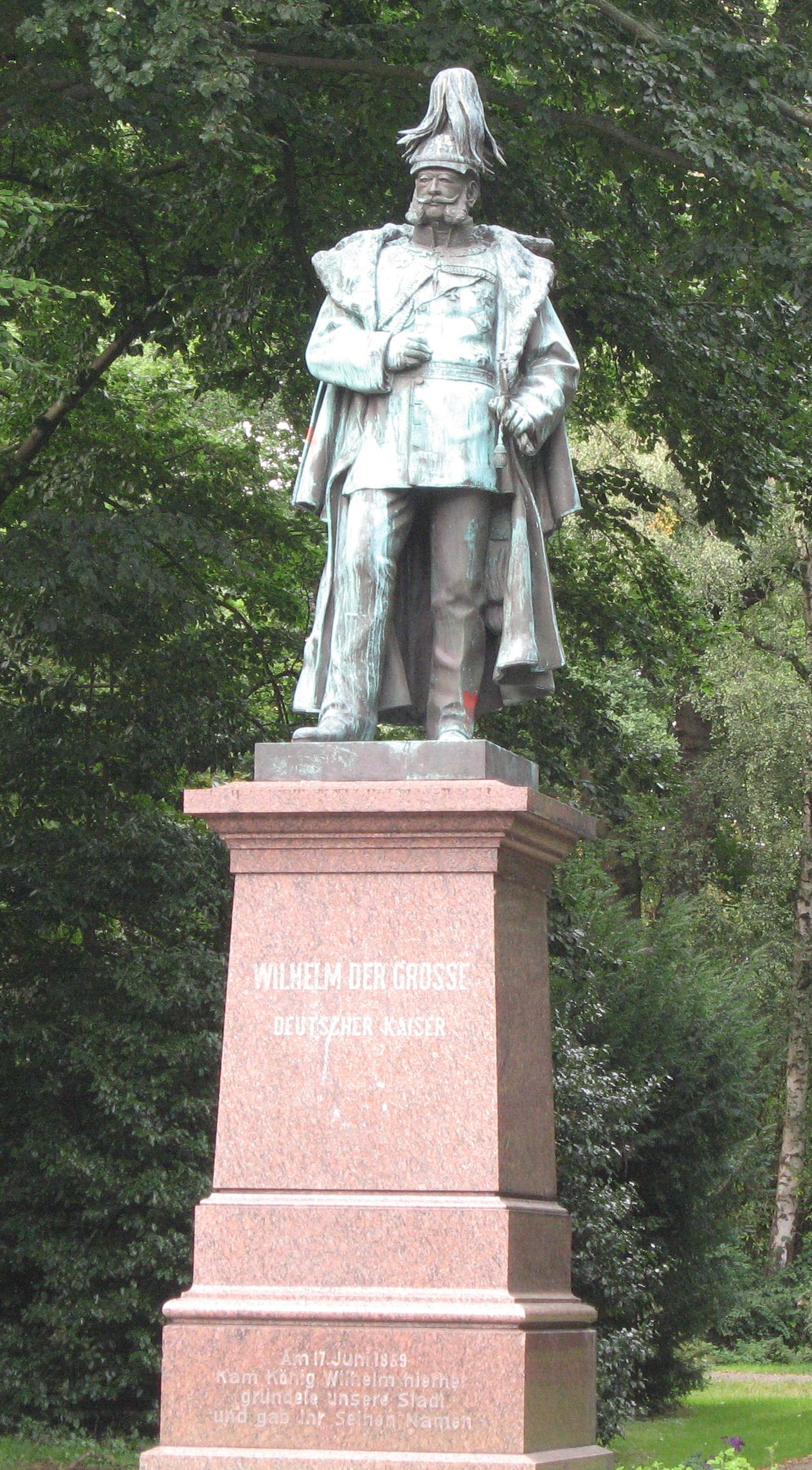
Wilhelmshaven: gegenüber der Christus- und Garnisonkirche Der Kaiser war Namensgeber der Stadt.
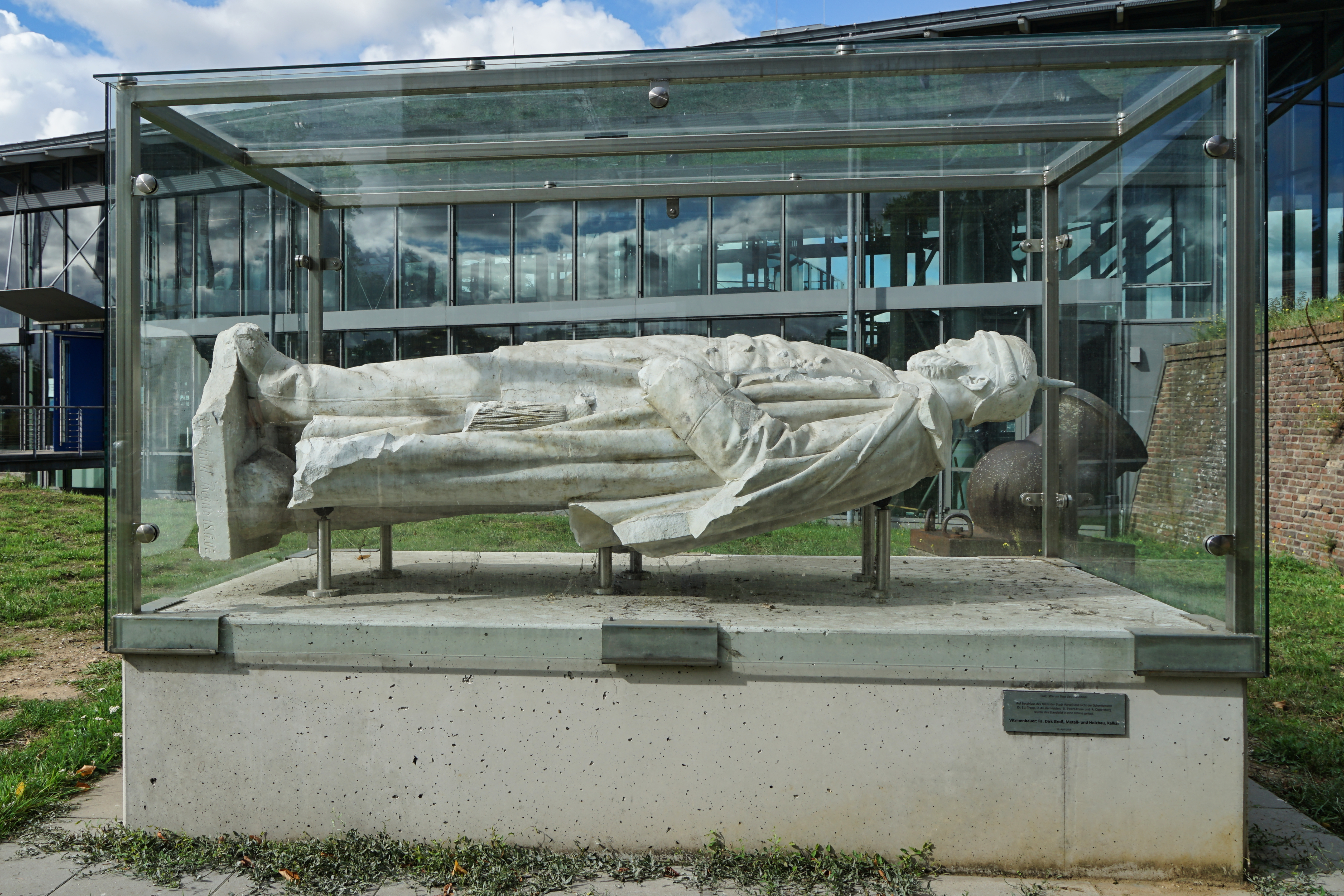
Wesel: Kaiser Wilhelm I neben dem Haupttor der Zitadelle in Wesel

### Sitzbilder
| Berlin:   | von Bildhauer Rudolf Siemering, Carrara-Sitzbild im Vestibül der Börse                                                    |
| Berlin:   | von Bildhauer Heinrich Pohlmann, Figurengruppe „Vier Generationen Hohenzollern“ im Hohenzollernmuseum in Schloss Monbijou |
| Dortmund: | von Bildhauer Johannes Schilling, Bronze-Sitzbild im Westfalenpark (Kaiserhain)                                           |
| Leipzig:  | von Bildhauer Rudolf Siemering, Sitzbild als Teil des Siegesdenkmals auf dem Leipziger Markt; 1946 eingeschmolzen         |

Galerie
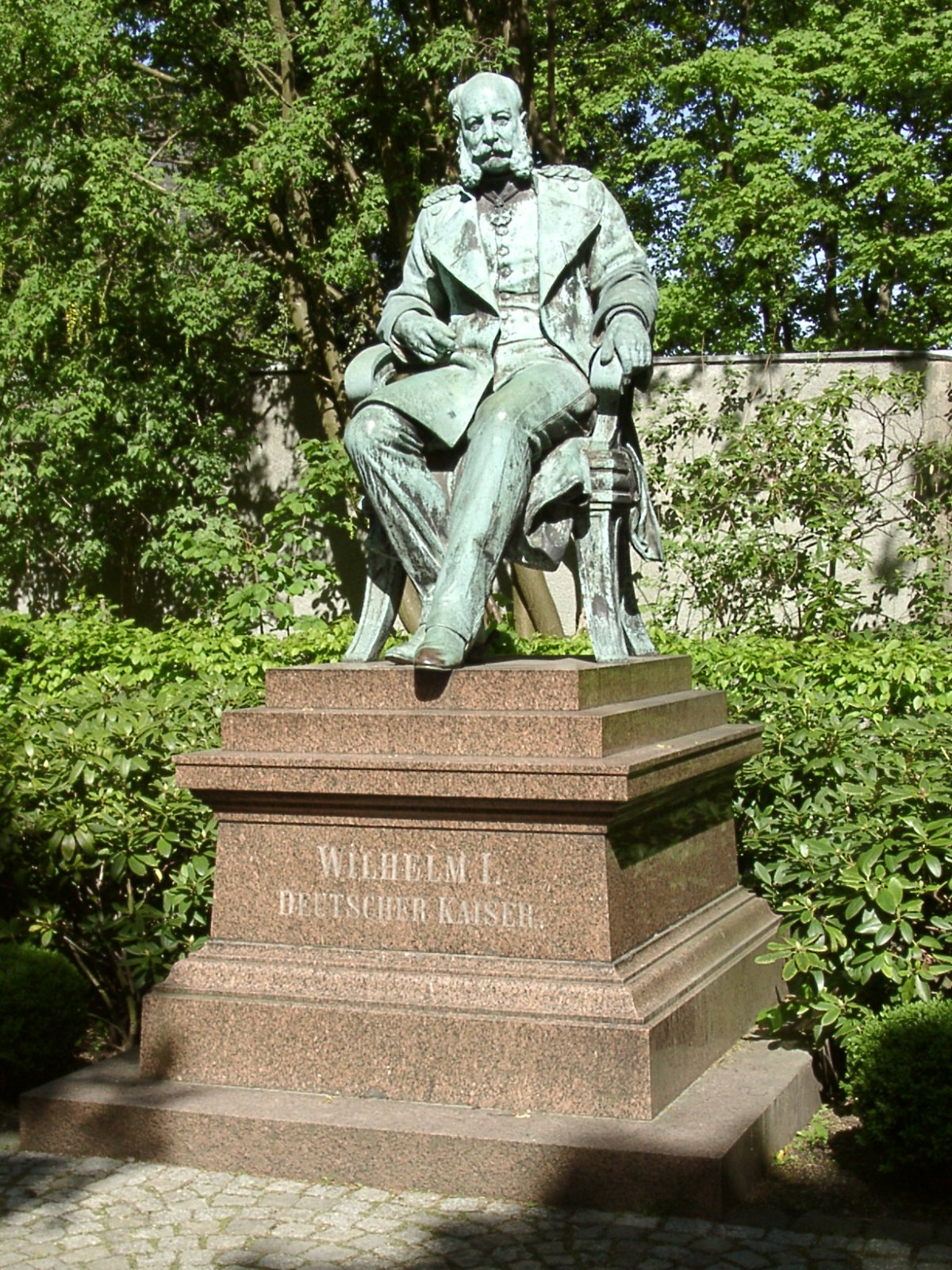
Dortmund: Kaiser Wilhelm I.-Denkmal im Westfalenpark
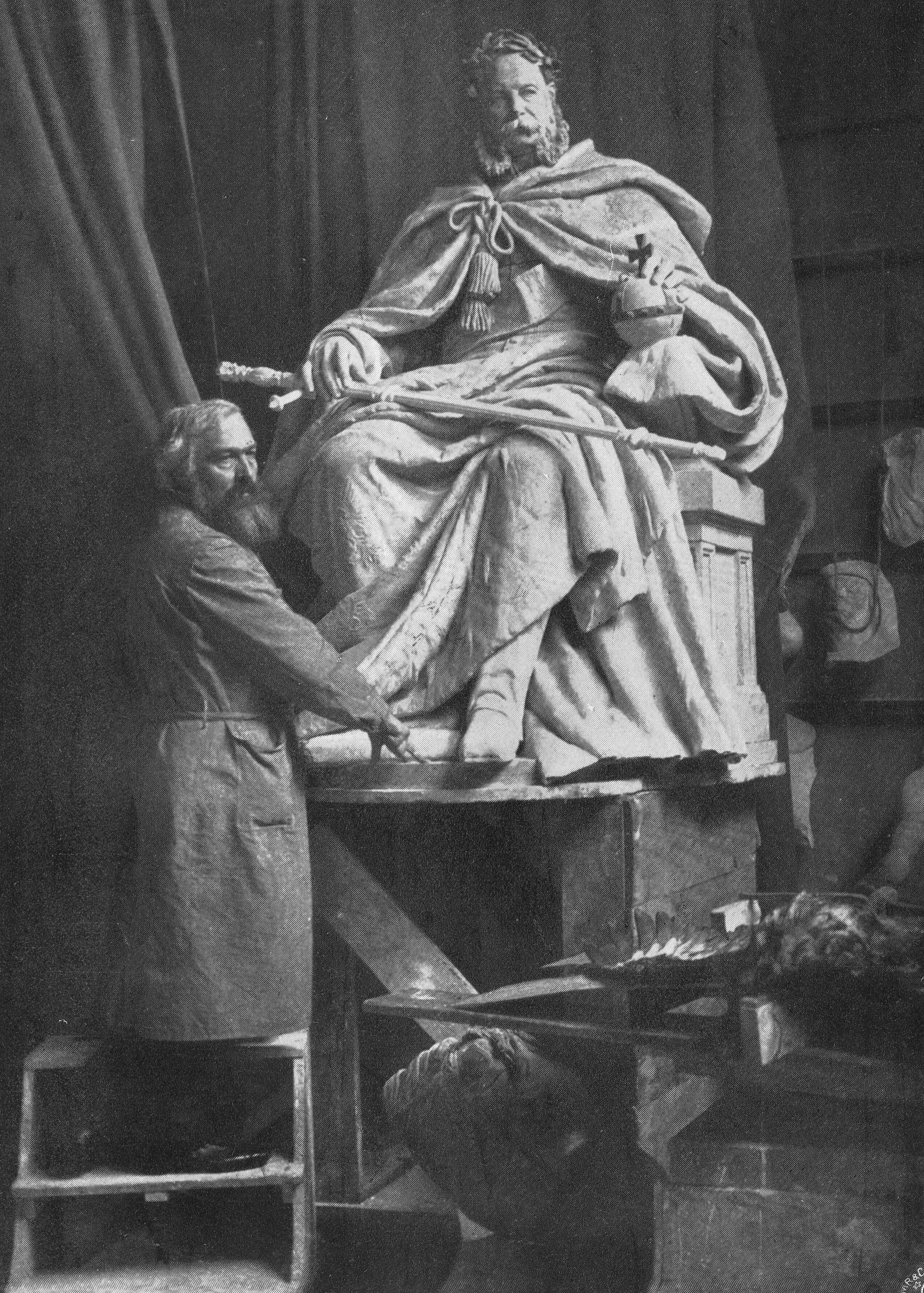
Leipzig: Siegesdenkmal

### Büsten und Büstendenkmäler
| Ahrensbök:                                                   | Am Ende der Lindenallee in der Ortsmitte. |
| Bad Gastein:                                                 | Das denkmalgeschützte Kaiser-Wilhelm-Denkmal in Bad Gastein wurde 1889 zur Erinnerung an die 20 Kuraufenthalte des Kaisers errichtet. |
| Baden-Baden:                                                 | von Bildhauer Joseph von Kopf, vor der Trinkhalle. Aus parischem Marmor gepickelt. Die Büste stellt den Kaiser in römischer Toga vor. |
| Berlin:                                                      | |
| Berlin-Frz.-Buchholz:                                        | am Kirchplatz von Bildhauer Arnold Künne, enthüllt 22. März 1897, eingeschmolzen 1942/44 |
| Berlin-Friedrichshagen:                                      | im Kurpark von Bildhauer Alexander Calandrelli, enthüllt am 15. Mai 1888, eingeschmolzen 1942/44 |
| Berlin-Johannisthal:                                         | am Kirchplatz von Bildhauer Felix Goerling, enthüllt 3. Juli 1895, 1922 vom Sockel gestürzt, 1933 neu aufgestellt, 1942 eingeschmolzen |
| Berlin-Tiergarten:                                           | auf der „Feldherrenbank“, zerstört |
| Berlin-Weißensee:                                            | auf dem Antonplatz von Bildhauer Felix Görling, enthüllt 26. September 1897, eingeschmolzen 1942/44 |
| Berlin-Wilmersdorf:                                          | auf der Dorfaue von Bildhauer Arnold Künne, enthüllt 22. März 1895, eingeschmolzen 1942/44 |
| Bojanowo/Provinz Posen:                                      | auf dem Marktplatz, enthüllt am 3. November 1889, 1920 verschrottet. Stifter des Denkmals war Fürst Hermann von Hatzfeld-Trachenberg. |
| Bromberg/Provinz Posen:                                      | Büstendenkmal im Kasernengelände des Feldartillerie-Regiments 2. Pommersches No. 17 |
| Deuselbach/Hunsrück:                                         | von Bildhauer Adolf Brütt |
| Donaustauf/Bayern:                                           | von Bildhauer Joseph von Kopf, in der Walhalla |
| Ehingen/Bayern:                                              | von Bildhauer Bruno Diamant, im Kaiser-Wilhelm-Gedächtnisturm, verschollen |
| Flensburg                                                    | bei der Marienkirche auf dem Marienkirchhof. Das Büstendenkmal stand dort um 1914. |
| Flomborn/Rheinhessen:                                        | von Bildhauer Reinhold Begas, auf dem Kriegerdenkmal |
| Frankfurt am Main/Hessen:                                    | Büste am Parkhotel am Wiesenhüttenplatz |
| Friedrichshafen am Bodensee:                                 | von Bildhauer Bruno Diamant, an der Uferpromenade, 1889 |
| Grätz/Provinz Posen:                                         | von Bildhauer Reinhold Begas, auf dem Anna-Platz, enthüllt 2. September 1891. Die Stadt wurde 1919 von den Polen annektiert, das Denkmal beseitigt. |
| Großschönau:                                                 | Büstendenkmal im Kaiserhain auf dem Hutberg |
| Gussenstadt:                                                 | Büstendenkmal auf dem Denkmalplatz an der Kaiserlinde |
| Hamburg-Bergedorf:                                           | Büstendenkmal gegenüber dem Kaiser-Wilhelm-Platz, Enthüllung am 22. März 1891, Modell von Felix Görling, Katalogware von Gladenbeck |
| Truppenübungsplatz Hammerstein/Westpreußen, Kreis Schlochau: | 1899 errichtet |
| Kaiserbad-Heringsdorf:                                       | Büste im Garten der Villa Staudt nach Entwurf von Heinrich Pohlmann, gegossen bei Howaldt |
| Kitchener (Ontario/CA)                                       | enthüllt 13. August 1897, am Sockel Porträtmedaillons von Bismarck und Moltke. Der Bus wurde 1916 gestohlen, und das Denkmal später abgebaut. |
| Neuss:                                                       | Büste in einer Blendnische an der Fassade (Promenadenseite) des (ehemals) Kaiserlichen Postamtes |
| Lodersleben (Querfurt):                                      | Büste am Schloss Lodersleben vor der Heimatstube, enthüllt 1879 anlässlich der Goldenen Hochzeit von Kaiser Wilhelm I., hergestellt vom Steinmetzmeister Friedrich Thieme, 2003 restauriert |
| Löbau                                                        | Büstendenkmal, wurde 1905 in der Parkanlage Siegeshain (seit 1947 Friedenshain) errichtet, das Denkmal gibt es noch, die Bronzebüste gilt seit dem Ende des Zweiten Weltkriegs als verschollen. Die Bronzeschrift wurde ebenfalls entfernt. |
| Marienhafe:                                                  | Büstendenkmal des Emder Steinbildhauermeister H. Banke; 1872 auf dem Marktplatz von Marienhafe errichtet. Das Denkmal war den sechs Soldaten Heinrich Krüger, Per Peters, Eimo Schipper, Heinrich Schmeding, Gerd Wessels und Dirk Zeeden gewidmet, die den Frankreich-Feldzug von 1870/71 überlebt hatten. Die Inschrift lautete: „Gott war mit uns – Ihm sei die Ehre“. Die Büste ist noch vorhanden und befindet sich in Privatbesitz. |
| Mayen/Rheinland-Pfalz:                                       | an der Bürresheimer Straße, 1898 aufgestellt |
| Meerane/Sachsen:                                             | am Giebel des Schützenhauses |
| Merseburg:                                                   | |
| Merseburg:                                                   | am Giebel des Hauses Weiße Mauer 18 |
| Merseburg:                                                   | im Schlosspark. Errichtet 1882, eingelagert 1897, Verbleib unbekannt |
| Mönchengladbach:                                             | |
| Mönchengladbach, Am Wasserturm:                              | im Bunten Garten, vor der Villa Heiming. Um 1900 entfernt, da an dieser Stelle die Kaiserhalle gebaut werden sollte. |
| Mönchengladbach, Geneiken:                                   | Kaiserbüste auf dem Maarplatz; 1893 errichtet, Bronzeguss von Miller in München; erhalten |
| Moskau/Russland:                                             | Büstendenkmal im Park des Friedrich-Wilhelm-Victoria-Stiftes; gestiftet vom „Verein Deutscher Reichsangehöriger in Moskau“ (gegr. 1880); verschollen |
| Norderney:                                                   | Kaiser-Wilhelm-Denkmal (Norderney): 13 Meter hohe Pyramide aus unterschiedlich großen Steinblöcken aus 75 Städten des Deutschen Reiches, mit Büste des Kaisers, enthüllt am 2. September (Sedantag) 1899. Architektur von Hellfriedt Küsthardt, die nicht erhaltene Bronzebüste von Georg Küsthardt. |
| Querfurt:                                                    | Denkmal Kaiser Wilhelm I. (Querfurt) |
| Ravensburg:                                                  | Büstendenkmal an der Karlstraße |
| Reutlingen:                                                  | Büstendenkmal Planie Ecke Kaiserstraße von 1892 mit Marmorbüste von Kaiser Wilhelm I. und Porträtmedaillons von Kaiser Friedrich III., Bismarck und Moltke |
| Schwelm:                                                     | Büstendenkmal im Brunnenpark, 1885 errichtet. Der Sockel befindet sich heute noch im Park, die Büste steht im Museum Haus Martfeld |
| Tacken/Brandenburg:                                          | Büste nach dem Modell von Heinrich Walger, in der Mitte des Dorfes, enthüllt am 8. September 1889 |
| Trachenberg/Schlesien:                                       | Büste nach dem Modell von Reinhold Begas, auf dem Marktplatz neben dem Kriegerdenkmal 1870/71; verschollen |
| Tremessen/Provinz Posen:                                     | Bronzebüste auf rotbraunem Granitsockel |
| Tübingen/Württemberg:                                        | Büste von Bildhauer Karl Federlin am Kaiser-Wilhelm-Turm auf dem Österberg, (verschollen); 1891 |
| Überlingen/Baden:                                            | Büste mit Kriegerdenkmal der Gefallenen der Einigungskriege von Emil Stadelhofer auf dem Landungsplatz; enthüllt am 10. Juni 1900; 1934 abgebrochen; Gedenktafeln bis zum Zweiten Weltkrieg erhalten, danach eingeschmolzen (Bild) |
| Versmold/Kreis Gütersloh:                                    | Büste im Stadtpark, aufgestellt 1889 |
| Wiesbaden/Provinz Hessen:                                    | *Büste an der Fassade des Rathauses (Architekt G. Hauberisser, München) am Schlossplatz; 1887. Das Rathaus wurde im Zweiten Weltkrieg teilzerstört. Beim Wiederaufbau wurde die Rathausfassade in vereinfachter Form wiederhergestellt. |
| Wesel-Diersfordt/Kreis Wesel                                 | Büste vor dem Ehrenfriedhof Diersfordt. Erstellt im Januar 1896 zur Erinnerung an die 25-jährige Wiederkehr der Wiederaufrichtung des Deutschen Reiches. |
| Wiesbaden/Provinz Hessen:                                    | Büste aus rotem Mainsandstein auf einer Konsole in einer runden Blendnische an der Fassade des Militärkurhauses „Wilhelms-Heilanstalt“, errichtet 1868–1871 nach Plänen des Architekten Philipp Hoffmann in Wiesbaden. Die Signatur weist die Büste als ein Werk des Bildhauers Karl Keil aus. |
| Wülfrath (Kreis Mettmann):                                   | Das Kaiser-Wilhelm-Denkmal (Wülfrath) ist ein Kaiserdenkmal in der Form einer zweigliedrigen, sechseckigen gotischen Fialsäule aus Syenit mit einer Büste des Kaisers Wilhelm I. aus carrarischem Marmor. Im unteren Teil des Rundtempels steht eine überlebensgroße Kaiserbüste. Die Inschrifttafel, die nicht erhalten ist, widmete das Denkmal dem Kaiser mit den Worten: „Wilhelm I / Magnus Imperator“                               |

Galerie
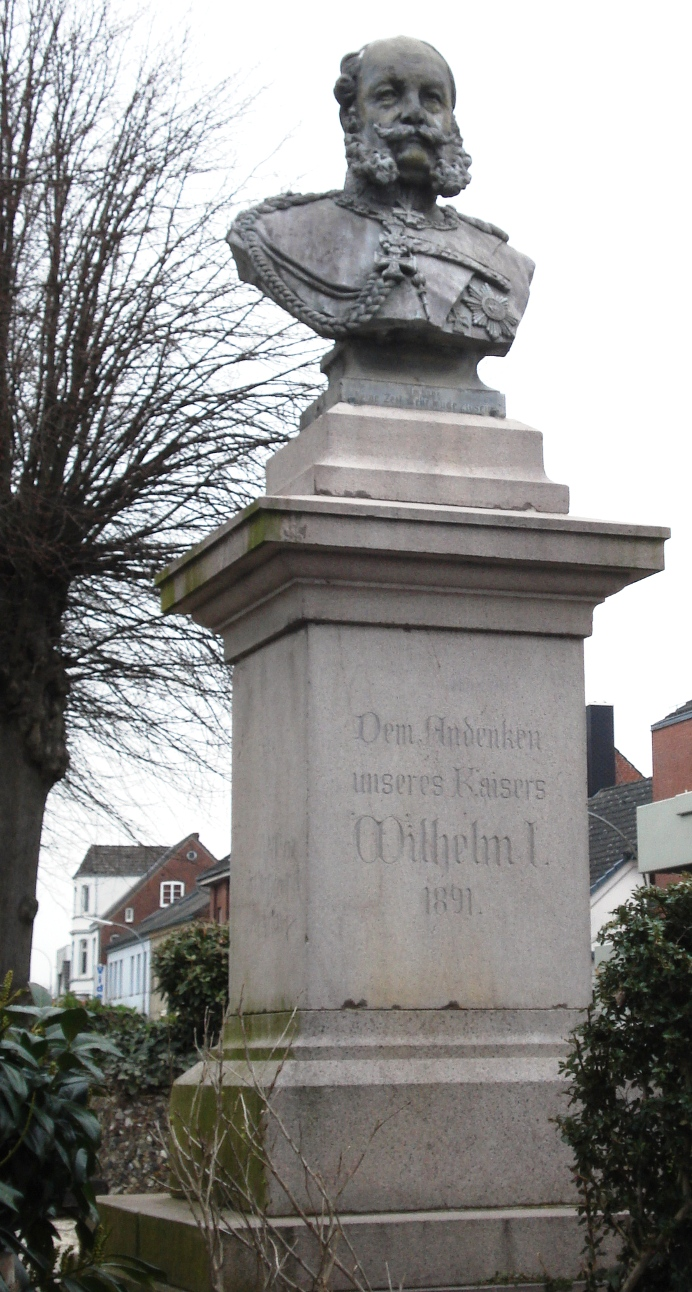
Ahrensbök: Denkmal am Ende der Lindenallee in der Ortsmitte
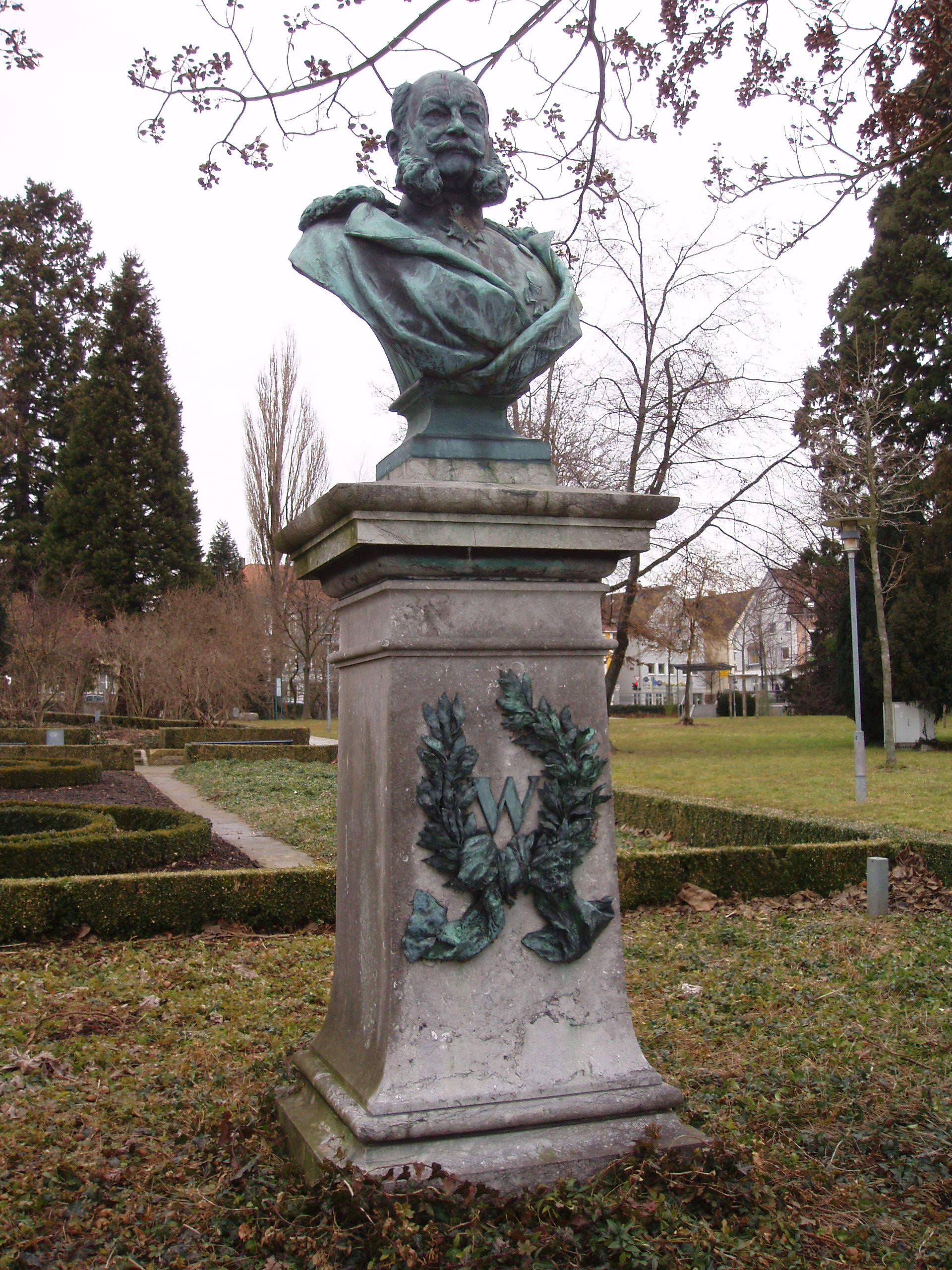
Friedrichshafen: Denkmal an der Uferpromenade in Friedrichshafen
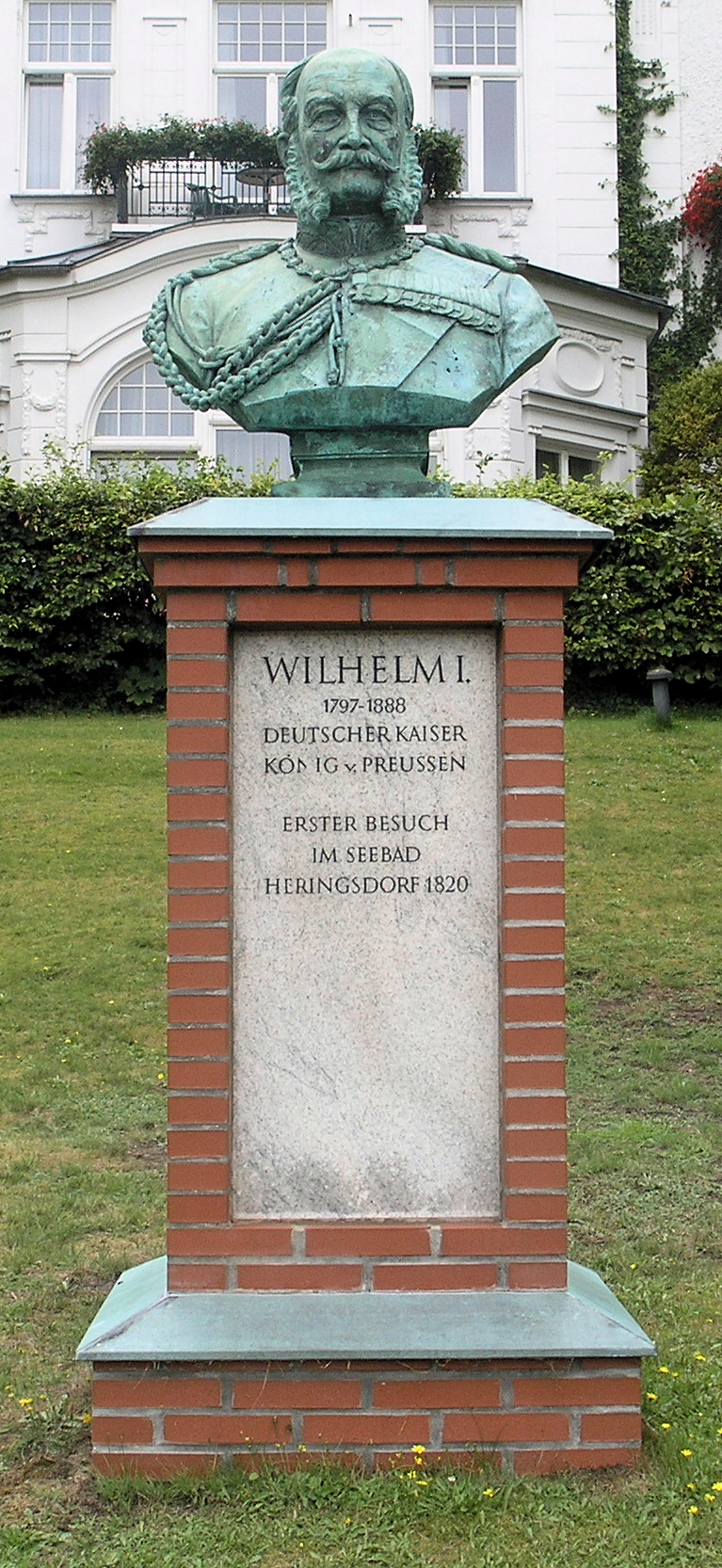
Heringsdorf: Denkmal an der Strandpromenade in Heringsdorf
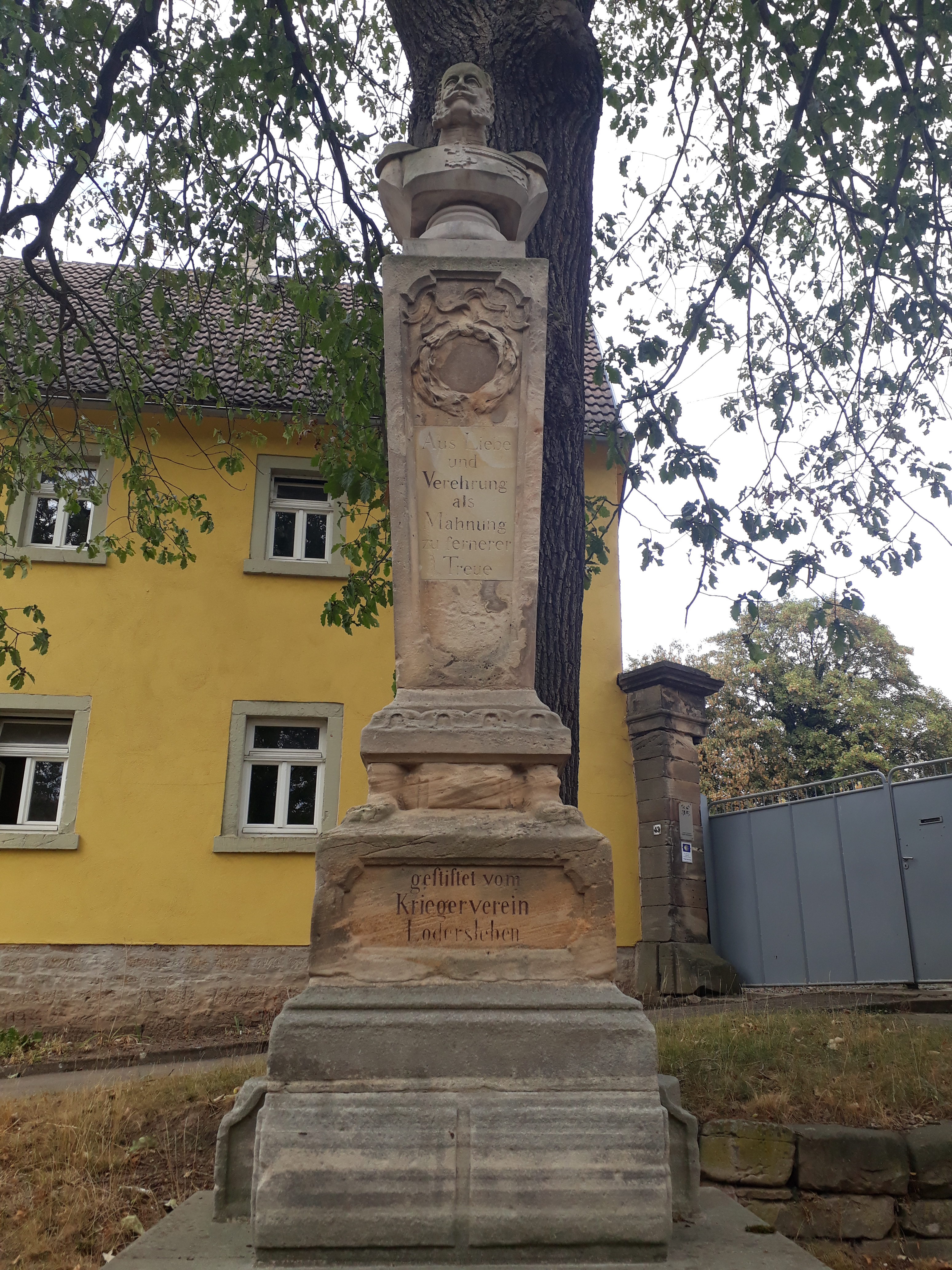
Lodersleben: Denkmal in Lodersleben (Stadt Querfurt)
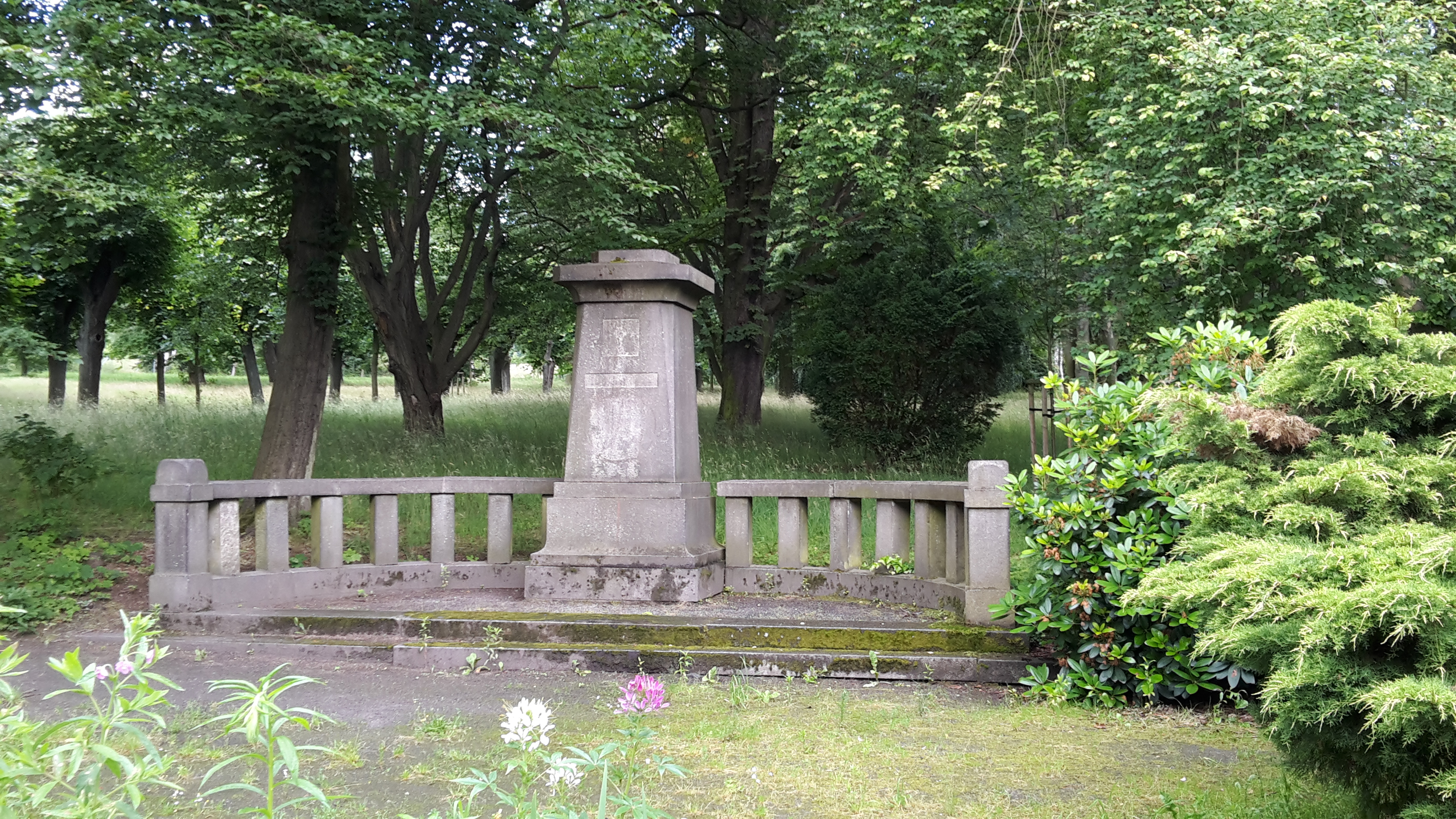
Löbau: Büstendenkmal Kaiser Wilhelm I. (Bronzebüste verschollen)
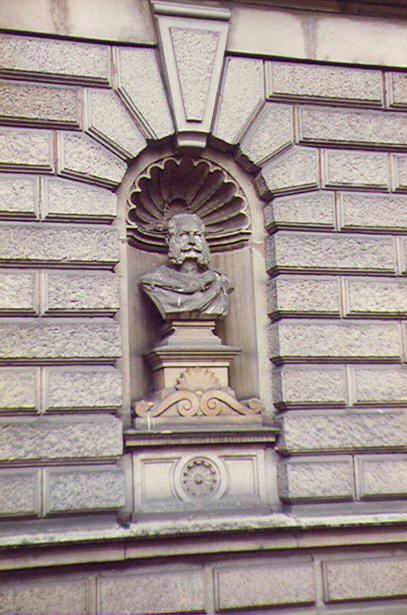
Neuss: Die Kaiserbüste an der Alten Post
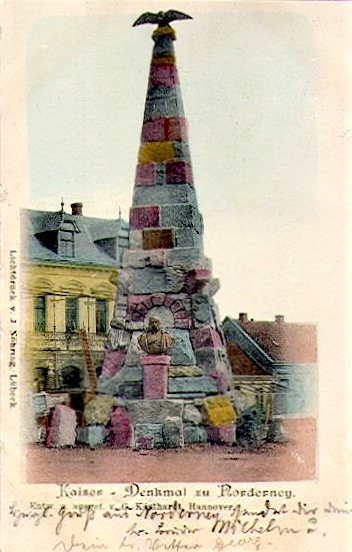
Norderney: Das Kaiser Wilhelm-Denkmal mit Kaiserbüste
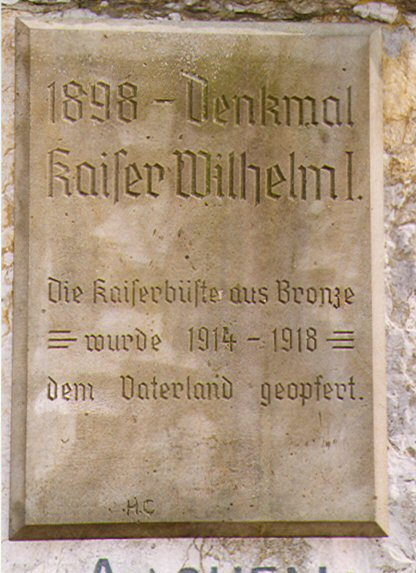
Norderney: Inschrifttafel am Kaiserdenkmal
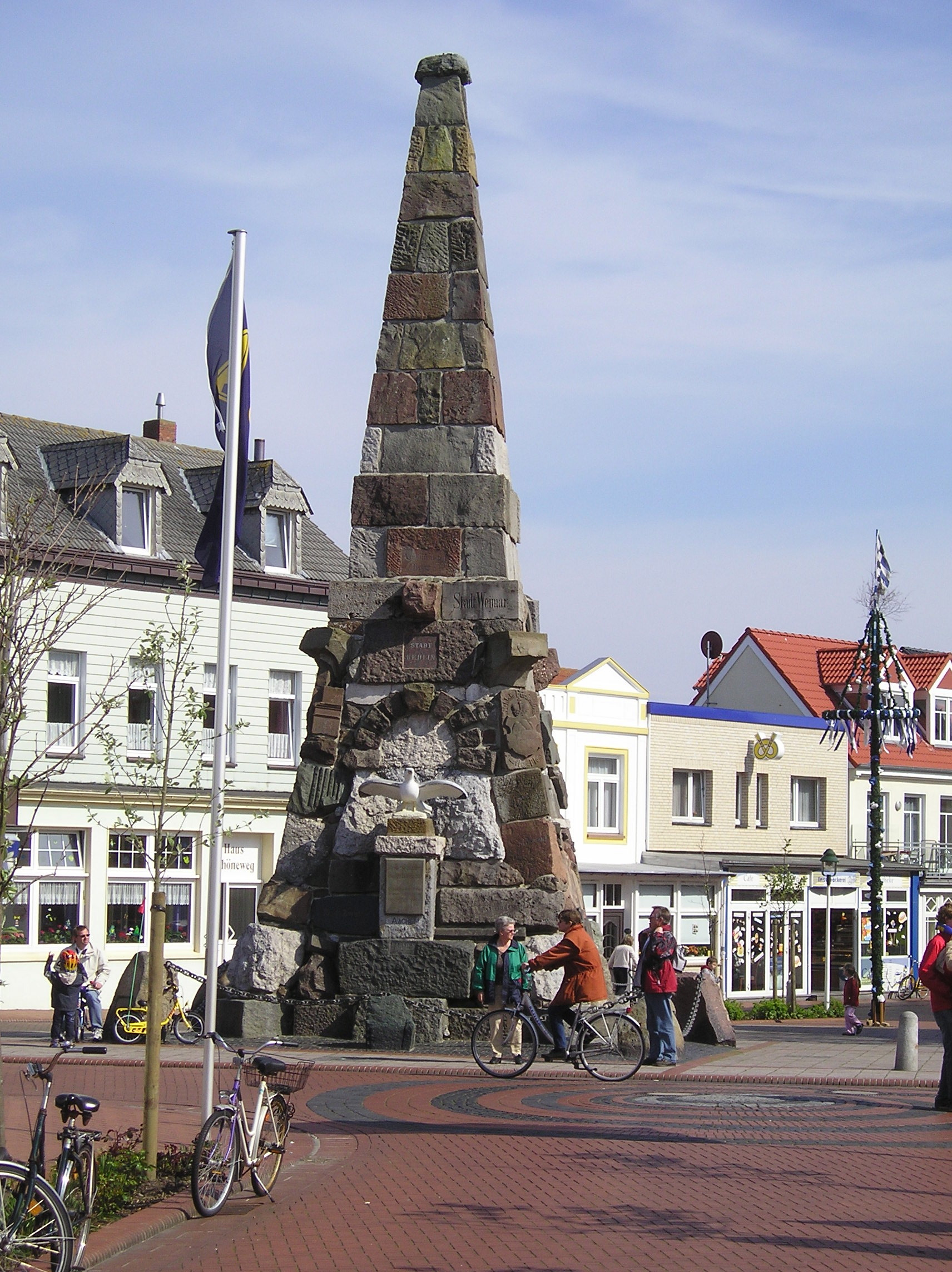
Norderney: … mit Möwe anstatt Kaiserbüste
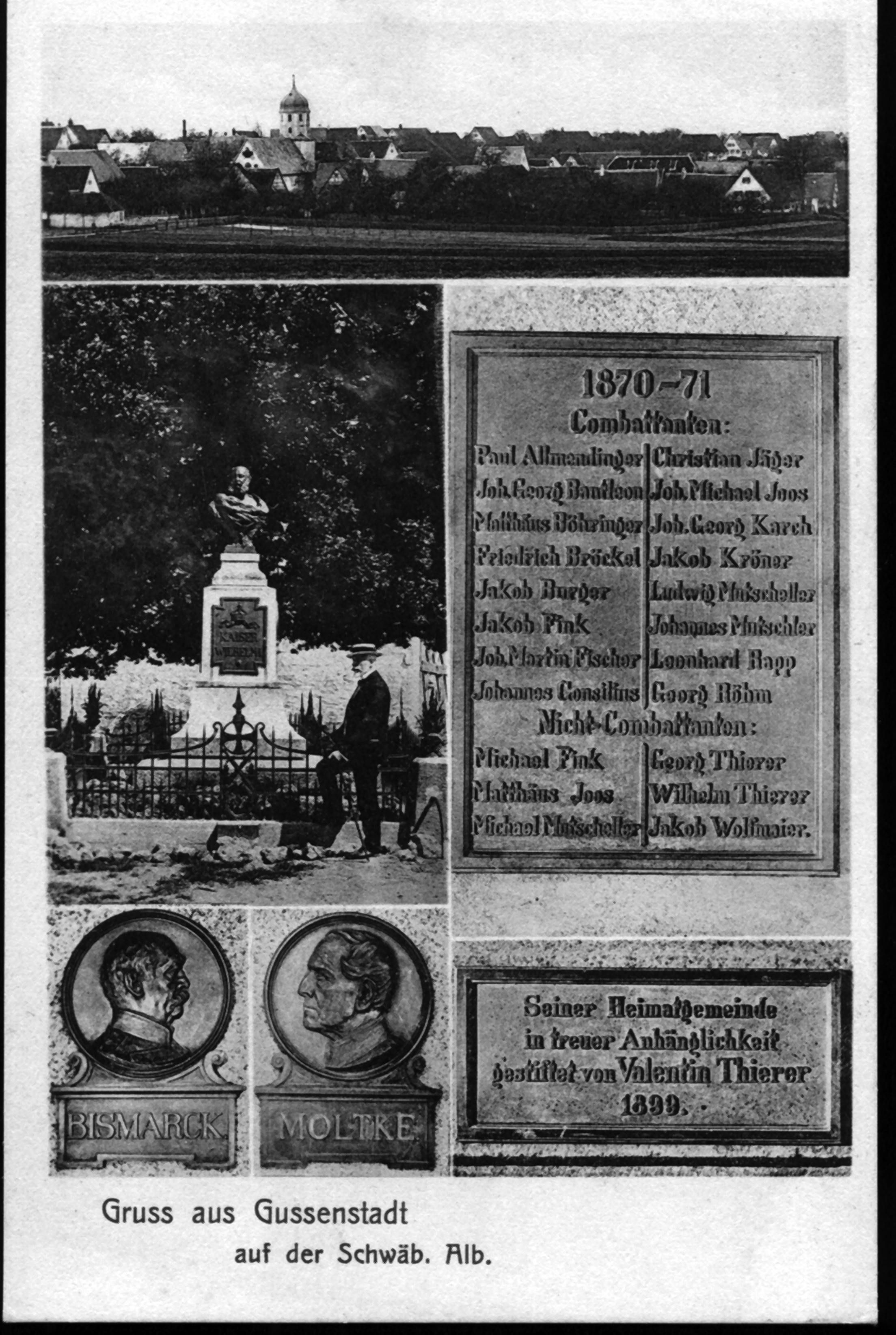
Gussenstadt: Der Bronze-Kaiser mit Moltke und Bismarck
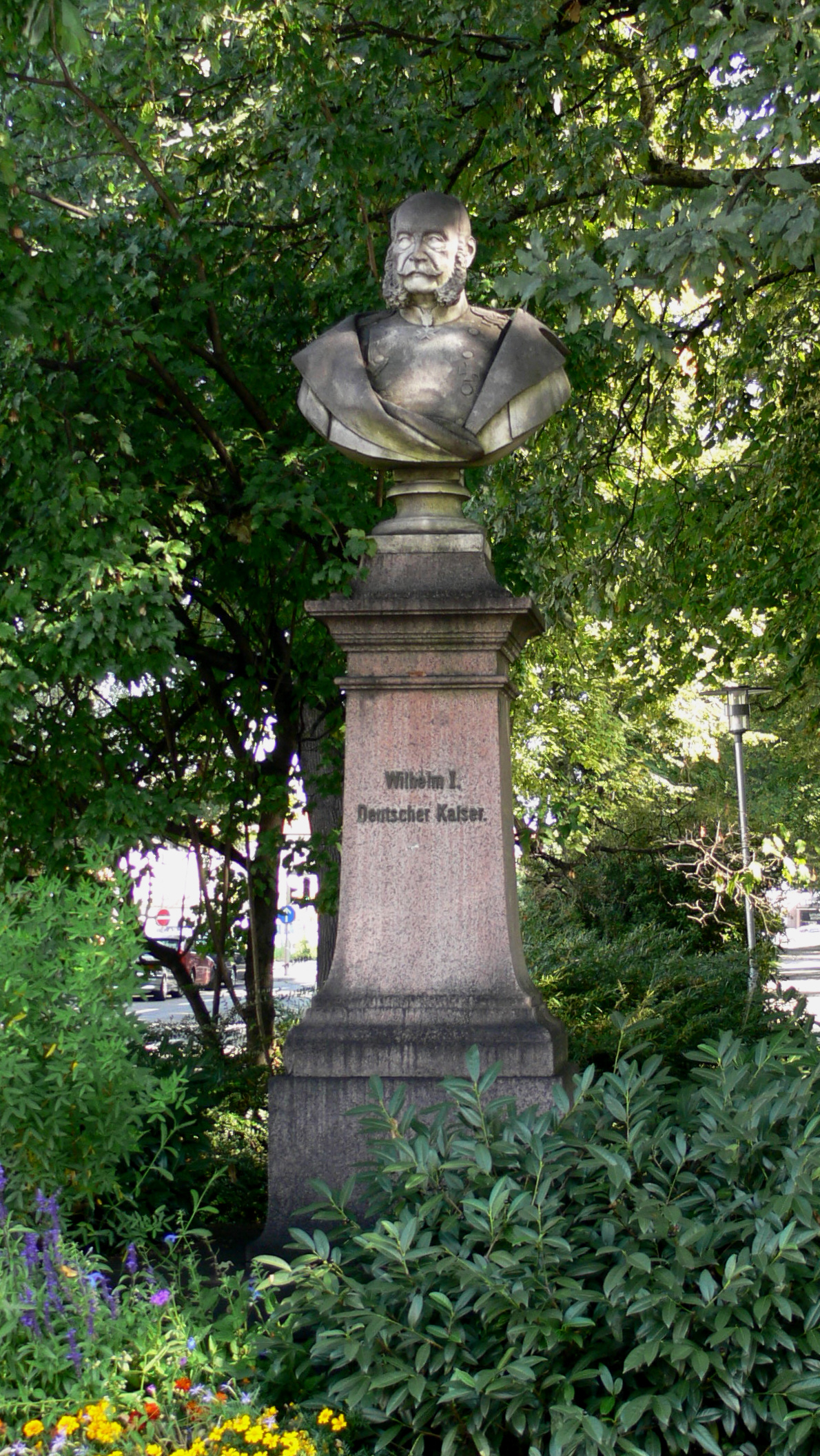
Ravensburg: Kaiserdenkmal an der Karlstraße
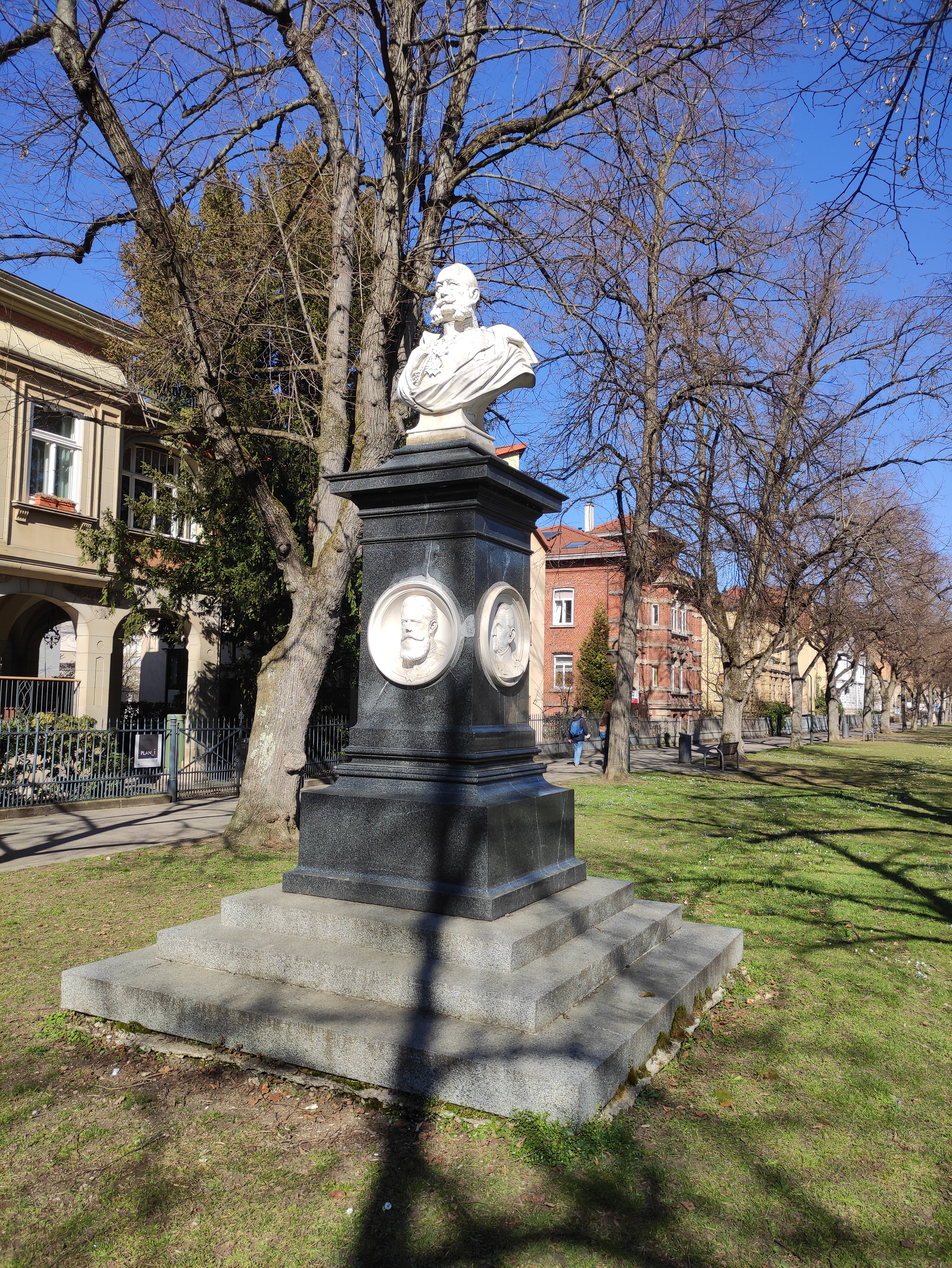
Reutlingen: Büstendenkmal Planie Ecke Kaiserstraße von 1892 mit Marmorbüste
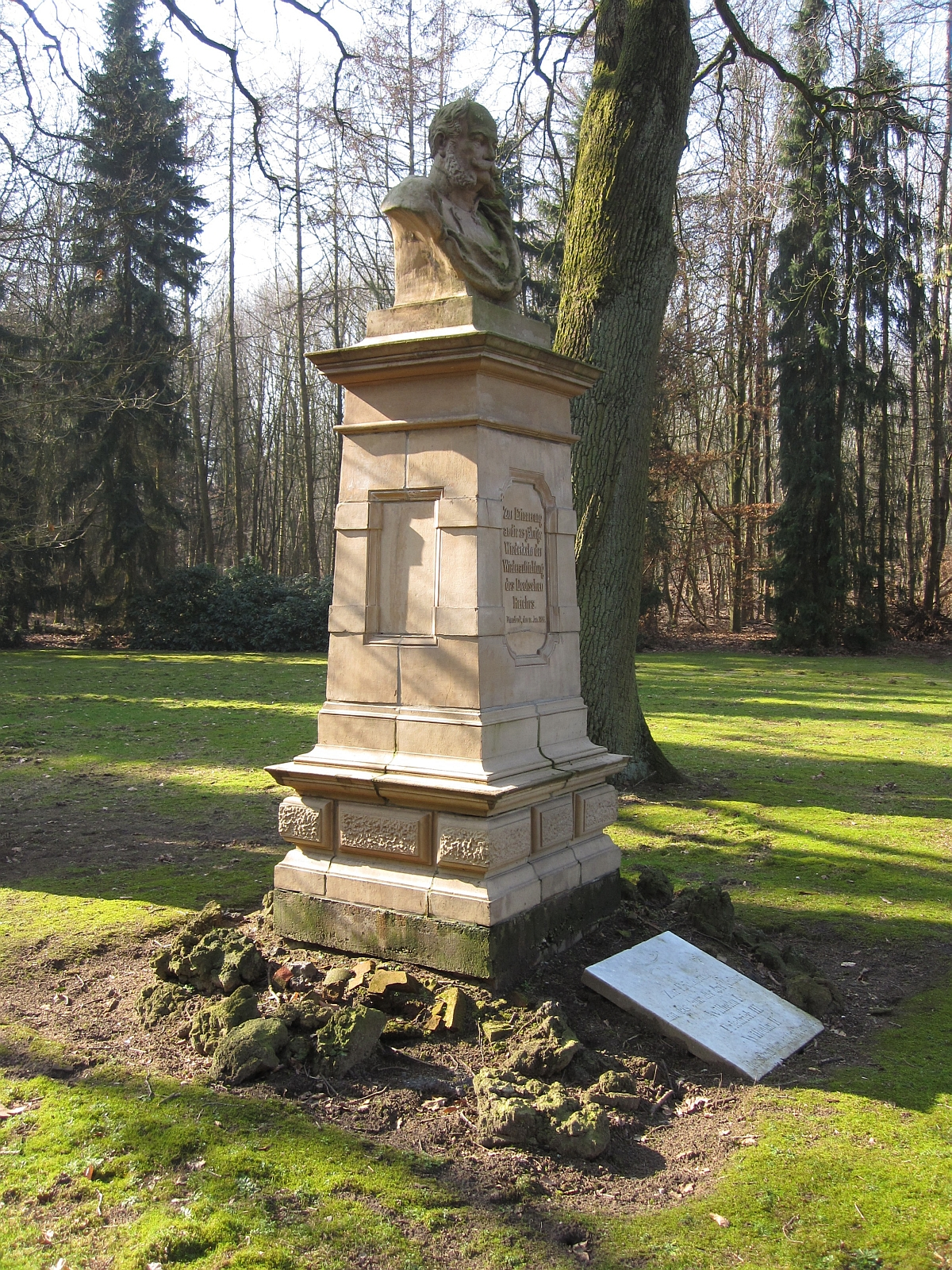
Wesel-Diersfordt: Das Kaiserdenkmal vor dem Ehrenfriedhof
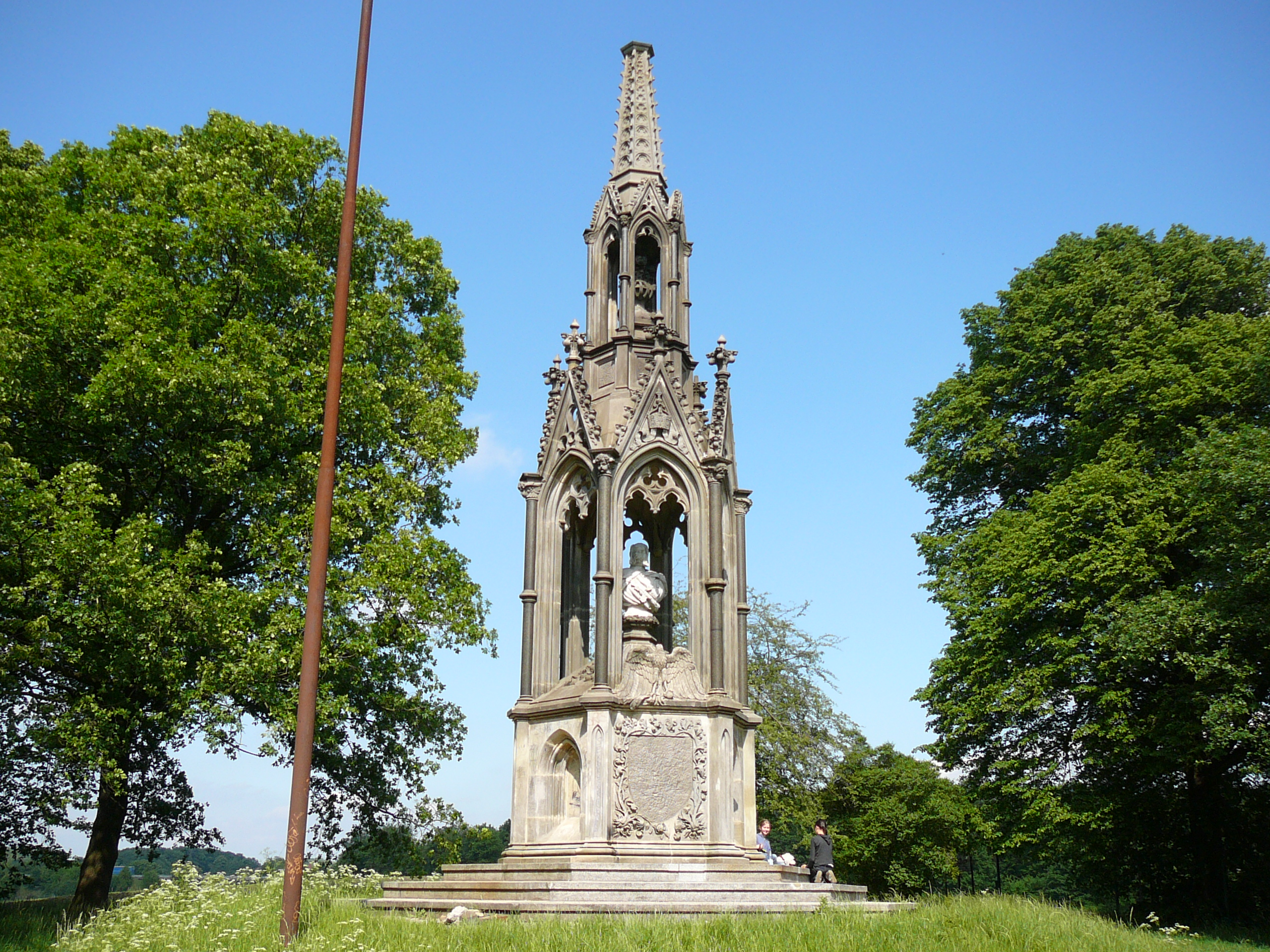
Wülfrath: Das Kaiserdenkmal auf dem Bismarckplatz
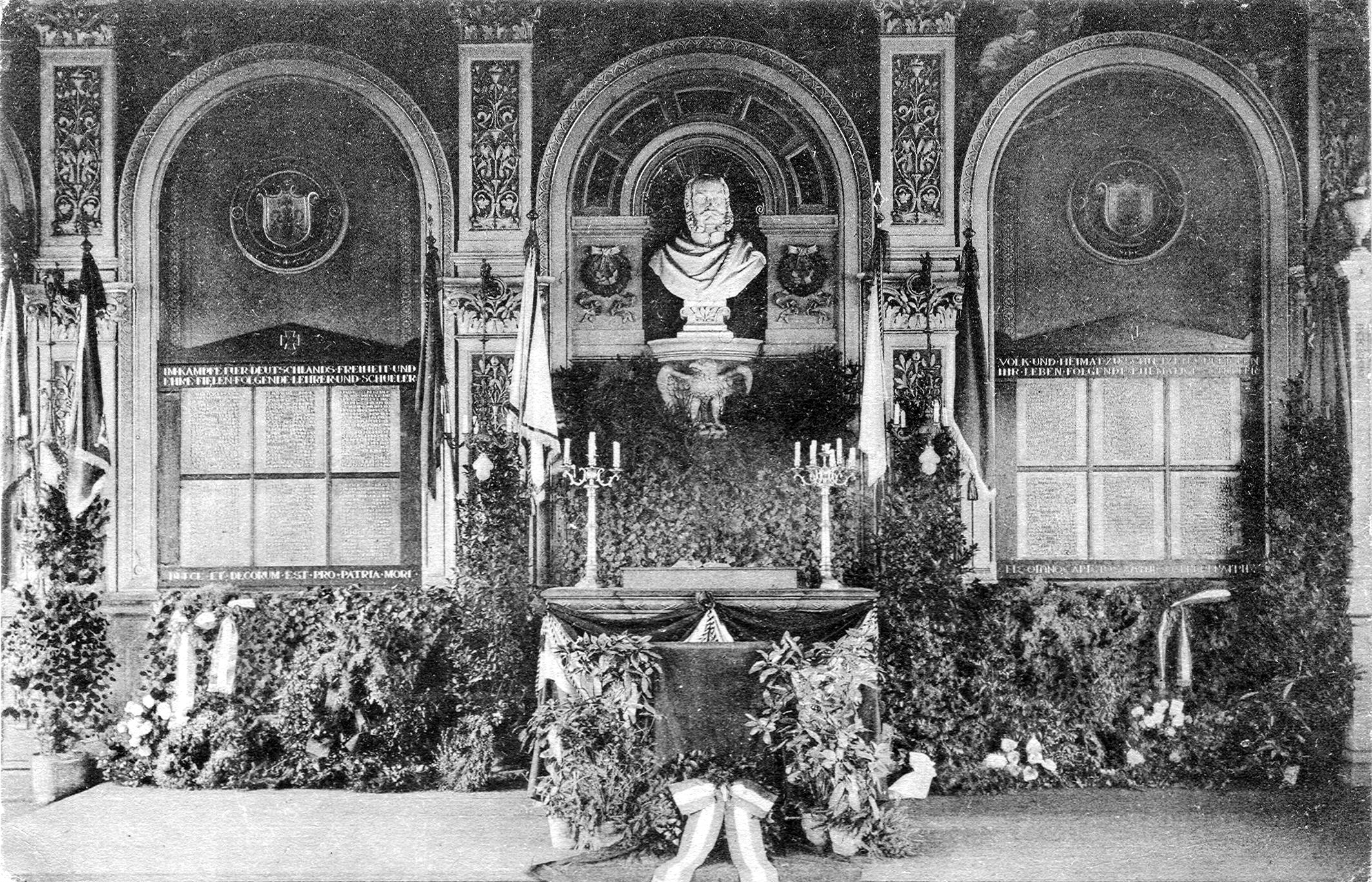
Hannover Kaiserbüste und Gedenkhalle im Kaiser-Wilhelm-Gymnasium
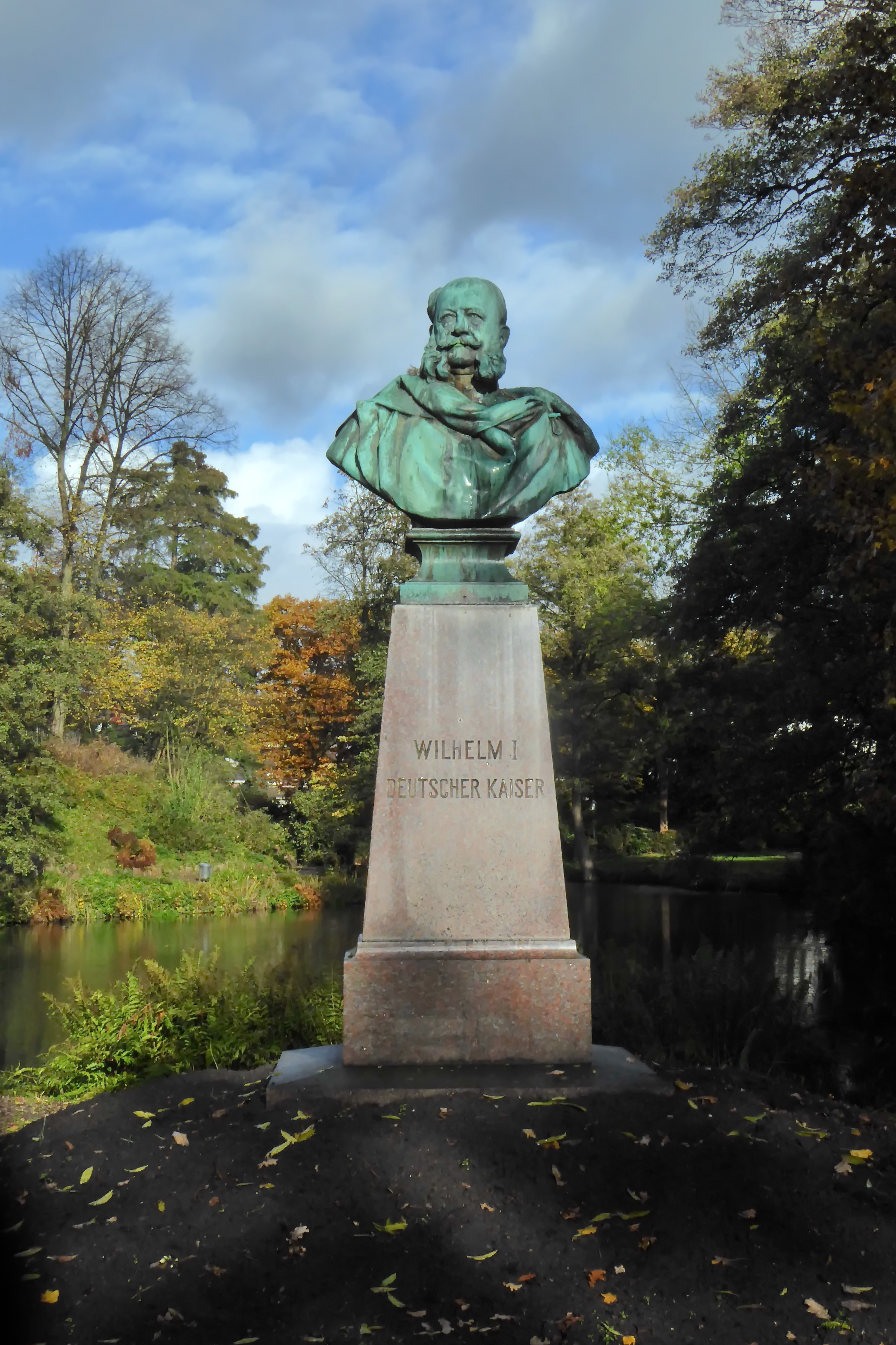
Hamburg-Bergedorf Büstendenkmal vom Kaiser Wilhelm I im Bergedorfer Schlosspark

### Gedenksteine

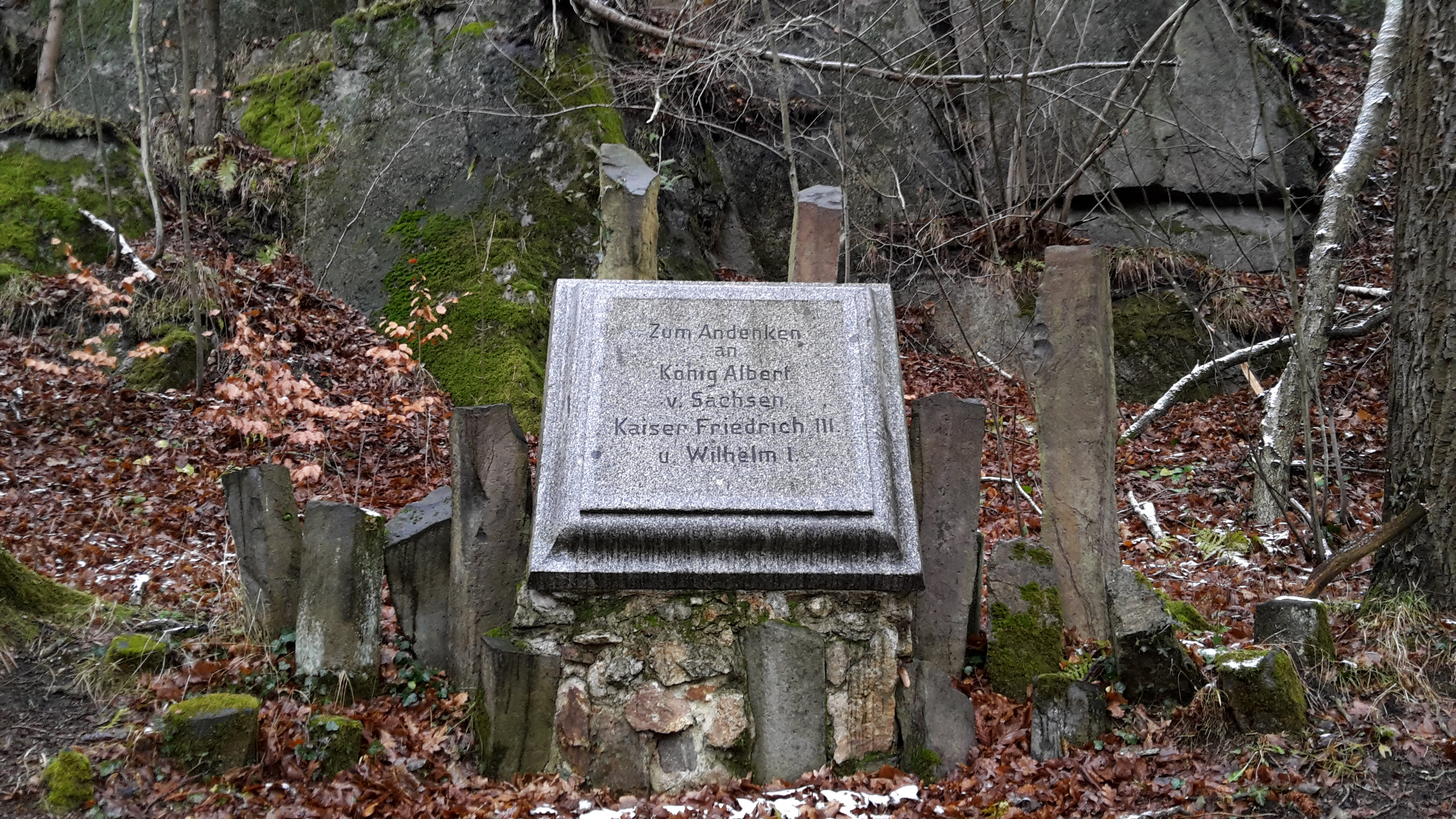
Tafel zum Andenken an König Albert von Sachsen, Kaiser Friedrich III. und Kaiser Wilhelm I.

- Tafel zum Andenken an König Albert von Sachsen, Kaiser Friedrich III. und Kaiser Wilhelm I.Alveslohe - Kaiser Wilhelm I. Gedenkstein. Inschrift: Kaiser Wilhelm I; 1861 - 1888
- Bad Segeberg - Kaiser Wilhelm I. Gedenkstein mit preußischem Adler der Weltkugel in den Klauen hält. Inschrift: Wilhelm der Große

- Koblenz - Denkmal für Kaiser Wilhelm I. und Kaiserin Augusta, Gedenkstein zur Erinnerung an Goldene Hochzeit
- Mosigkau - Kaiser Wilhelm I. Gedenkstein bei Dessau. Inschrift: Dem Kaiser Wilhelm I -.- Gem. Mosigkau 1891
- Rosentahl (Zittau) - Gedenkstein mit Inschrift: Zum Andenken an König Albert von Sachsen, Kaiser Friedrich III. und Wilhelm I.
- Sparrenfelde / Provinz Pommern – Kaiser-Wilhelm-I.-Gedenkstein zur Erinnerung an den vormaligen Aufenthalt des Kaisers anlässlich einer Truppenparade im Jahre 1887.

### Denkmäler mit Reliefdarstellungen und -medaillons
| Adenau                     | Kaiser-Wilhelm-Turm, auf der Hohe Acht, Hochrelief mit Medaillon über der Eingangstür |
| Bad Berleburg              | Kriegerdenkmal 1866 und 1870/71 mit Kaiser Wilhelm I.-Relief, auf dem Marktplatz, am 18. November 1901 enthüllt, Entwurf durch den Berliner Bildhauer Arnold Künne nach einer Idee des Berliner Malers Richard Winckel |
| Bad Bibra                  | Kaiser Wilhelm I.-Denkmal mit Reliefbildnis |
| Bad Grund                  | Kaiser Wilhelm I.-Kolossalrelief, am Hübichenstein von Bildhauer Georg Wilhelm Bode |
| Bad Kösen                  | Obelisk mit Relief, gestiftet vom Kösener Senioren-Convents-Verband an der Rudelsburg |
| Bad Salzuflen              | Kaiser Wilhelm I.-Denkmal aus Findlingen mit Reliefbildnis und Adler |
| Bad Schussenried           | Kaiserstein mit Reliefmedaillon des Kaisers Wilhelm I., auf dem Findling ein auffliegender Adler |
| Bonn                       | Kaiser-Wilhelm-Denkmal auf dem Venusberg, 1897 aus Anlass des 100. Geburtstages von Kaiser Wilhelm inmitten des damaligen Kaiser-Wilhelm-Parks aufgestellt |
| Friedland/Meckl.           | Kaiser Wilhelm I.-Gedenkstein (pyramidenartig aus Feldsteinen mit eingesetztem Relief), nach 1945 zerstört |
| Hirschberg/Schlesien       | Steinpyramide mit Kaiser Wilhelm I.-Relief, W und Eisernem Kreuz; initiiert von dem Hirschberger Kaufmann Zelder und geschaffen nach Plänen des Bildhauers Karl Schuler. Die Steine für die Pyramide wurden von Mitgliedern des Männerturnvereins Hirschberg Stück für Stück auf den Berg getragen und dort zu einer Pyramide zusammengefügt. Am 26. Mai 1888 konnte das Bauwerk vollendet werden. Die Enthüllung fand zwei Tage später statt. Anfang der 1930er Jahre wurde das Denkmal erneuert. |
| Hückeswagen                | Kriegerdenkmal von 1910 an der Bahnhofstraße (Schlosshang); der Mittelblock des Denkmals enthält ein Relief mit dem Doppelbildnis der Kaiser Wilhelm I und Friedrich III. |
| Lommersum                  | von Bildhauer Peter Quirin aus Kyllburg, Denkmal mit Reliefmedaillon, 1887 errichtet |
| Neustadt an der Weinstraße | Das 1812 eingeweihte Denkmal steht auf dem Kaiser Wilhelmsplatz. Dieser ist im Wald oberhalb von Neustadt-Hardt gelegen. Das ursprünglich vorhandene Porträt von Kaiser Wilhelm I. wurde bei der Erneuerung von Platz und Gedenkstein 1980 durch eine Tafel ersetzt. |
| Pewsum                     | Kriegerdenkmal Manningastraße, im Kreisverkehr, am 10. September 1911 enthüllt. Auf der Vorderseite befindet sich ein Medaillon mit dem Abbild des Kaisers Wilhelm I. |
| Radevormwald               | Kriegerdenkmal mit Relief-Darstellung des Kaisers Wilhelm I auf dem Marktplatz; am 2. September 1906 eingeweiht. |
| Strasburg/Uckermark        | von Bildhauer Albert Manthe, Kaiser-Obelisk, 1892 enthüllt, nicht erhalten |
| Suhlendorf                 | Kriegerdenkmal 1870/71 in Form einer verzierten Stele mit gekröntem Adler auf einer Kugel auf der Spitze. Der Standort des Denkmals befindet sich am alten Marktplatz. Auf der rechten Seite der Stele ist ein Kaiser Wilhelm I.-Relief angebracht. |
| Teupitz                    | Kaiser Wilhelm- und Kriegerdenkmal mit Kaiserkrone, einem Relief des Kaisers, einem Eisernen Kreuz sowie einem preußischen Adler. Relief und Adler verschwanden, das Denkmal wurde 1966 zum Friedens-Denkmal umgestaltet. |
| Waren/Müritz               | Kaiser Wilhelm-Stein mit Bronzerelief und Adler. Nach 1945 Stein umgewidmet zur Erinnerung an 224 in Waren-Retzow zu Tode gekommene KZ-Häftlinge |
| Wyk auf Föhr               | Sandsteinstele mit Metallapplikationen, auf Sockel, auf dem Behördenparkplatz der Wyker Stadtverwaltung. Die Enthüllung fand am 2. September 1895 statt. |

Galerie
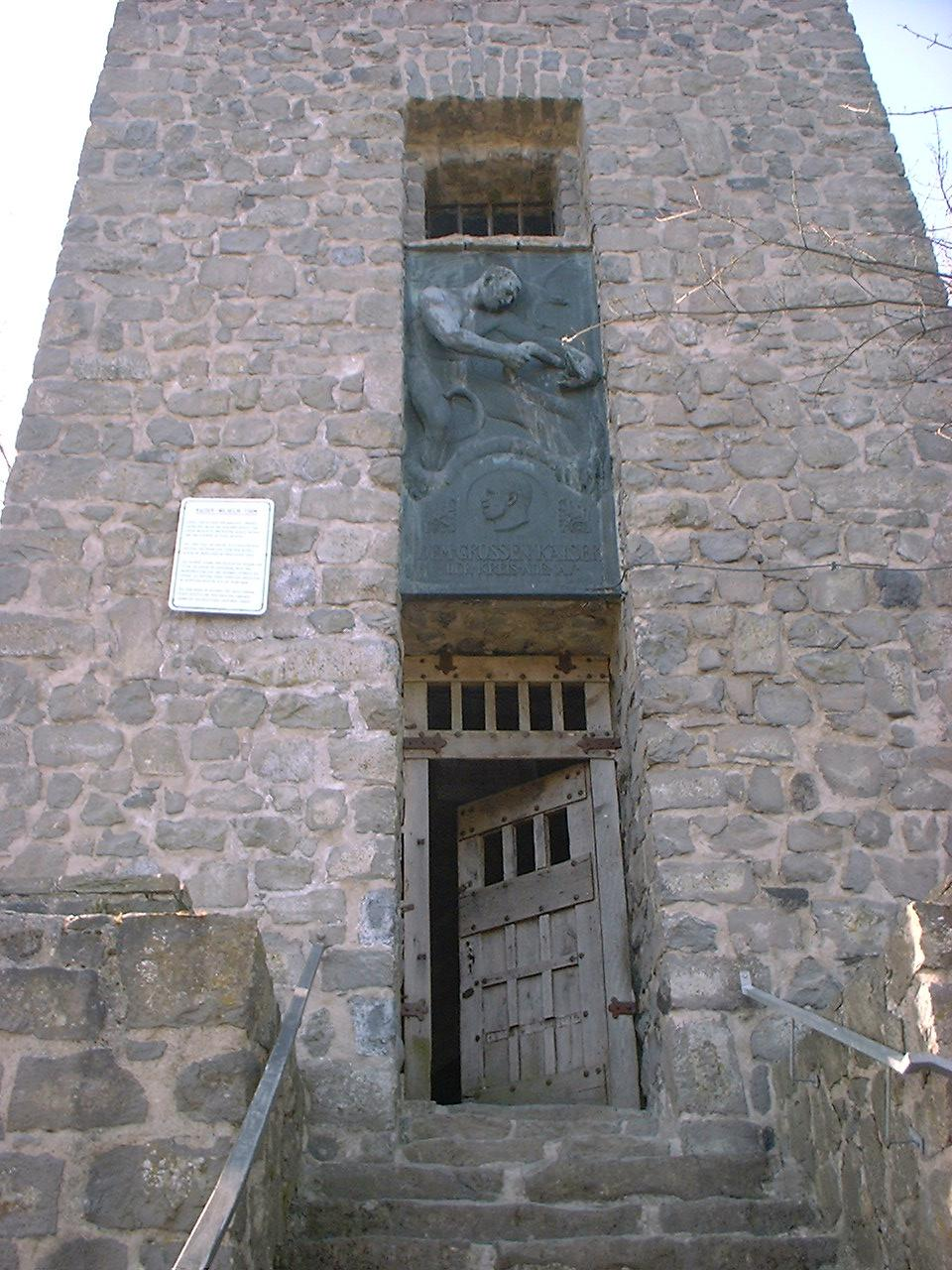
Adenau: Der Eingang zum KW-Turm auf der Hohe Acht
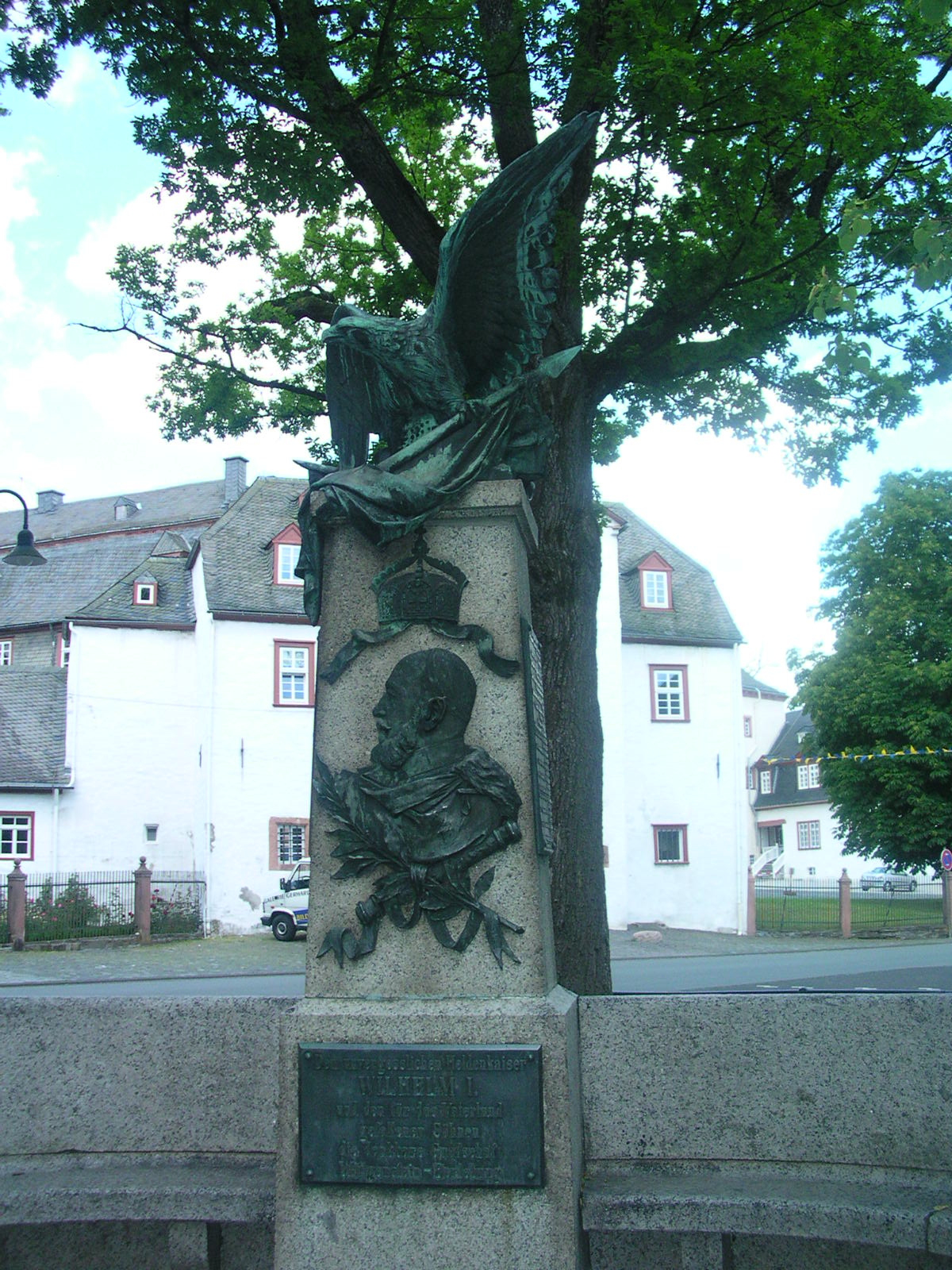
Bad Berleburg: Kriegerdenkmal 1866 und 1870/71 mit Kaiser Wilhelm I.-Relief
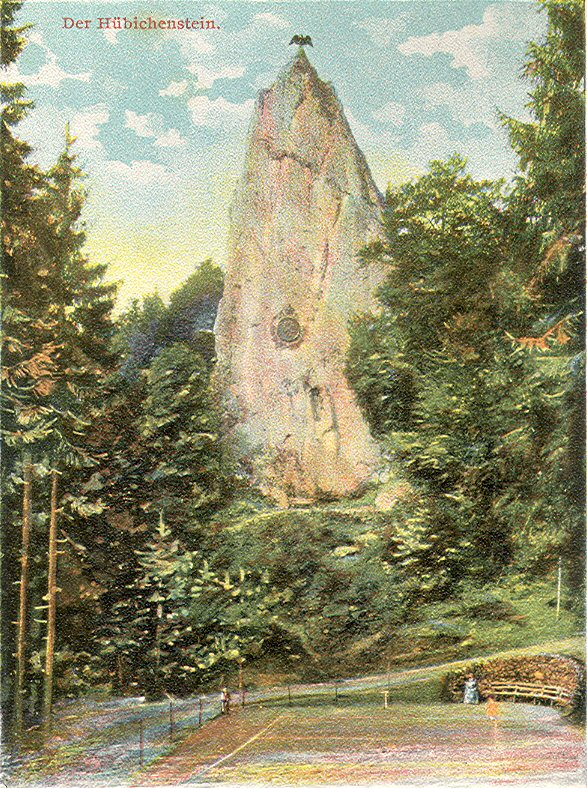
Bad Grund: Der Hübichenstein mit Kaiserrelief und Adler
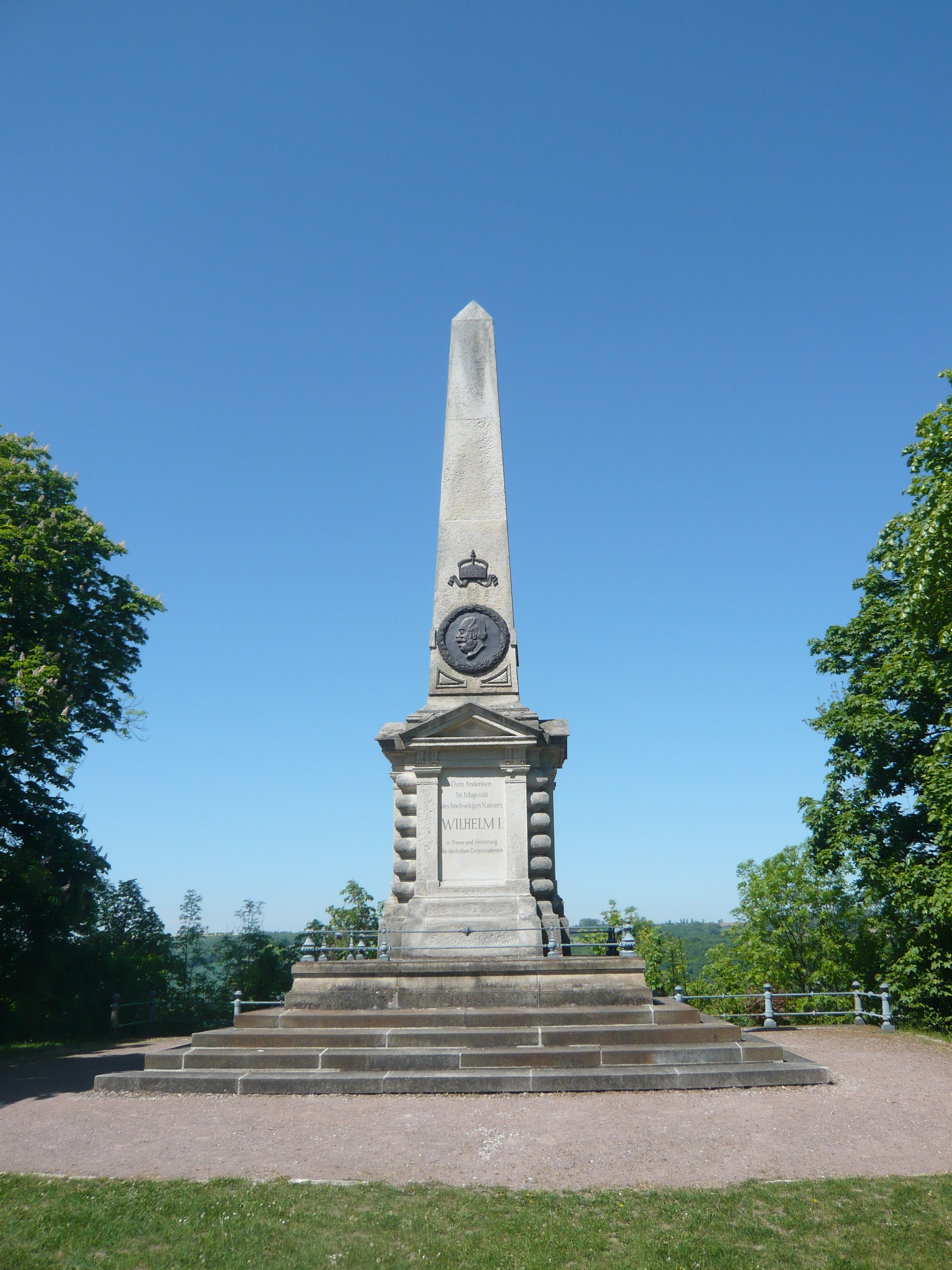
Bad Kösen, Rudelsburg: Der Kaiser-Obelisk
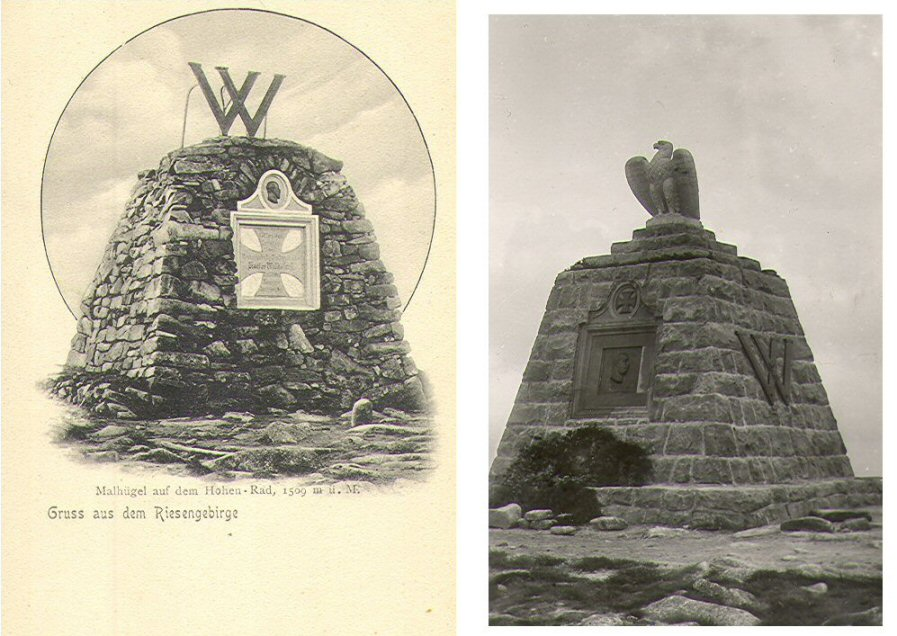
Hirschberg: Kaiser Wilhelm-Pyramide auf dem Hohen Rad
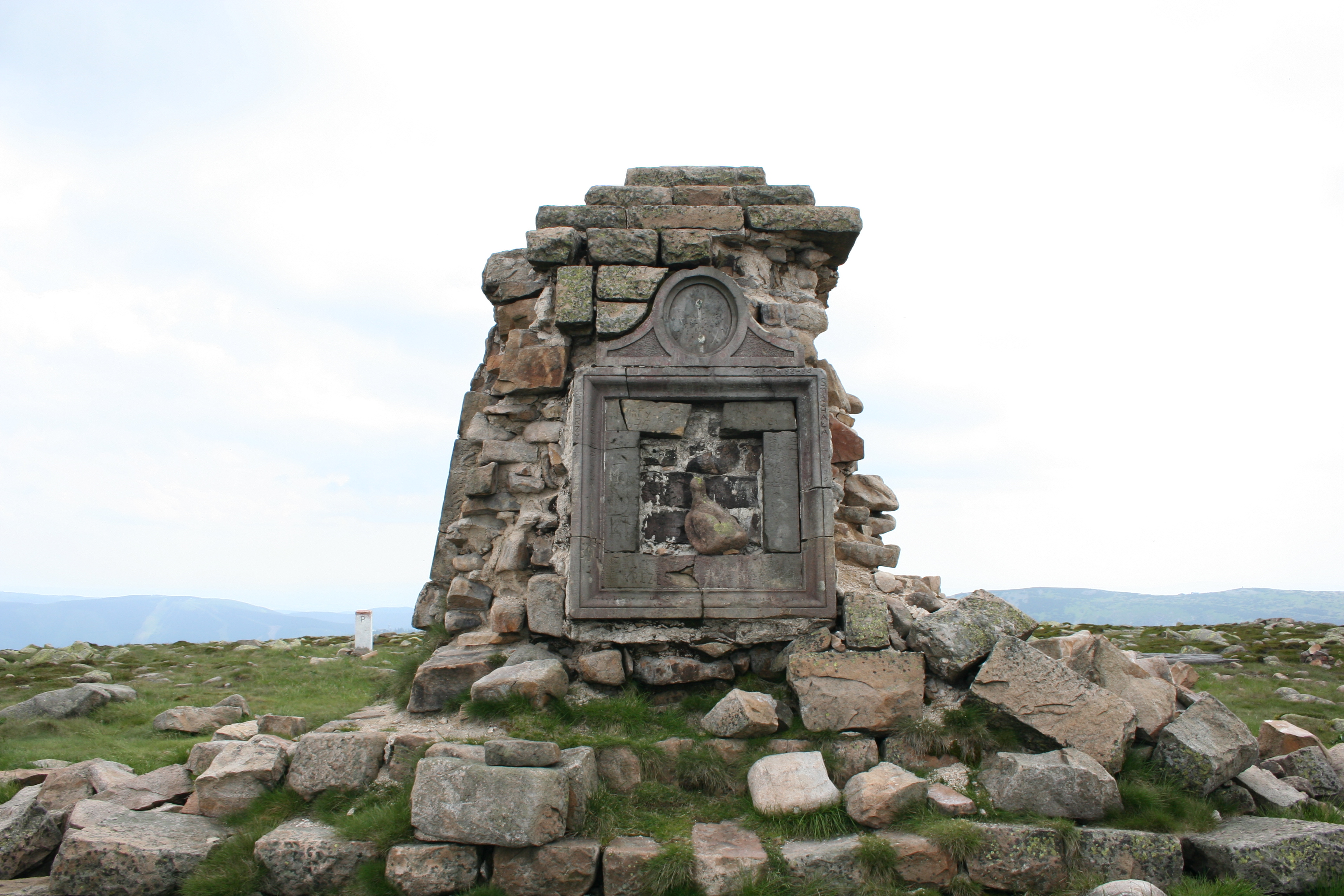
Das verfallene Monument auf dem Hohen Rad heute
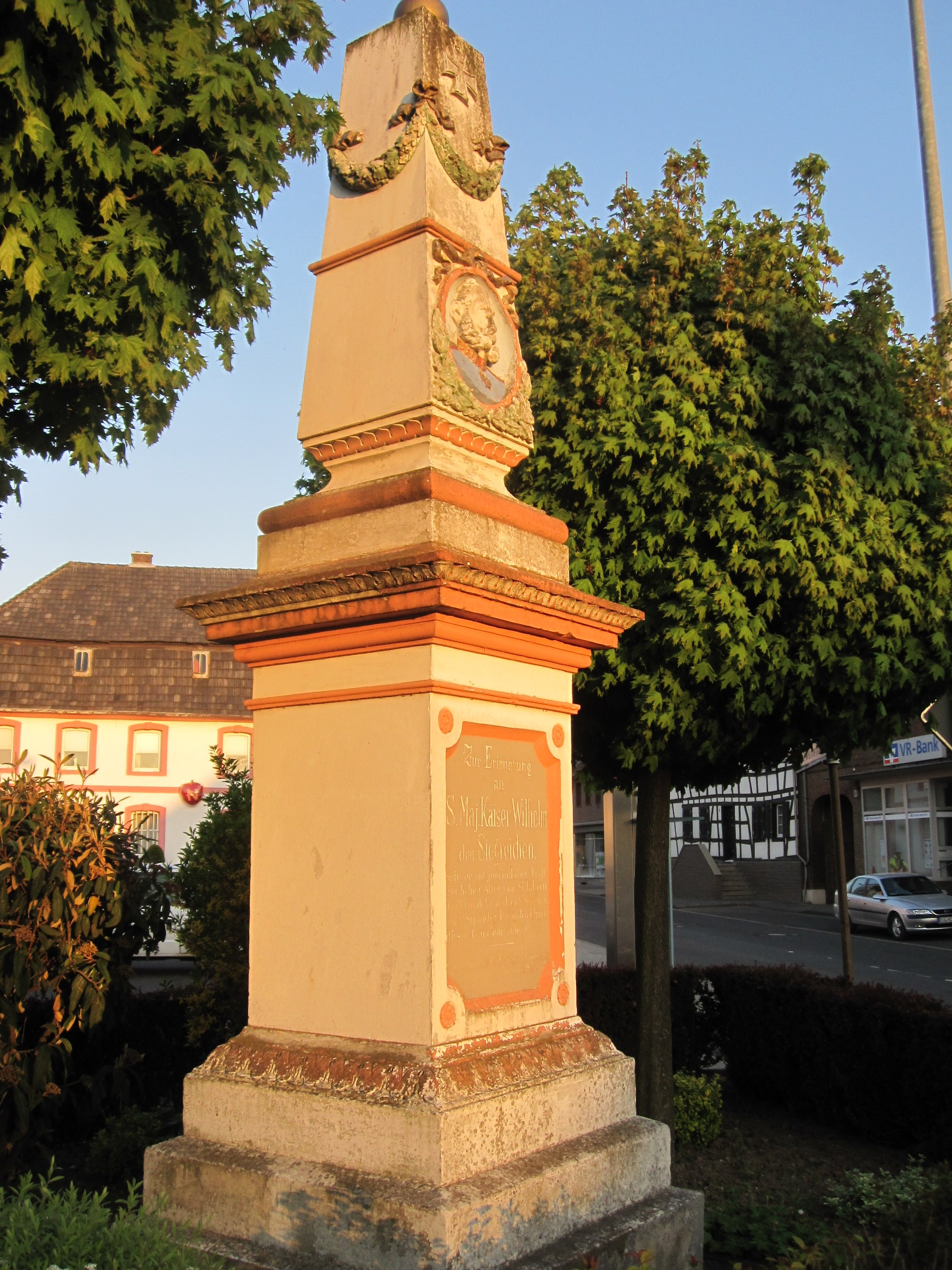
Lommersum: Das Denkmal auf dem Kaiser-Wilhelm-Platz
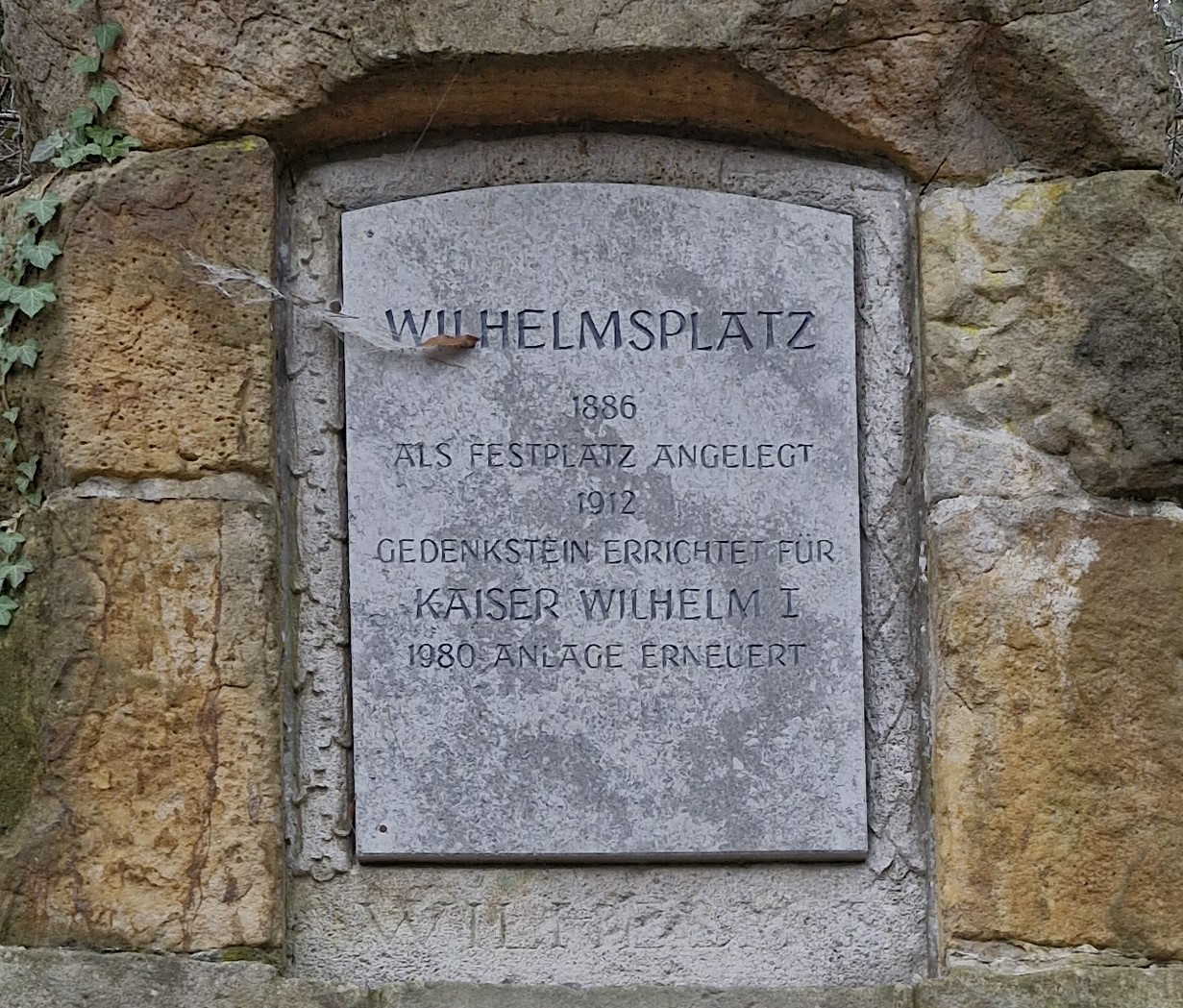
Neustadt Weinstraße: Gedenkstein für Kaiser Wilhelm I. auf dem Wilhelmsplatz in Neustadt-Haardt
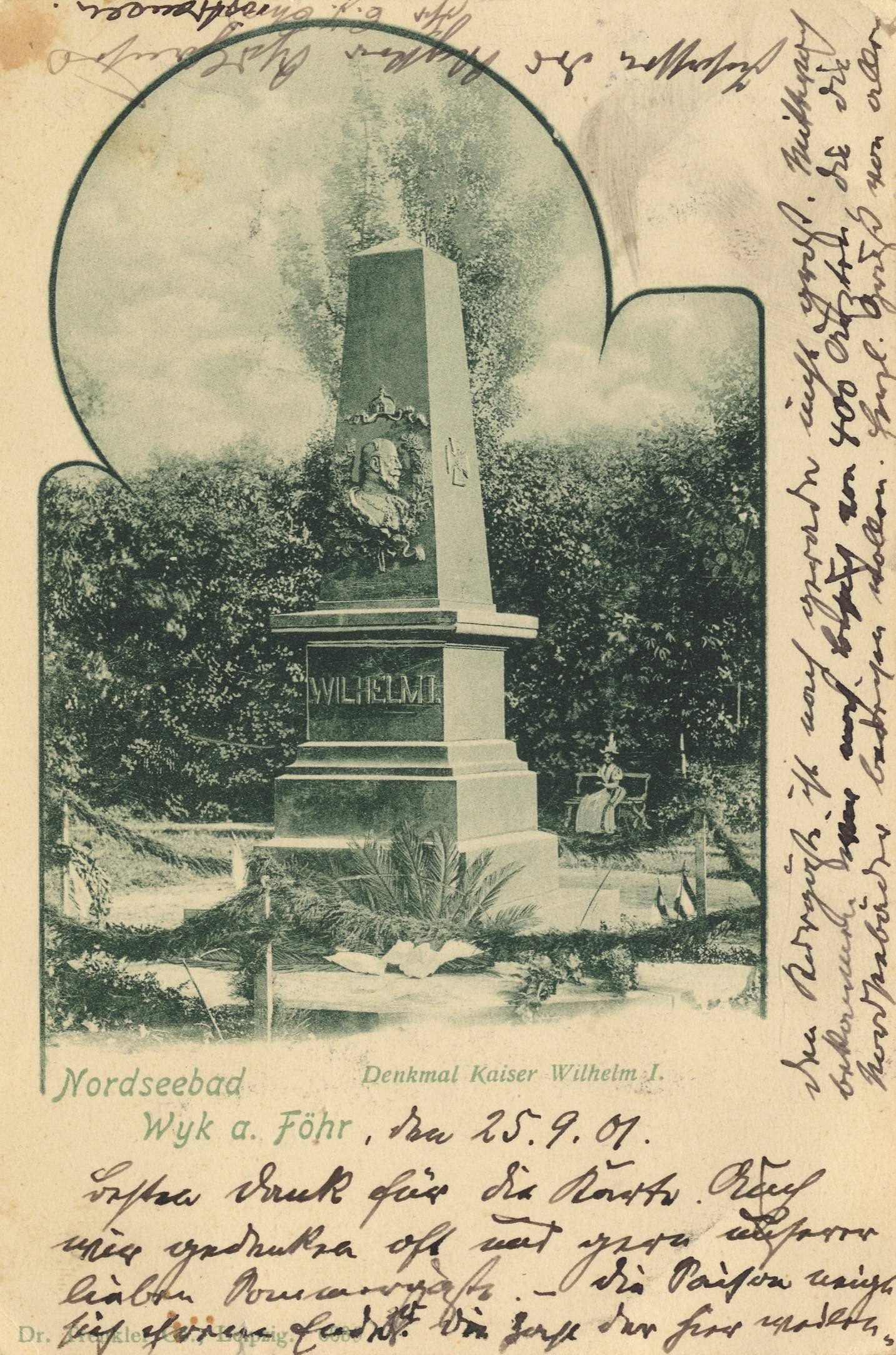
Wyk auf Föhr: Denkmal Kaiser Wilhelm I.
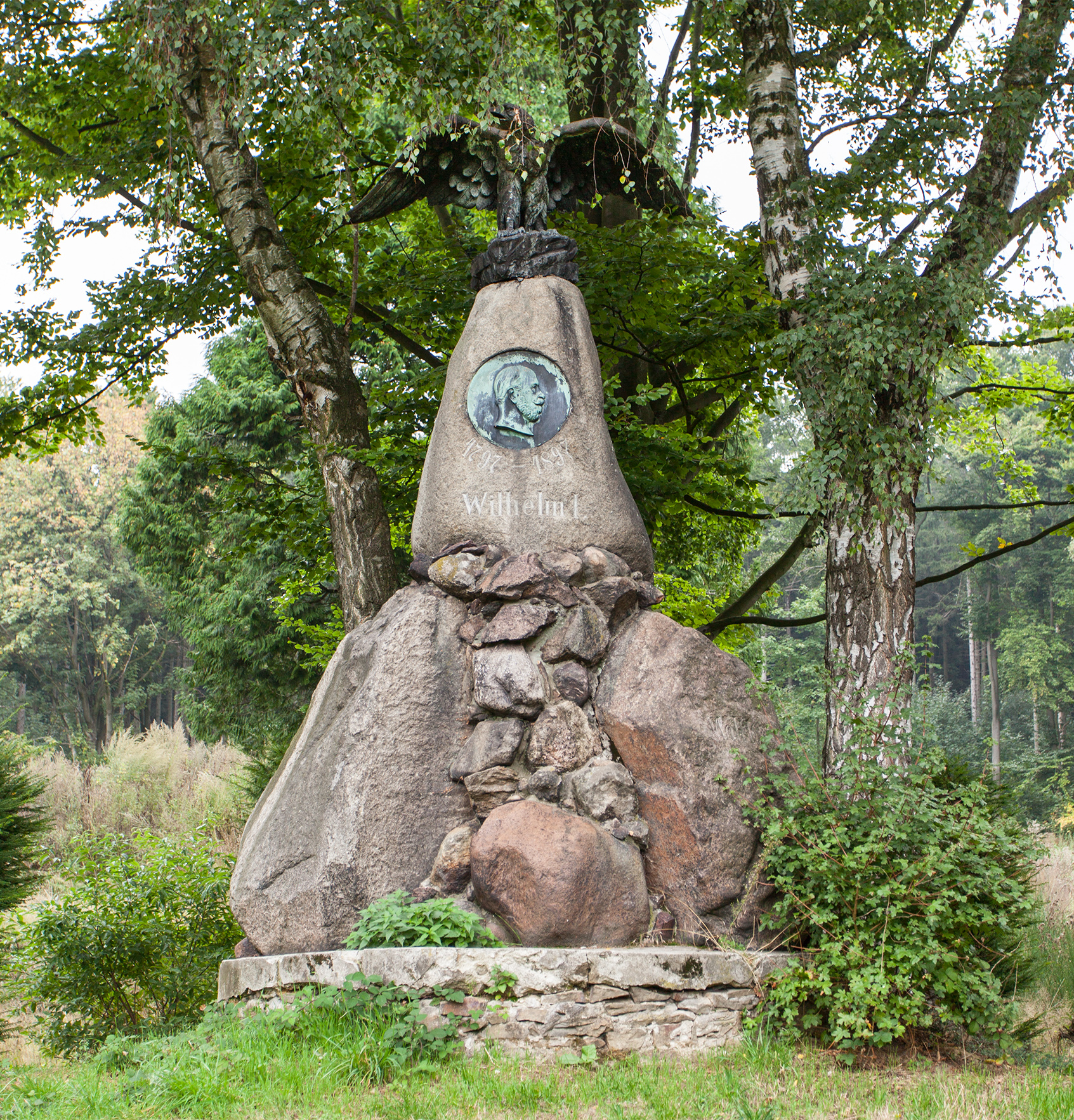
Bad Salzuflen: Kaiser Wilhelm I.-Denkmal mit Reliefbildnis und Adler

### Türme, die in ihrer Grundidee dem Andenken des Kaisers WilhelmI. gewidmet wurden

Galerie
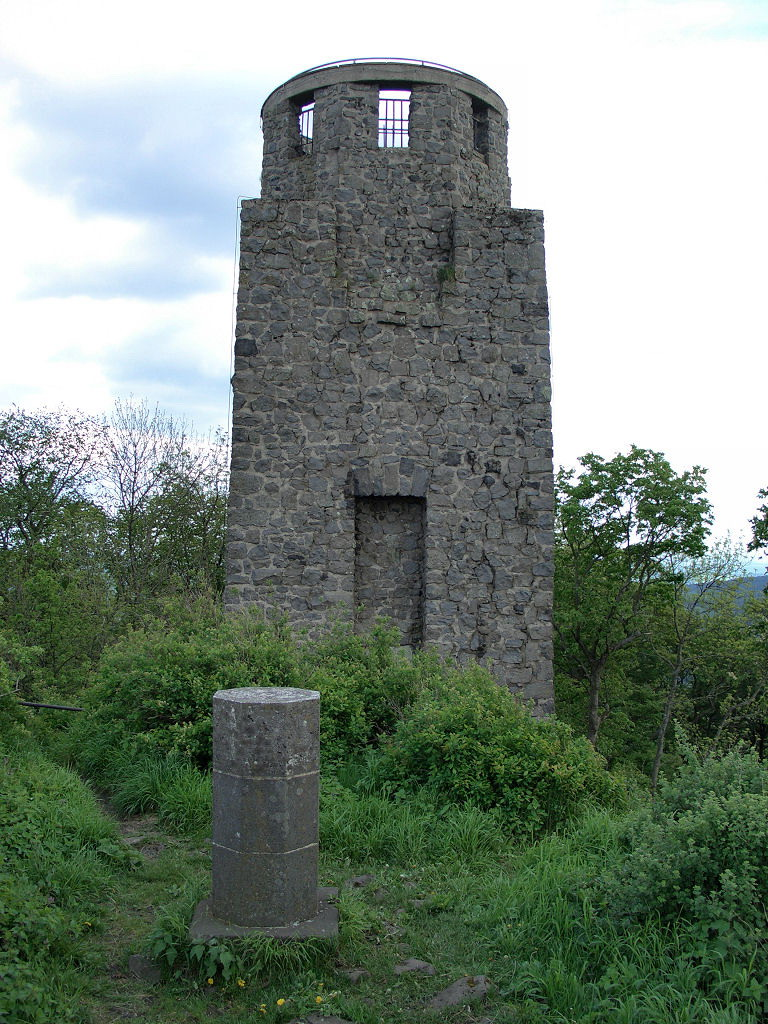
Adenau: Kaiser-Wilhelm-Turm auf der Hohe Acht (Rückseite)
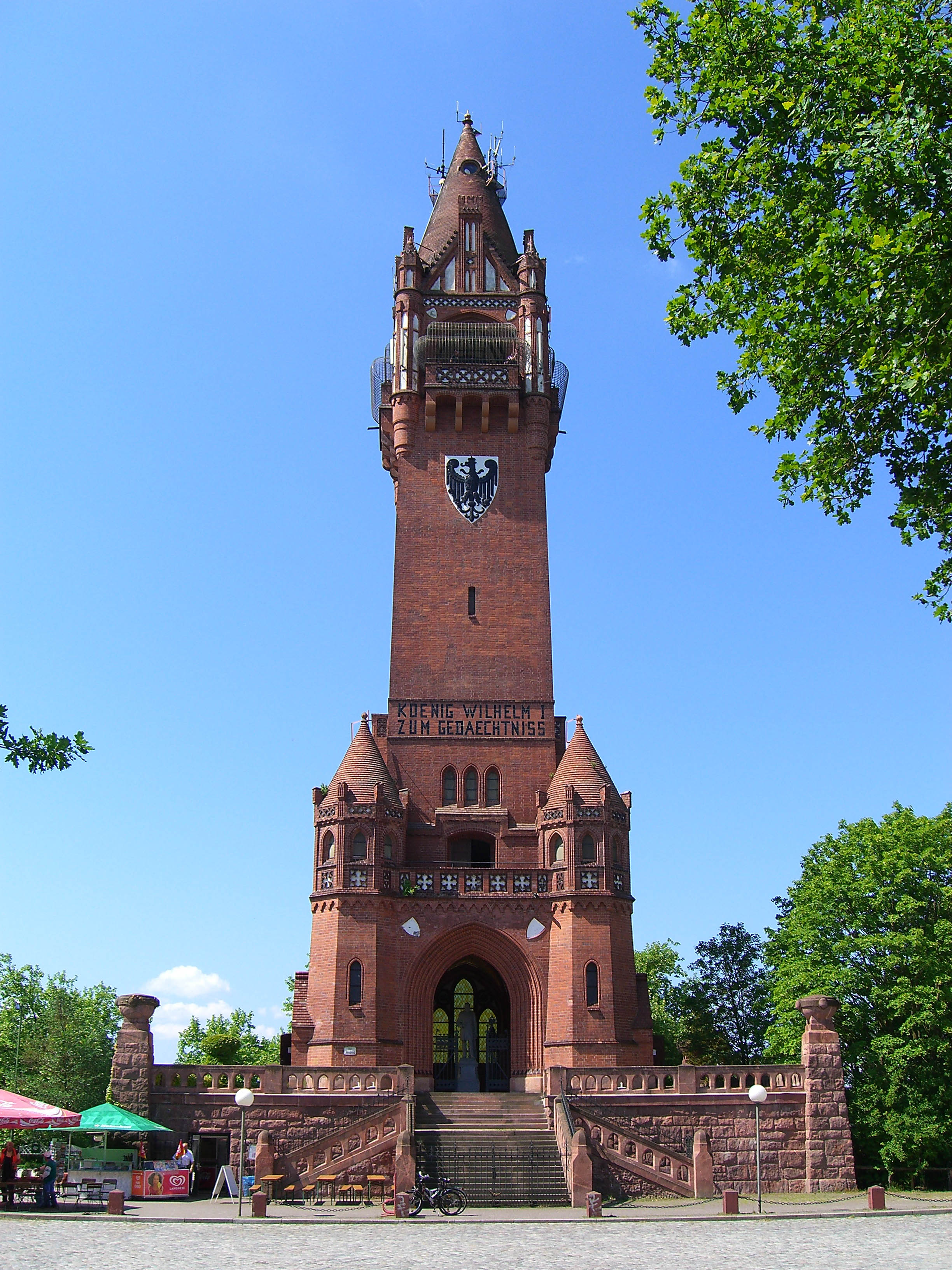
Berlin: Der Grunewaldturm
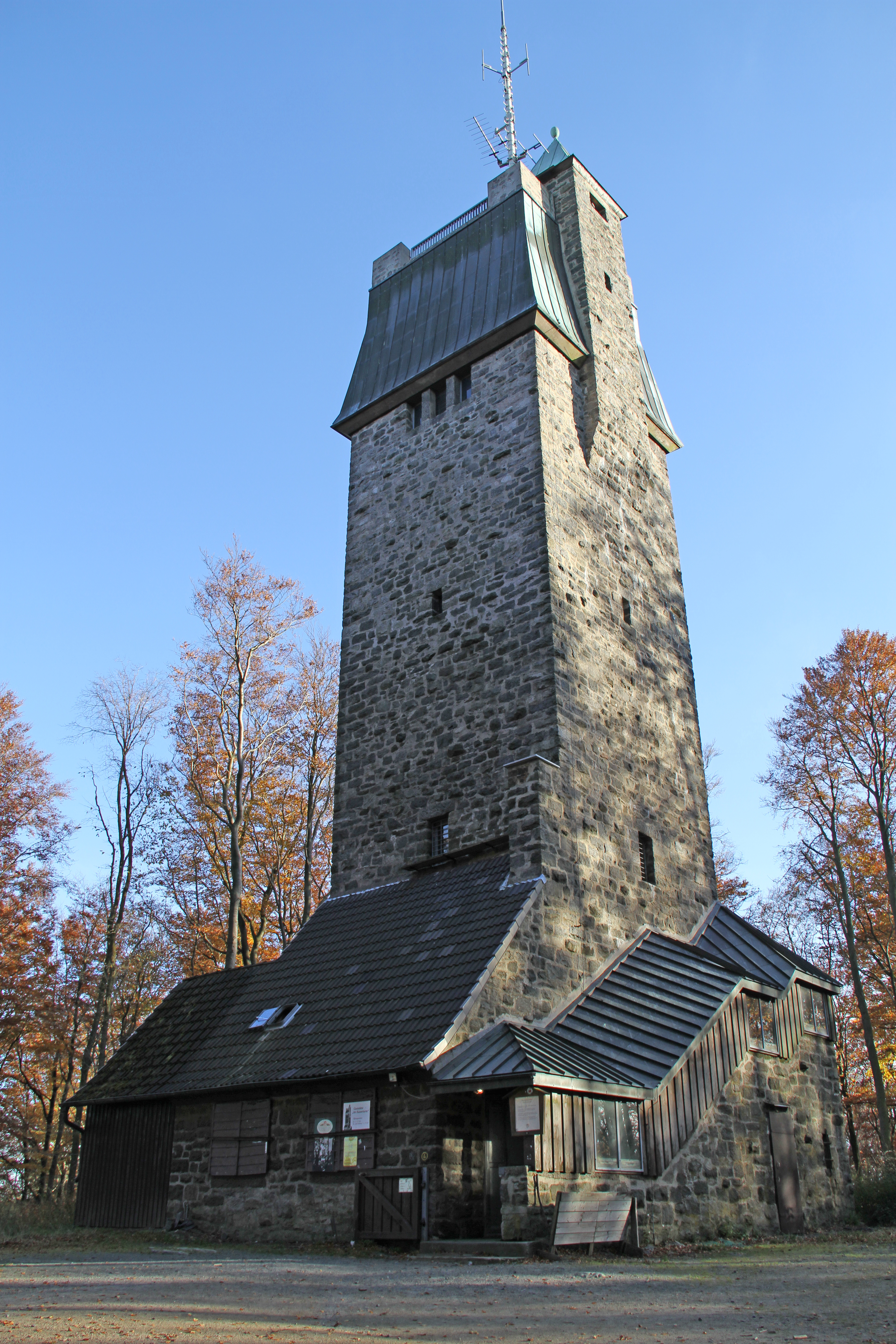
Gadernheim: Kaiserturm
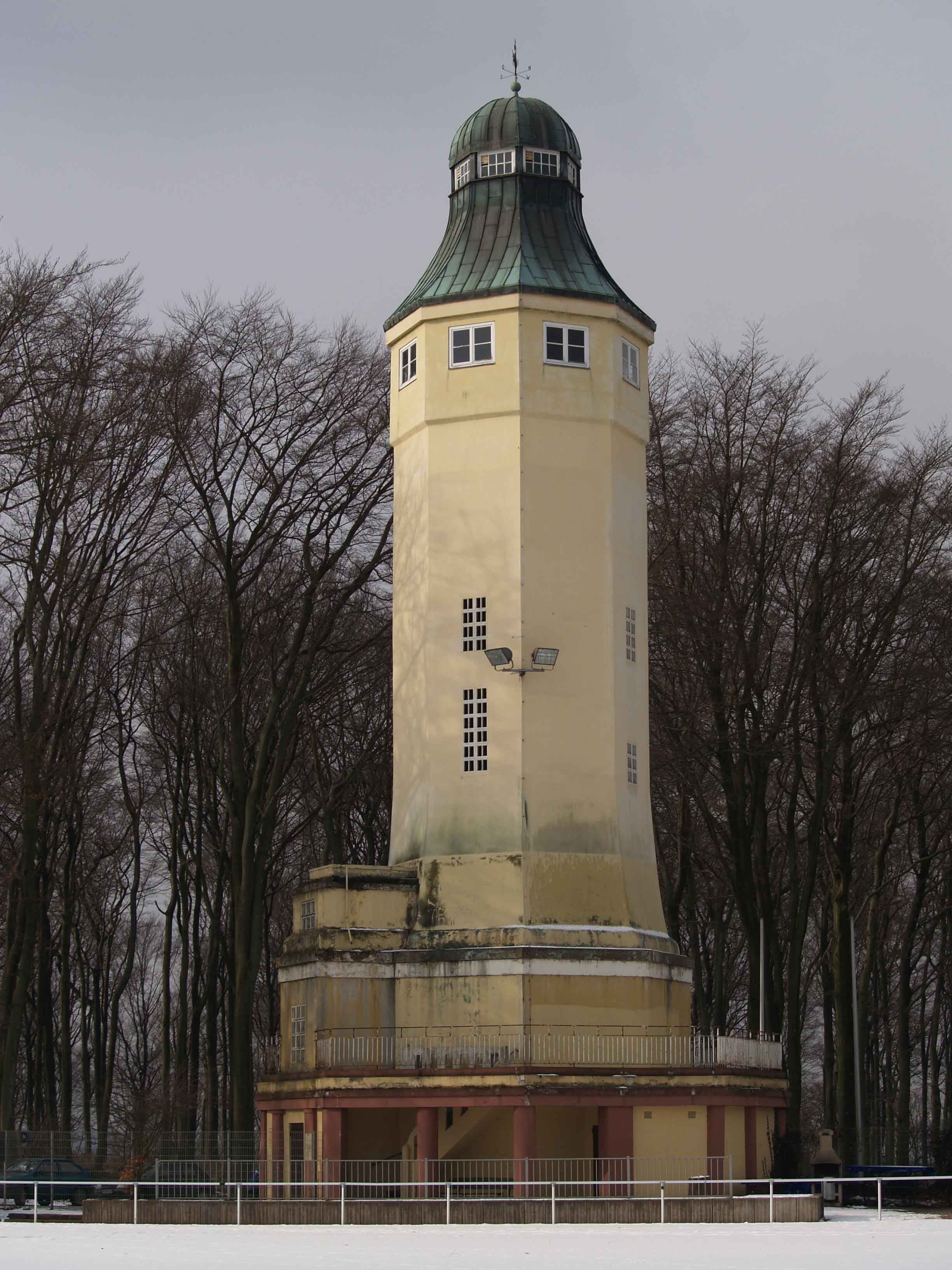
Herne: Kaiser Wilhelm-Turm (Wasserturm) an der Zeche Mont Cenis
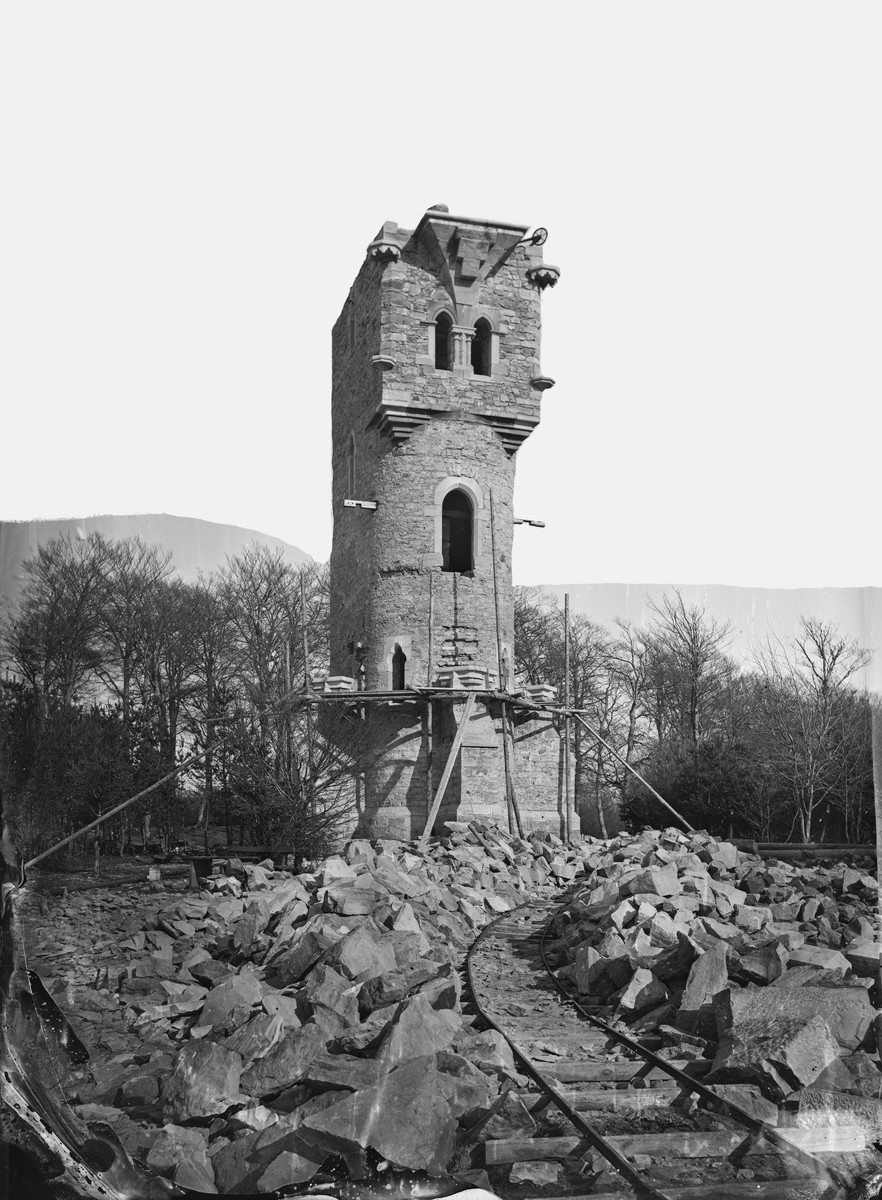
Marburg: Der erste KW-Turm (1876 eingestürzt)
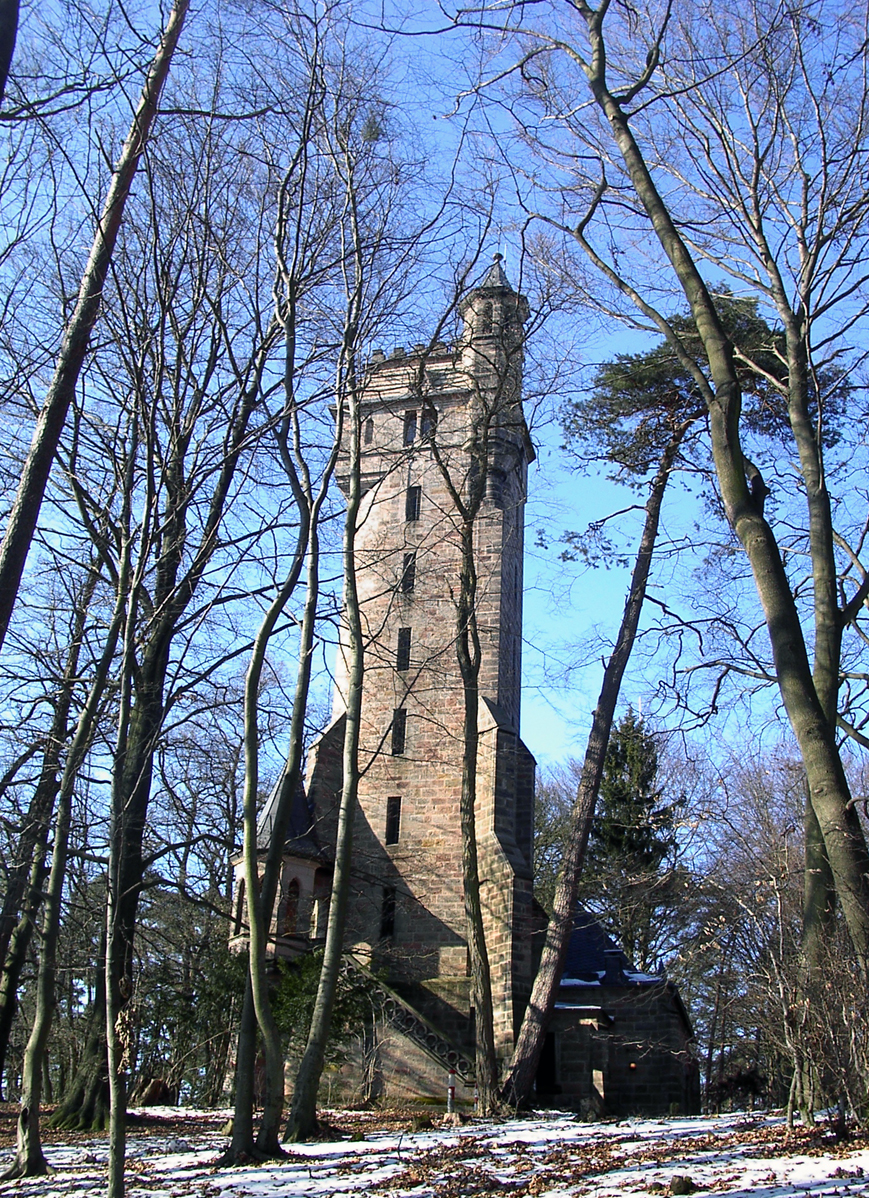
Marburg: Der Spiegelslustturm auf dem Ortenberg
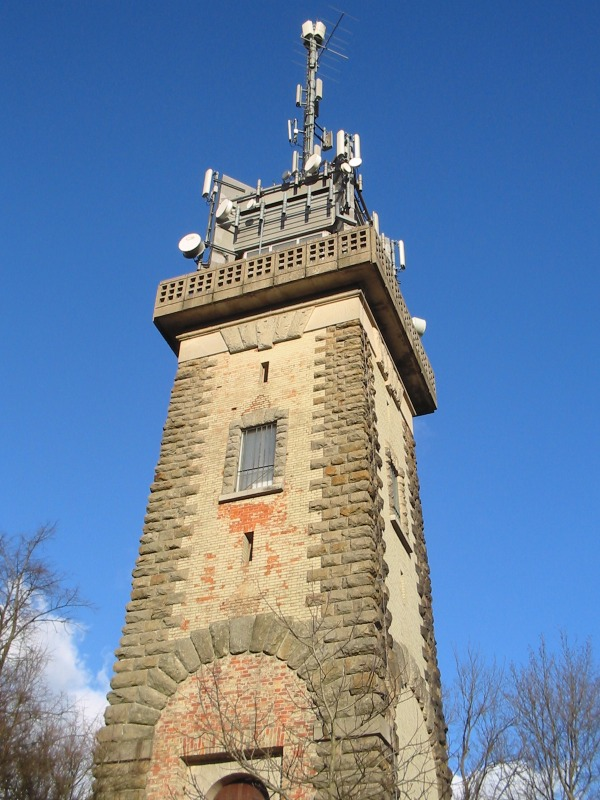
Tübingen: Der KW-Turm auf dem Österberg

| Adenau                               | s. o. |
| Arnstadt / Thüringen:                | Kaiser-Wilhelm-Turm (Alteburgturm) auf der Alteburg |
| Berlin                               | Grunewaldturm auf dem Karlsberg |
| Blankenburg am Harz                  | die Kaiserwarte |
| Debschwitz bei Gera                  | Fuchsturm auf dem Fuchsberg |
| Eberswalde                           | Kaiser-Wilhelm-Turm – Aussichtsturm mit Restaurant am 24. April 1945 durch abziehende deutsche Truppen gesprengt |
| Ehingen an der Donau                 | Kaiser-Wilhelm-Gedächtnisturm auf dem Wolfert |
| Essen                                | Kaiser-Wilhelm-Turm auf dem Hallo; im Zweiten Weltkrieg schwer beschädigt, Reste Anfang der 1970er Jahre gesprengt |
| Eutin (Schleswig-Holstein)           | Kaiser-Wilhelm-Turm (Eutin) am Kellersee |
| Gadernheim im denwald                | Kaiserturm auf der Neunkircher Höhe; Einweihung und Bestimmungsübergabe anlässlich des 25-jährigen Bestehens der Ortsgruppe Darmstadt des Odenwaldklubs am 7. Juli 1907. |
| Herne, Zeche Mont Cenis              | Kaiser-Wilhelm-Turm (Wasserturm) 1912/13, Entwurf: Alfred Fischer |
| Hirschberg (Provinz Schlesien)       | Kaiserturm auf dem Hausberg |
| Kaltenbronn bei Gernsbach            | Kaiser-Wilhelm-Turm auf dem Hohloh |
| Marburg                              | (1) Kaiser-Wilhelm-Turm, auf dem Ortenberg, (höchste Erhebung der Lahnberge östlich von Marburg), Baubeginn: 1874; nicht erhalten, in der Sturmnacht zum 13. März 1876 stürzte der 34,5 m hohe Aussichtsturm wegen baulicher Mängel ein. Über diesen Reinfall ist der Verein zur Errichtung eines Kaiserturmes so zerstritten, dass er sich auflöst. |
| Marburg                              | (2) „Siegesturm“, bekannt als Spiegelslustturm, auf dem Ortenberg, Plateau „Spiegelslust“, erhalten. Projektbeginn: 1886, Bauzeit 1887–1890, Feier der Einweihung und Eröffnung am 2. September (Sedantag) 1890 |
| Meffersdorf Lkrs. Lauban             | Turm „Mon Plaisir“ im Isergebirge. 1804 als Arbeitsbeschaffungsmaßnahme von Adolf Traugott von Gersdorff, Herr auf Schloss Meffersdorf, initiiert und aus eigenen Mitteln (6000 Taler) finanziert; 1805 fertig gestellt. 1850 erste Restaurierung. 1885 zweite Restaurierung; dabei Umwidmung zum Kaiser-Wilhelm-Turm, erhalten als Ruine. |
| Morbach im Hunsrück                  | Kaiserturm auf dem Erbeskopf, 1901 errichtet; nicht erhalten. Der Turm wurde zunächst als Aussichtsturm, später auch als Messstation der Wetterwarte Deuselbach genutzt. Während des Zweiten Weltkrieges wird der Turm zu militärischen Zwecken missbraucht. Nach dem Zweiten Weltkrieg gehörte der Erbeskopf zum Gelände des US-Truppenübungsplatzes Baumholder. 1961 wurde einer Forderung der US-Army nachgegeben: am 18. August wurde der Turm gesprengt. |
| Oliva bei Danzig (Prov. Westpreußen) | Kaiserturm auf dem Carlsberg (340 Fuß über NN); 1882 als Privatstiftung Kaiser Wilhelms I. errichtet; nicht erhalten |
| Orlamünde im Saaletal                | Kaiser-Wilhelm-Turm oberhalb der Saale, 409 m ü.NN. |
| Oswitz bei Breslau                   | Kaiser-Wilhelm-Turm auf der Schwedenschanze. Gestiftet durch den Breslauer Verschönerungsverein, am 30. August 1902 eingeweiht; nicht erhalten. |
| Bad Schmiedeberg                     | Kaiser-Wilhelm-Turm auf der „Schönen Aussicht“ in der Dübener Heide, Fertigstellung 1910, Instandsetzung 2006; Aussichtsturm mit Restaurant |
| Tübingen                             | Österbergturm auf der Kuppe des Österberges. Errichtet als erstes Kaiser-Wilhelm-Denkmal im Königreich Württemberg, wird der Turm heute als Sendemast genutzt. Dazu wurde 1963 die Spitze entfernt. |
| Wernigerode im Harz                  | Kaiser-Wilhelm-Turm auf dem Armeleuteberg |
| Wölfelsgrund (Kreis Habelschwerdt)   | Kaiser-Wilhelm-Turm auf dem Glatzer Schneeberg (1423 m ü. NN). Die seit 1945 zuständigen polnischen Behörden als „Verwalter“ der ehemaligen deutschen Ostprovinzen ließen den Turm verfallen; wegen Baufälligkeit wurde er am 11. Oktober 1973 gesprengt. |

- Galerie
- Adenau:
Kaiser-Wilhelm-Turm
auf der Hohe Acht (Rückseite)
- Berlin:
Der Grunewaldturm
- Gadernheim:
Kaiserturm
- Herne:
Kaiser Wilhelm-Turm (Wasserturm) an der Zeche Mont Cenis
- Marburg:
Der erste KW-Turm
(1876 eingestürzt)
- Marburg:
Der Spiegelslustturm
auf dem Ortenberg
- Tübingen:
Der KW-Turm
auf dem Österberg

### Kriegerdenkmale 1870/71 mit Reliefmedaillon des Kaisers WilhelmI.

Galerie
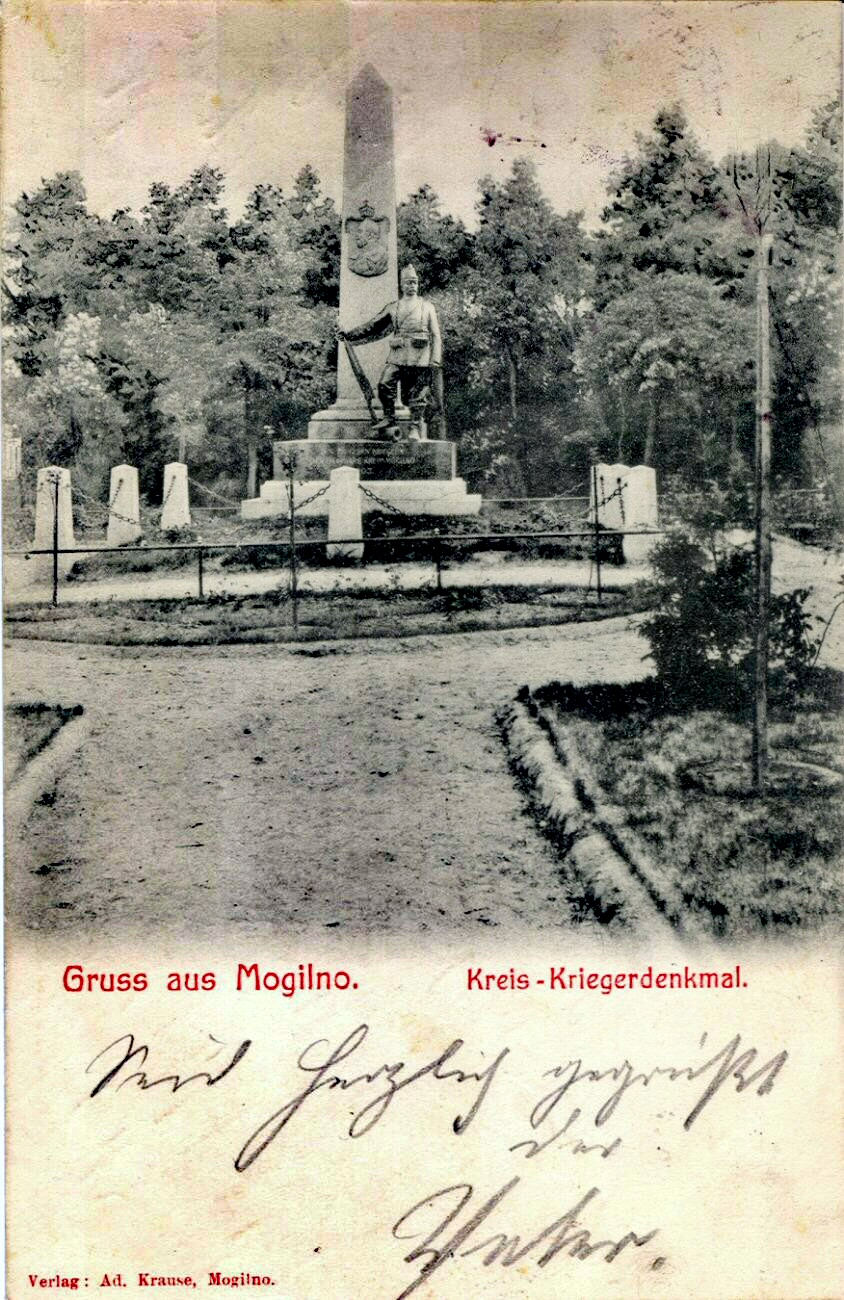
Mogilno/Prov. Posen: Kreis-Kriegerdenkmal 1870/71
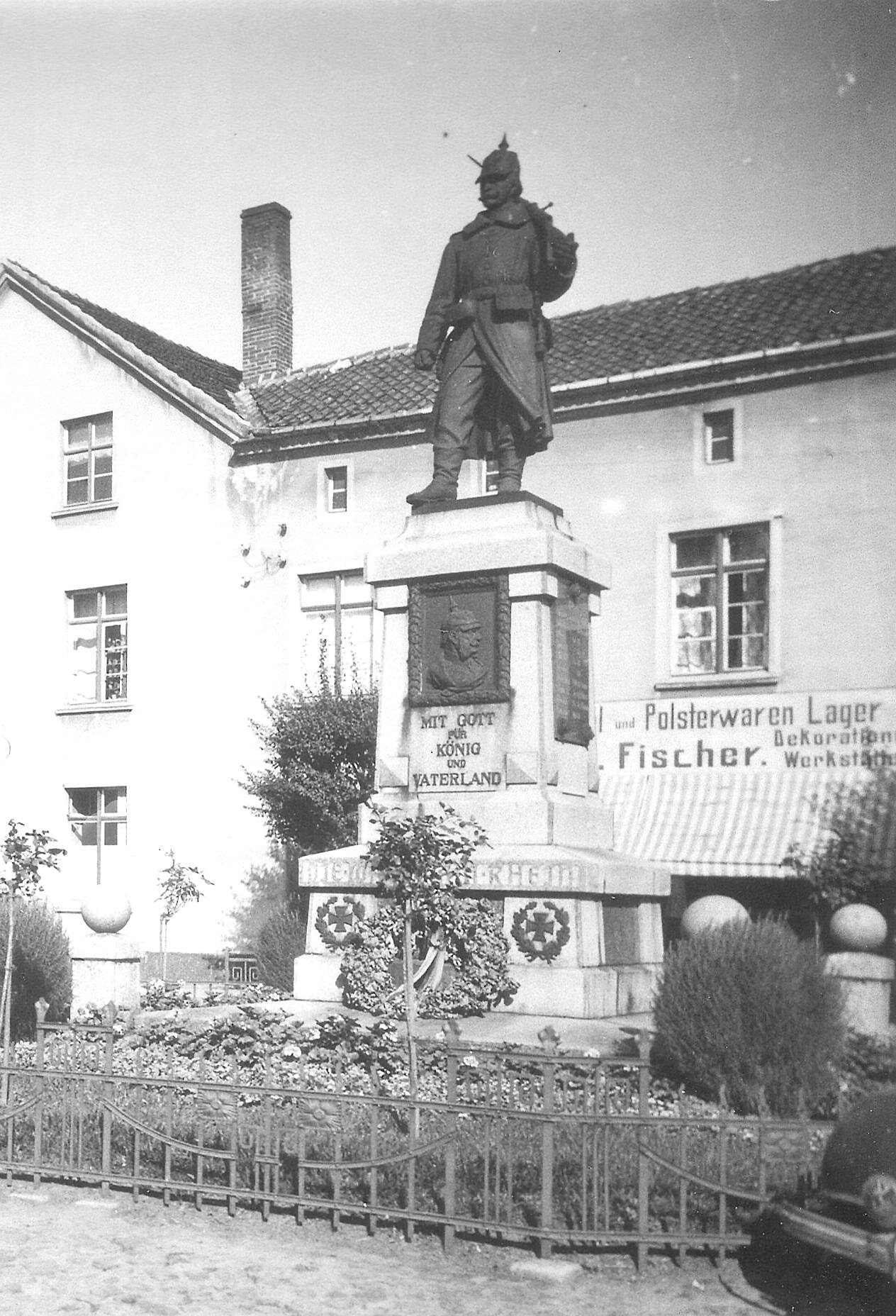
Riesenburg/ Prov. Westpreußen: Kriegerdenkmal 1870/71 mit Reliefbild
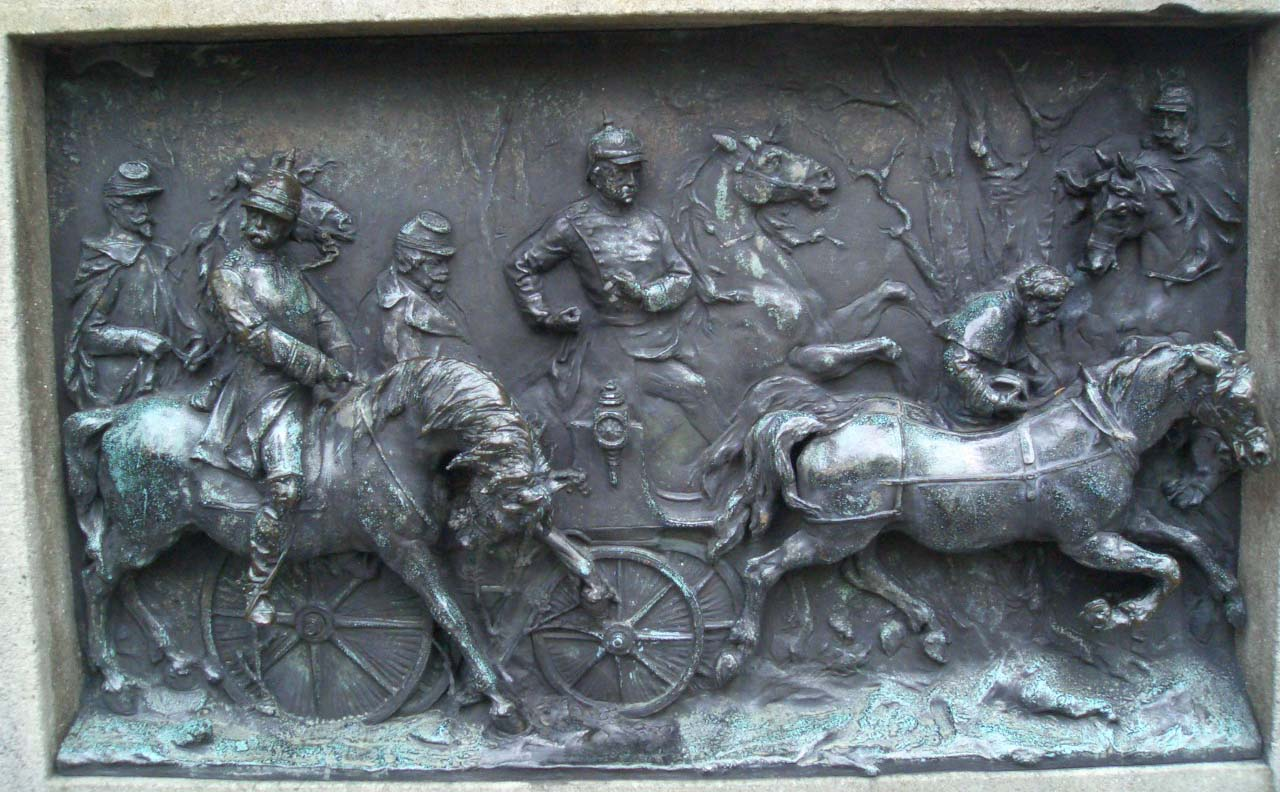
Bad Tölz/Bayern: Kriegerdenkmal 1870/71 Relief am Sockel

| Altena in Westfalen      | Relief an der Nordseite des Kriegerdenkmals; Entwurf: Architekt Giese, Halle |
| Amorbach in Bayern       | am Sockel des Kriegerdenkmals finden sich die Reliefmedaillons des Kaisers Wilhelm I. und des Königs Ludwig II. von Bayern |
| Apolda                   | An dem Sockel des Denkmals, das ursprünglich auf dem Schulplatz vor der Handelsschule stand, waren die Reliefs des Kaisers Wilhelm I., des Reichskanzlers Bismarck und des Großherzogs Karl Alexander von Sachsen zu sehen. Das Denkmal steht nicht mehr. |
| Bernkastel-Kues/Hunsrück | Auf dem Sockel stand ein Infanterist mit Fahne; nicht erhalten |
| Duisburg                 | Relief am Kriegerdenkmal im Stadtteil Homberg; enthüllt am 22. März 1887 zum Andenken an die gefallenen Kameraden (verlegt an das Rheinufer). |
| Herford                  | Relief am Kriegerdenkmal auf dem Alten Friedhof Herford; 1879 auf dem Alten Markt enthüllt, 1964 auf den Alten Friedhof verlegt. |
| Lübz                     | Relief am Kriegerdenkmal 1870/71, 1885 von Ludwig Brunow, erhalten |
| Malchin                  | Relief am Kriegerdenkmal 1870/71, 1877 von Adolph Siegfried (Gesamtentwurf von Baumeister Büschel), zerstört (nur Würfelpostament erhalten) |
| Moers                    | Relief am Kriegerdenkmal im Stadtteil Repelen |
| Mogilno/Provinz Posen    | Kreis-Kriegerdenkmal 1870/71, Relief am Obelisken, davor ein preußischer Jäger; 1903 errichtet |
| Neuss                    | Relief am Kriegerdenkmal für die Gefallenen der Einigungskriege von Wilhelm Albermann, 1878 enthüllt, Inschrifttafel mit Kaiserrelief auf der Kriegergedenkstätte auf dem Neusser Hauptfriedhof erhalten.                                                 |
| Plön                     | Relief am Parnass-Turm |
| Riesenburg/Westpreußen   | Bemerkenswert ist die Inschrift am Sockel – Ausgerechnet im tiefen Westpreußen steht da »DIE WACHT AM RHEIN«. |
| Rippberg                 | Relief am Kriegerdenkmal 1870/71 an der Abzweigung zum Bahnhof |
| Röbel                    | Relief am Kriegerdenkmal 1870/71, 1956 aus „verkehrstechnischen Gründen“ (Parkplätze für die Ärzte des Krankenhauses) abgebaut, Wiederaufstellung nicht realisiert                                                                                        |
| Vellahn                  | Relief am Kriegerdenkmal 1870/71, geweiht zum 100. Geburtstag des Kaisers am 22. März 1897, auch mit Relief Friedrich Franz II., ohne Reliefs erhalten |

- Galerie
- Mogilno/Prov. Posen:
Kreis-Kriegerdenkmal 1870/71
- Riesenburg/
Prov. Westpreußen:
Kriegerdenkmal 1870/71 mit Reliefbild
- Bad Tölz/Bayern:
Kriegerdenkmal 1870/71
Relief am Sockel

### Bäume
Häufig wurden Bäume – bevorzugt wurden Eichen – zu Ehren von Kaiser Wilhelm I. an meist prominenter Stelle gepflanzt oder bestehende Bäume ihm zu Ehren benannt. Ergänzend wurde häufig in der Nähe der Bäume ein entsprechender Gedenkstein errichtet.
- Kaiserreich in Aurich-Wiesens; auf dem Platz bei der Kirche wurde 1870 ein Ensemble von 13 Eichen gepflanzt. Zwölf Eichen wurden zu Ehren von zwölf Männern aus dem Dorf gepflanzt, die in den Krieg gezogen waren, die 13. Eiche wurde Wilhelm I. gewidmet.[7]
- Kaisereiche Berlin-Friedenau
- Kaisereiche Bonefeld
- Friedenseiche mit Gedenkstein in Görlitz; die Inschrift: Friedenseiche gepflanzt zur 25 jährigen Erinnerung an die durch Kaiser Wilhelm I. siegreich geführten Kriege und die damit errungene Einigung Deutschlands. Den Gefallenen zum Gedächtnis, den Lebenden zur Erinnerung, den kommenden Geschlechtern zur Nacheiferung. 10. Mai 1896
- Kaiser-Wilhelm-Linde in Kierspe
- Kaiser-Wilhelm-Eiche auf dem Marktplatz von Osterholz-Scharmbeck
- Wilhelmseiche mit Gedenkstein in der Ortsmitte von Ratekau
- Kaiser-Wilhelm-Eiche am Ortseingang von Roth (Rhein-Hunsrück-Kreis)
- Kaiser-Wilhelm-Eiche mit Gedenkstein im Wald nahe dem Schloss Gottorf in Schleswig
- Kaiser-Wilhelm-Eiche in den Eichanlagen („auf der Eich“) in Simmern (Hunsrück), gepflanzt am 22. März 1897
Daneben entstand im Jahre 1907 die Kaiser-Wilhelm-Grotte
- Kaiser-Wilhelm-Eiche im Byttnahain bei Straupitz (Spreewald)

Galerie
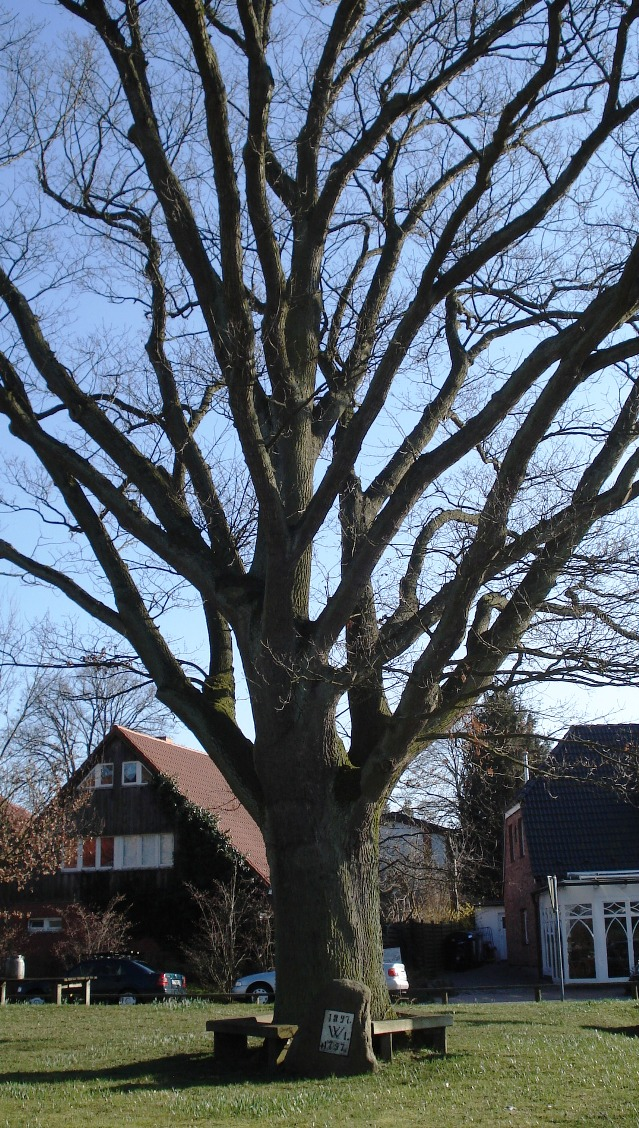
Die Wilhelmseiche mit dem Wilhelmsstein in Ratekau
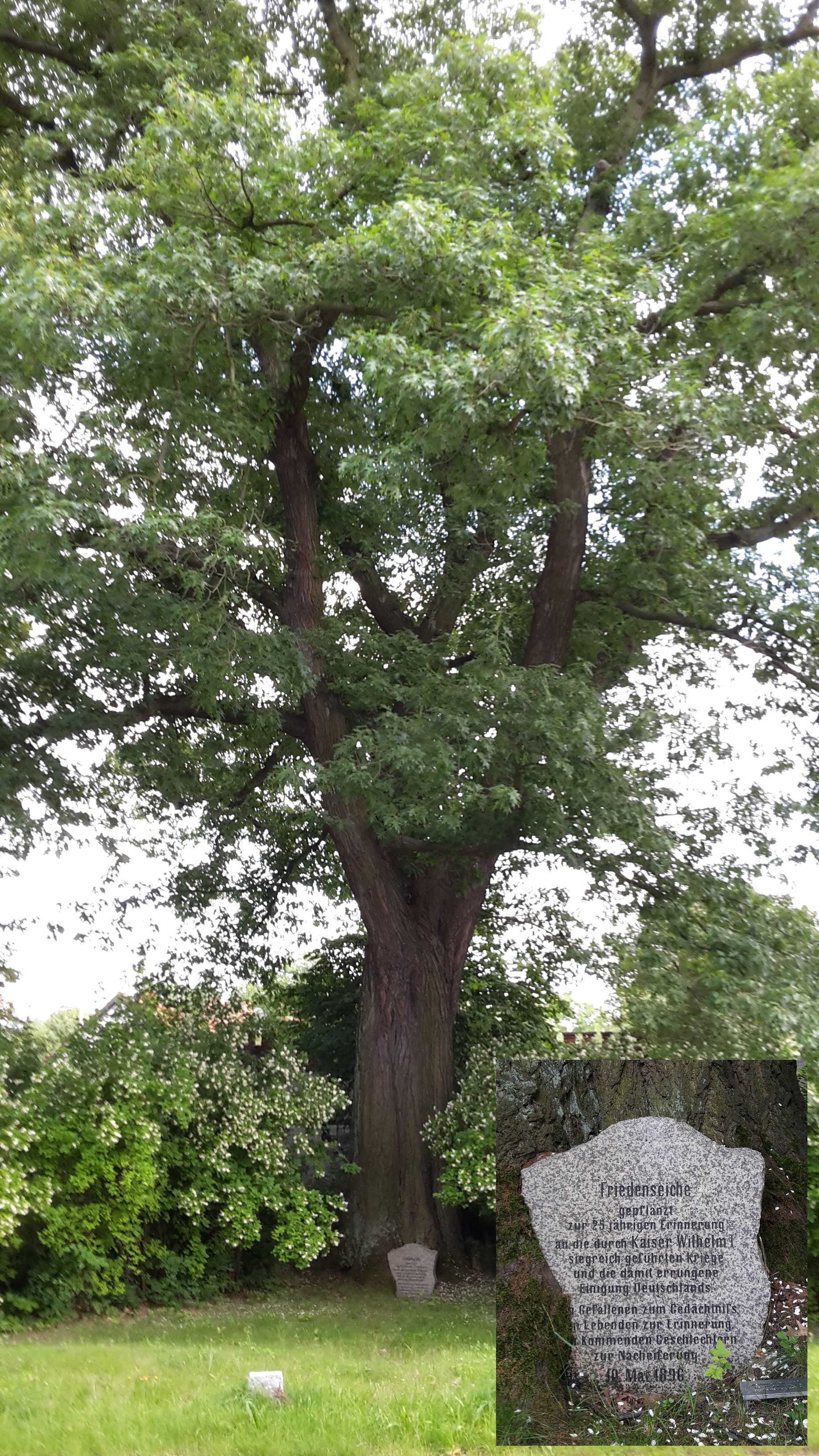
Friedenseiche mit Gedenkstein in Görlitz (10. Mai 1896)

### Glocken

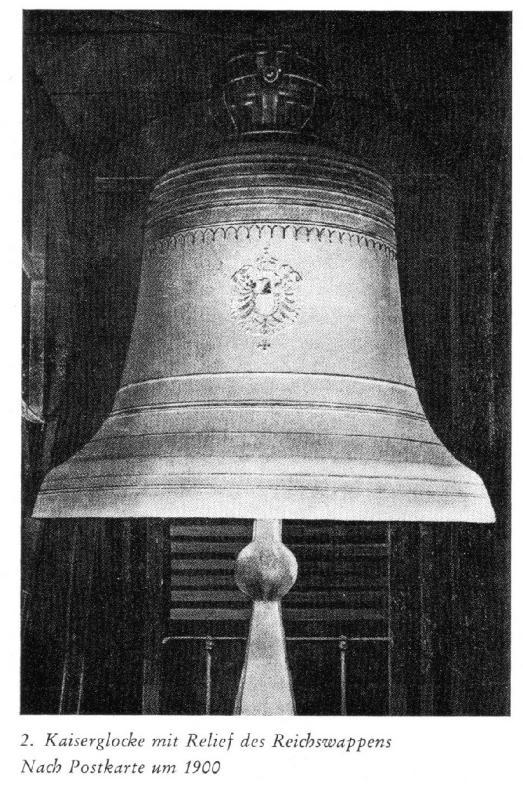
Köln:
Die Kaiserglocke
im Dom

Kaiser Wilhelm I. gewidmete "Kaiserglocken":
- Die Kaiserglocke im Kölner Dom; im Ersten Weltkrieg eingeschmolzen. Unter dem Relief des Reichsadlers stand die Inschrift:
„Die Kaiserglocke heiß’ ich,
Des Kaisers Namen preis’ ich,
Auf heiliger Warte steh’ ich,
Dem Deutschen Reich erfleh’ ich,
Dass Fried’ und Ehr’
Ihm Gott bescheer’!“
- Für die Luisenkirche in Berlin-Charlottenburg wurden 1883 zwei neue Glocken gegossen. Eine davon mit dem Reliefbild Kaiser Wilhelms I. und dessen Wahlspruch
 „Im Glauben ist die Liebe und die Hoffnung.“
- Die Kaiser-Wilhelm-Glocke in der Gedächtniskirche der Protestation zu Speyer trägt neben dem Bildnis des Kaisers die Worte
„Welch eine Wendung durch Gottes Fügung.“

Von Kaiser Wilhelm I. gespendete "Kaiserglocken", die zumeist aus Materialien von erbeuten Geschützen des deutsch-französischen Krieges hergestellt wurden:
- Die Glocken der Gustav-Adolf-Kirche in Gieboldehausen.[26]

- Die Glocken der Friedenskirche in Krefeld.[27]

- Die Glocken von St. Lamberti in Oldenburg.[28]

### Weitere Ehrungen
- Apfelsorte Kaiser Wilhelm
- Kaiser-Wilhelms-Bad in Bad Homburg vor der Höhe
- Kaiser-Wilhelm-Fenster in der Thomaskirche Leipzig[29]
- Kaiser-Wilhelm-Gedächtniskirche als „gesicherte Ruine“ Wahrzeichen von West-Berlin
- Kaiser-Wilhelm-Kanal
Der heutige Nord-Ostsee-Kanal wurde 1895 als Kaiser-Wilhelm-Kanal eröffnet und trug diesen Namen bis 1948.
- Kaiser-Wilhelm-Hafen in Hamburg, ein 1899 eröffneter Teil des Hamburger Hafens
- Kaiser-Wilhelm-Museum in Krefeld
- Kaiser-Wilhelm-Park in Essen
- Kaiser-Wilhelm-Tunnel bei Cochem
- Kaiser-Wilhelm-Brücke (Wilhelmshaven)
- Kaiser-Wilhelm-Brücke (Trier)
- Indischer Elefant Kaiser Wilhelm vom Tierbändiger Kreuzberg 1873 an die Menagerie Balley & Co. in die USA verkauft
- Schneeskulptur - Erstmals fanden 1897 in St. Andreasberg Schneebau-Wettbewerbe statt. Der Hüttenmann Karl Harzig schuf im Jahre 1906 eine Schneeskulptur Wilhelms in Reiterpose. Abbildungen sind erhalten.
- Oberlausitzer Gedenkhalle in Görlitz/Zgorzelec, wurde zu Ehren der beiden Kaiser Wilhelm I. und Friedrich III. errichtet (eröffnet 1902)
- Wilhelmsplatz in Görlitz (seit 1871)
- Wilhelmtheater mit Kaisersaal in Görlitz (eröffnet 1889)